# Pontivy
Cet article possède des paronymes, voir Pontigny et Potigny.
Pontivy (/pɔ̃.ti.vi/)  est une commune française, chef-lieu d'arrondissement du département du Morbihan en région Bretagne.
En 2022, avec 14 547 habitants, elle est la 6e commune la plus peuplée du Morbihan et la 19e de Bretagne.

## Géographie
Les communes limitrophes se nomment : Cléguérec au nord-ouest, Malguénac à l'ouest, Le Sourn au sud-ouest, Saint-Thuriau au sud, Noyal-Pontivy à l'est, et Neulliac au nord.
| Cléguérec | Neulliac      |               |
| Malguénac | Pontivy       | Noyal-Pontivy |
| Le Sourn  | Saint-Thuriau |               |

| - Carte en couleurs de la commune de Pontivy. - Carte topographique de la commune de Pontivy. |

### Localisation et description
Pontivy est située dans le centre de la péninsule bretonne (en Argoat), à l'intérieur des terres, à 48,5 km au nord-ouest de Vannes, sa préfecture de rattachement, à 46,5 km au nord-est de Lorient, et à 51,5 km au sud de Saint-Brieuc. La ville la plus proche est Loudéac, distante seulement de 20 km.
La commune s'étend sur 2 485 hectares, soit approximativement sur 6,2 km du nord au sud et sur 3,3 km d'est en ouest. Elle s'étend sur une superficie bâtie de 12,5 km2.
En plein cœur du plateau de Rohan (appellation discutable car la topographie est marquée par des collines désordonnées où ne se discerne aucune direction nette, et non par une surface plane), la commune appartient à une unité paysagère appelée plateau de Pontivy-Loudéac et qui, comparée au reste du département, montre peu de bocage, à l'état résiduel, avec une végétation s'exprimant le plus souvent sous forme de forêts, boisements ou bosquets. La « plaine » de Pontivy est en effet constituée de paysages monotones qui portent, selon le géographe Pierre-Yves Le Rhun, la marque d'une spéculation prédominante qui a éliminé la polyculture vivrière et l'élevage au profit d'une « étendue céréalière qui rappelle maintenant la Beauce, à moins que ce ne soit le Middle-West ».

Le macro-paysage se compose de 7 unités paysagères principales : au centre, la vallée du Blavet et du canal (urbanisée et cultivée en fond de vallée) ; le vallon du Talin (composé de bois et de cultures) au sud-ouest ; le massif boisé de Stival (paysage de bois et de cultures) au nord-ouest ; au nord, versant ouest du Gros Chêne (composé de cultures extensives), le plateau de Kergrist (composé de cultures et de hameaux) et le versant est de la Haye (composé de cultures) ; le vallon de Saint Niel (paysage de bocage semi-ouvert) à l'est.

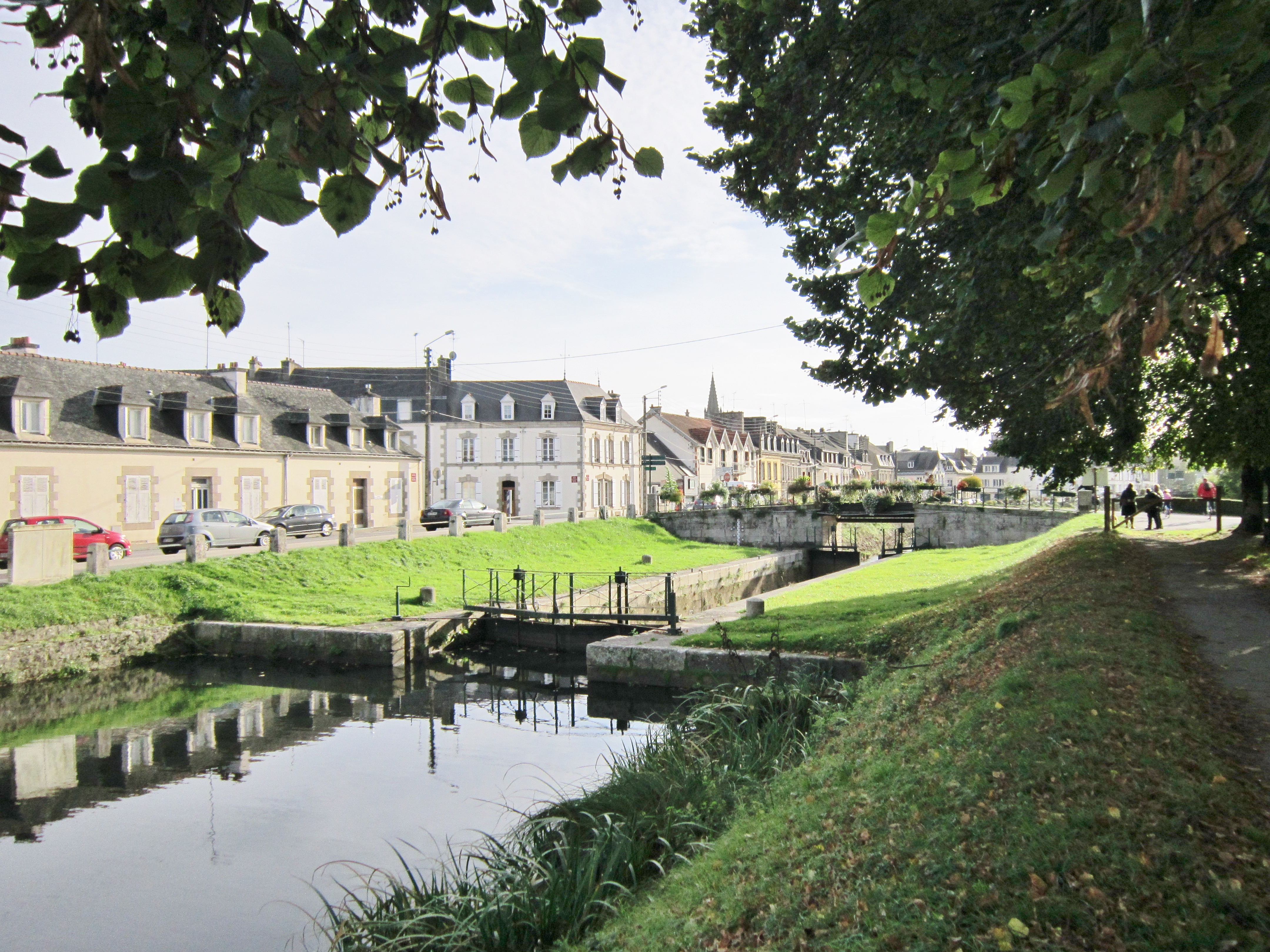
Pontivy vu depuis l'écluse des Récollets.

Historiquement, Pontivy appartient à la Basse-Bretagne mais la Haute-Bretagne est proche. L'ancienne limite entre le breton et le gallo était en effet située au début du XXe siècle à une quinzaine de kilomètres seulement à l'est de la ville. Pontivy appartient au pays vannetais qui comprend notamment le pays de Vannes proprement dit (Bro Gwened) et le pays de Pontivy (Bro Pondi).

### Relief et hydrographie
Initialement située sur la rive gauche du Blavet, la ville de Pontivy a largement débordé sur la rive droite, surtout depuis l'annexion de Stival au début du XIXe siècle. Son site correspond à une zone de convergence hydrographique entre le Blavet et son affluent de rive gauche le Douric (dont les lits ont été canalisés) en amont de la ville ; deux autres petits affluents, le Ruisseau du Moulin du Petit Resto sur sa rive droite, et le Ruisseau de Saint-Niel sur sa rive gauche, confluent avec le Blavet en aval de la ville et servent de limite communale, le premier avec Le Sourn, le second avec Noyal-Pontivy et Saint-Thuriau.
L'essentiel du finage communal forme un plateau situé vers une centaine de mètres d'altitude, morcelé en lambeaux par les vallées des cours d'eau précités. Les altitudes sont toutefois plus élevées vers la limite nord-ouest du territoire communal correspondant à la limite entre l'ancienne commune de Stival et la commune de Malguénac, atteignant 192 mètres au sud de Coët Stival. Les vallées sont à une altitude beaucoup plus basse, bien que peu encaissées par rapport au plateau avoisinant : le Blavet entre vers 60 mètres d'altitude sur le territoire communal au nord de Stival et le quitte vers 50 mètres d'altitude au sud de la ville.
Le Blavet connaît parfois des crues spectaculaires et fréquentes qui ont marqué l'histoire de la ville, les dernières graves datant de 1878, d'août 1880, de 1925 (que le journal L'Ouest-Éclair résume par cette phrase : « Quai Niemen complètement envahi, quai du Couvent en partie, Tréleau submergé »), de 1974 (« Toute une partie du quartier de Tréleau est recouverte de plus d'un mètre d'eau » écrit le journal Ouest-France) et surtout de janvier 1995. Mais des crues de moindre importance se produisent fréquemment : février 1988, février 1990, janvier 1995, décembre 1999, décembre 2000, janvier 2001, février 2010, février 2014 (« La crue du Blavet a presque atteint la cote de 1995 » écrit alors le journal Ouest-France), décembre 2020.

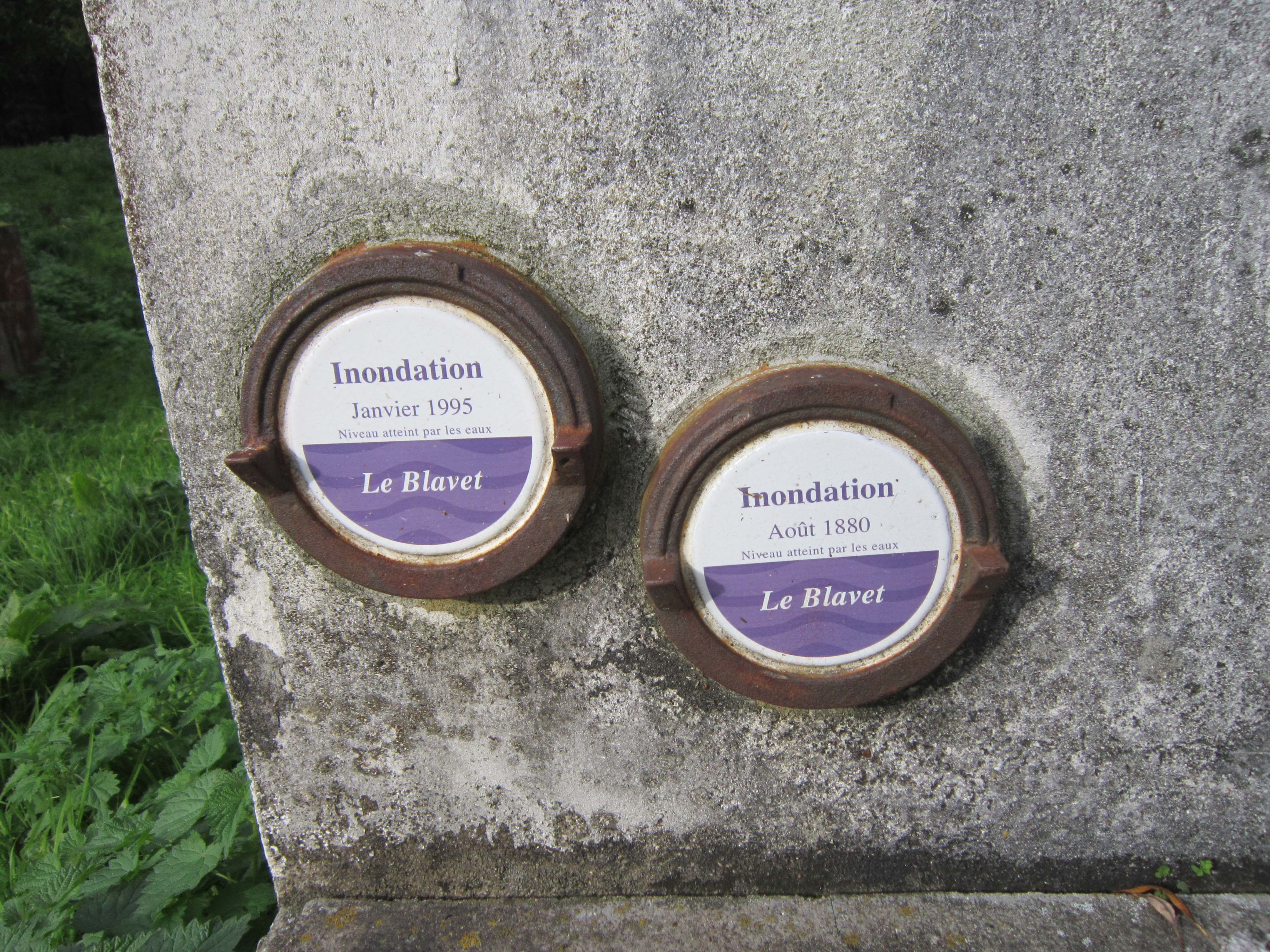
Témoins des niveaux des crues du Blavet en août 1880 et janvier 1995 à Pontivy.
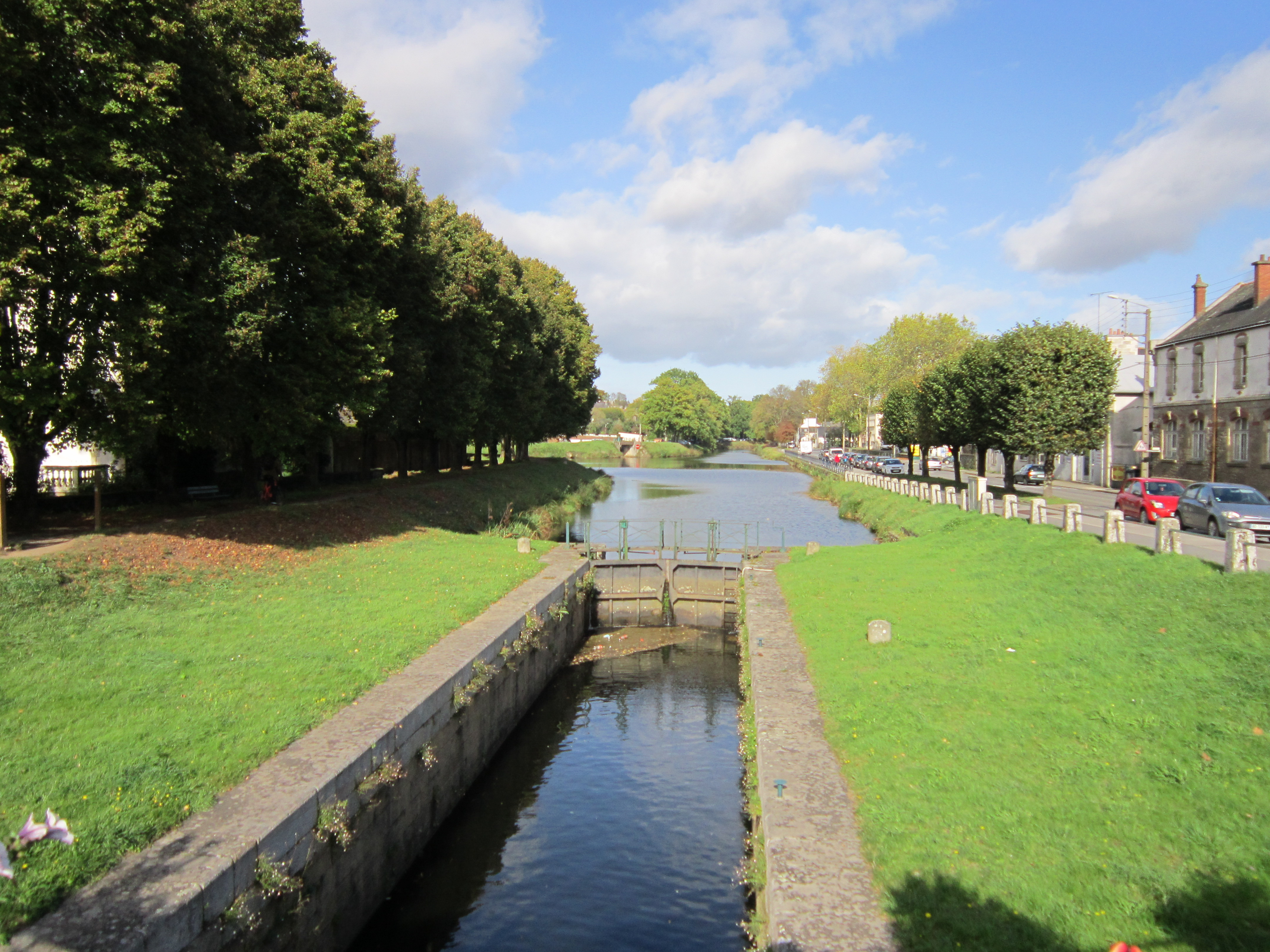
Le Blavet canalisé (Canal de Nantes à Brest) : l'écluse des Récollets.
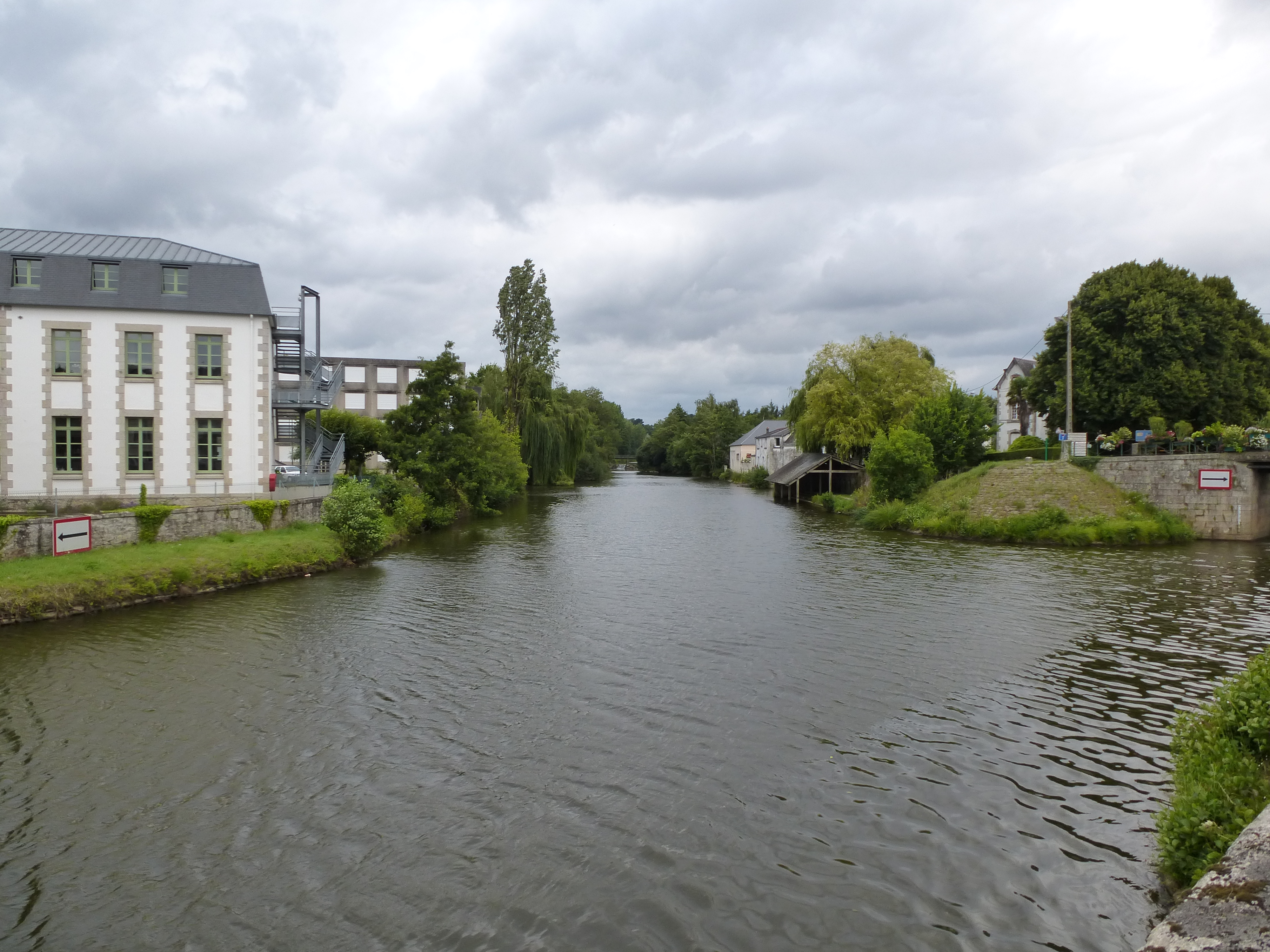
Le Blavet à Pontivy (pointe sud de l'île des Récollets).
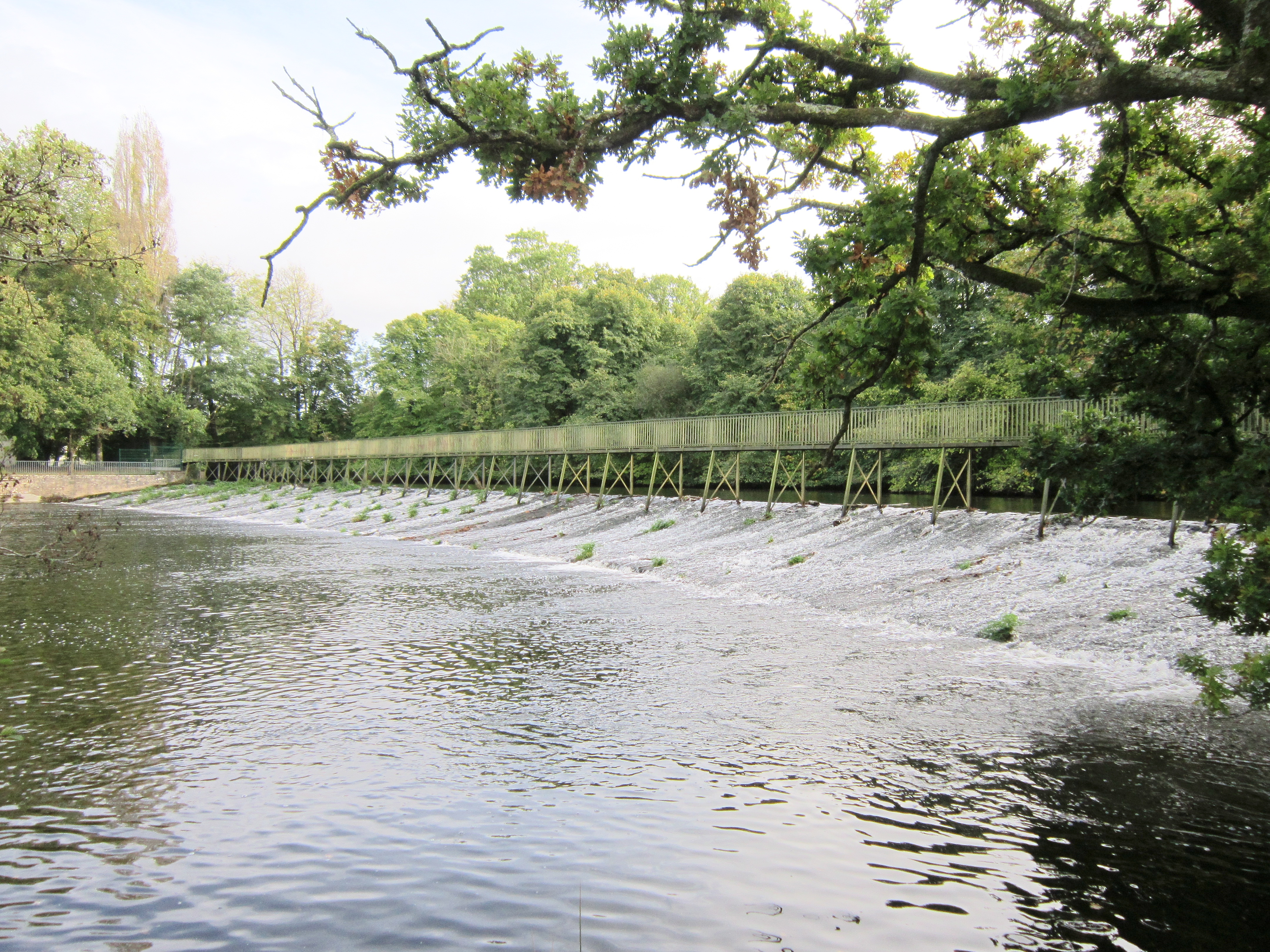
Pontivy : passerelle sur le Blavet.
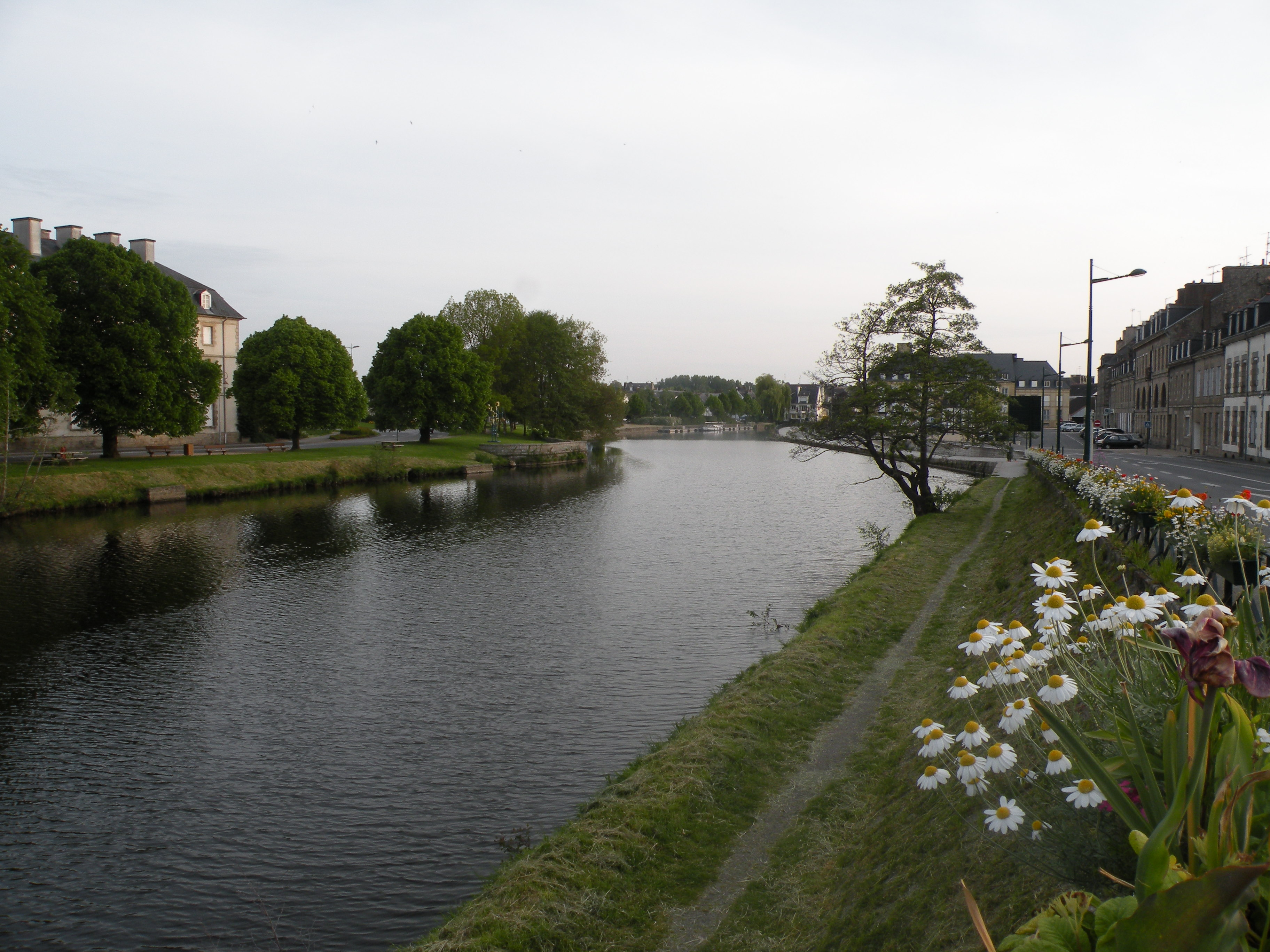
Le Canal de Nantes à Brest à Pontivy.
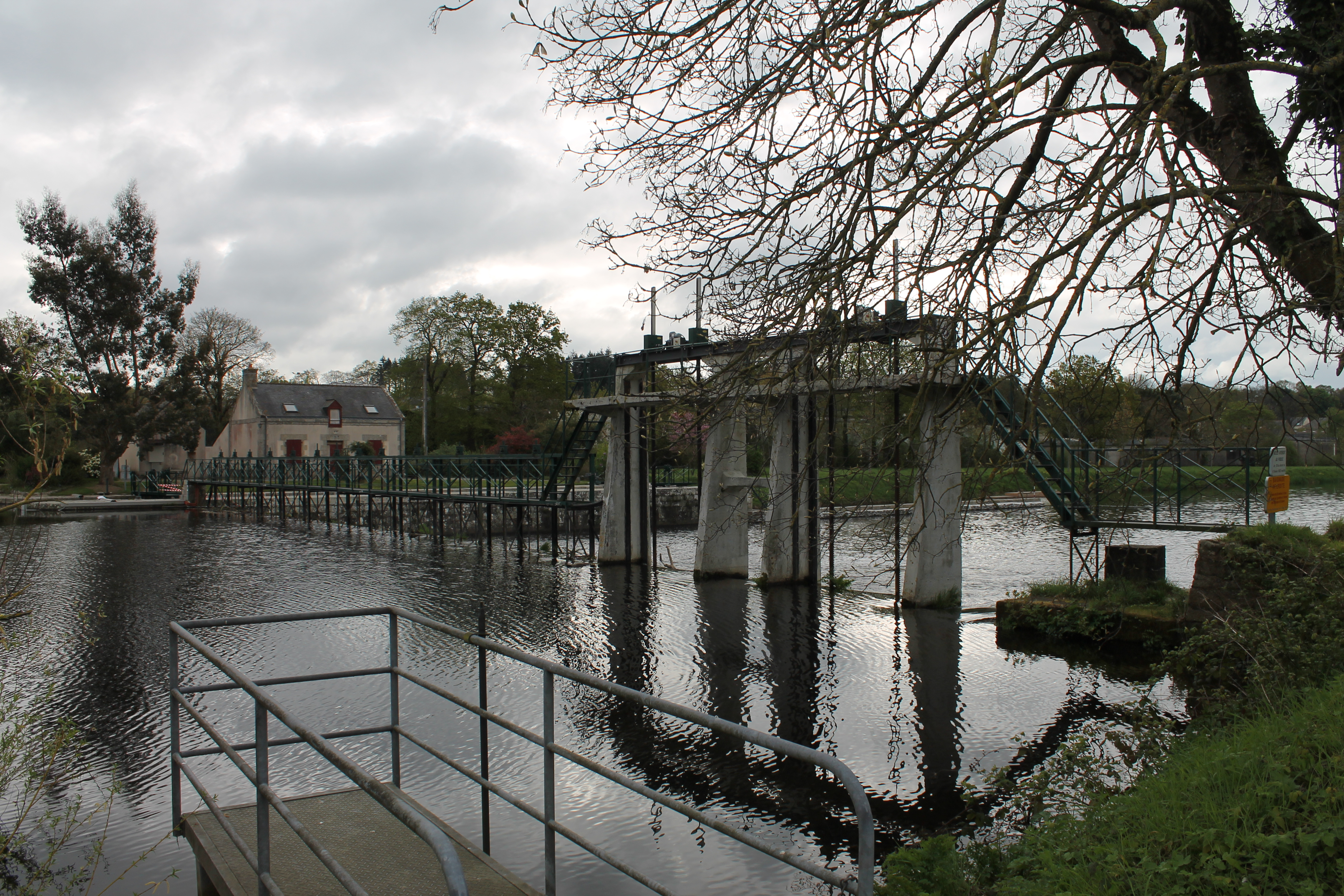
Barrage et écluse de Lestitut (rue Faraday).

Avant la construction du Canal de Nantes à Brest, le Blavet se divisait en deux branches à hauteur de Pontivy : le bras principal et la "Vieille Rivière" ; ces deux bras se séparaient à hauteur de l'actuelle écluse no 108, dite de la Cascade, du Blavet canalisé, et se rejoignaient au sud de l'hôpital. La construction du canal entraîne la création de l'île des Récollets, jadis occupée par les jardins du couvent du même nom.

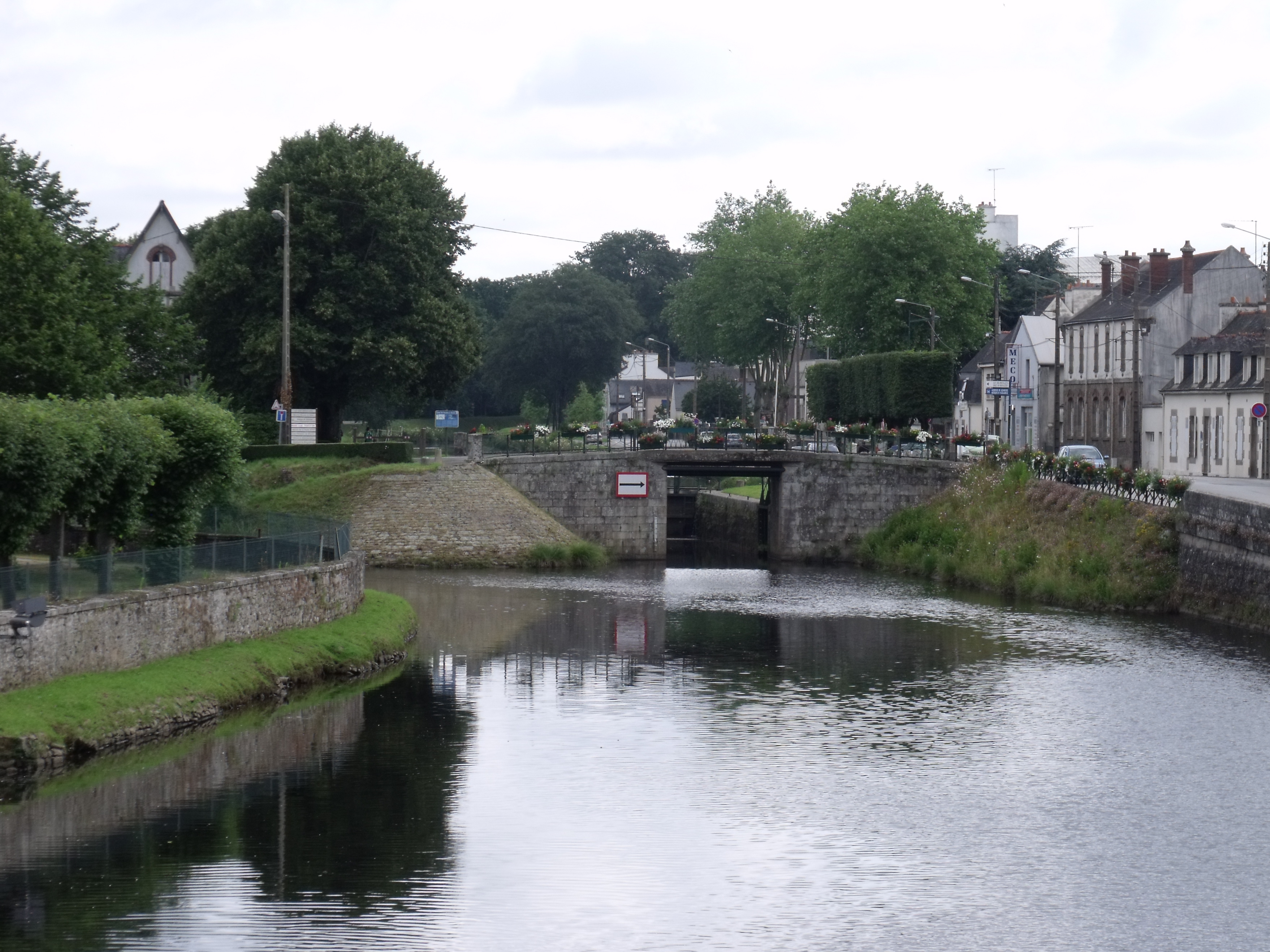
Le canal de Nantes à Brest, à Pontivy.

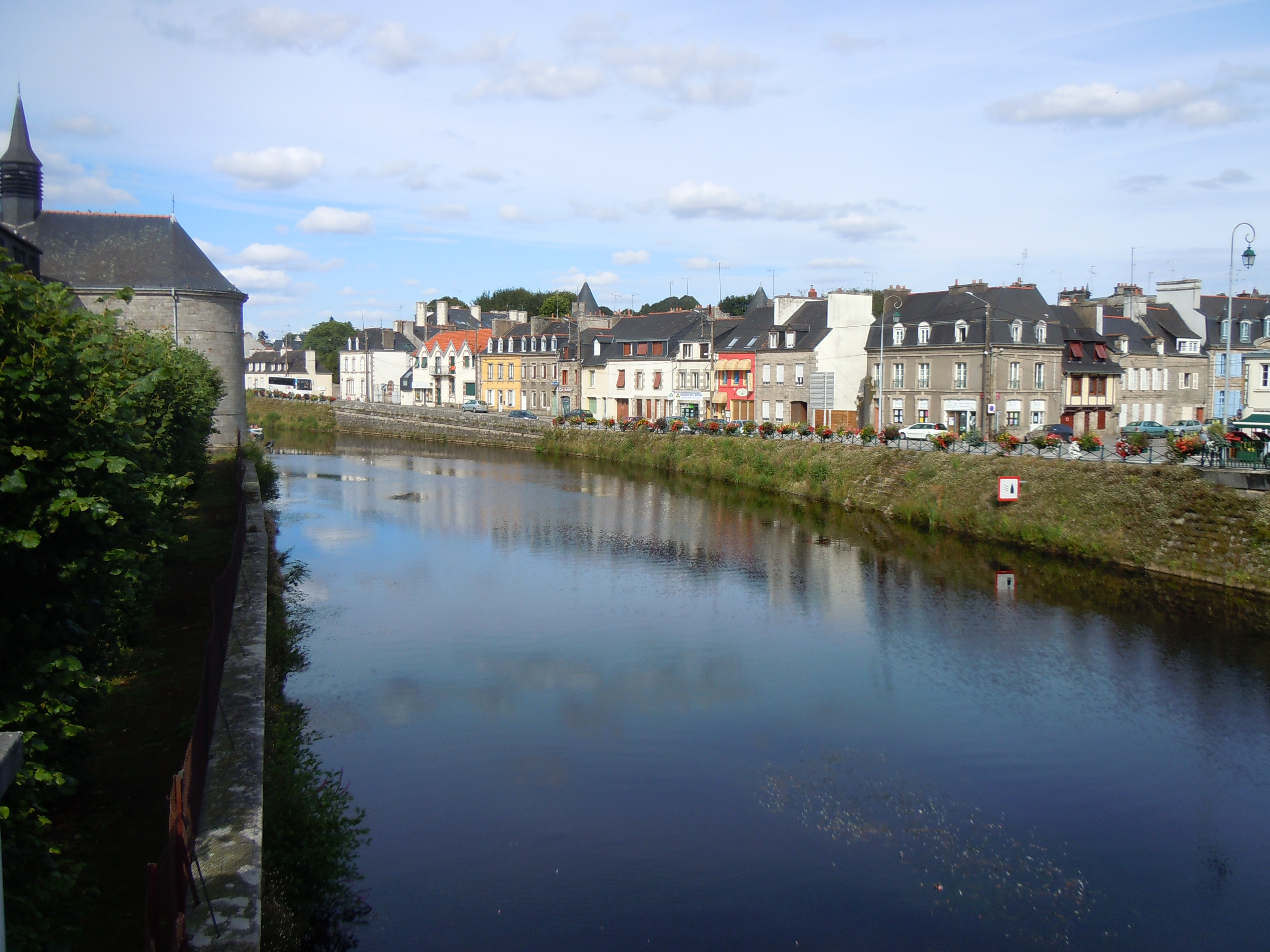
Le Blavet canalisé à Pontivy.

Pontivy est située au confluent des deux principaux canaux du centre Bretagne, le canal du Blavet (Blavet inférieur canalisé) et le canal de Nantes à Brest (Blavet supérieur et Douric, intégré au canal de jonction entre Oust et Blavet) qui se joignent à l'île des Récollets. Le centre historique de l'agglomération est situé sur la rive gauche du Blavet. La ville s'est développée par la suite sur les deux rives.
Les écluses de Pontivy sont désormais ouvertes à la navigation entre avril et octobre. L'écluse des Récollets, en plein centre-ville, a vu passer 98 bateaux en 2016 et 140 en 2018, confirmant la reprise de la navigation de plaisance.

### Hydrographie
Pour un article plus général, voir Réseau hydrographique du Morbihan.
La commune est située dans le bassin Loire-Bretagne. Elle est drainée par le Blavet, le canal de Nantes à Brest, le fleuve le blavet, le Douric, le Saint Niel, le ruisseau du Moulin du Petit Resto, le ruisseau de Kerihuel et divers autres petits cours d'eau,.
Le Blavet, d'une longueur de 149 km, prend sa source dans la commune de Bourbriac et se jette  dans le canal de Nantes à Brest en limite de Plélauff et de Gouarec, après avoir traversé 31 communes. 
Le canal de Nantes à Brest est un canal, chenal et un estuaire et un cours d'eau naturel navigable sur une grande partie de son cours, d'une longueur de 364 km, prend sa source dans la commune de Nort-sur-Erdre et se jette  dans la Loire à Nantes. 
Le Douric, d'une longueur de 12 km, prend sa source dans la commune de Kergrist et se jette  dans le canal de Nantes à Brest sur la commune, après avoir traversé quatre communes. 
Le Saint-Niel, d'une longueur de 16 km, prend sa source dans la commune de Kergrist et se jette  dans l'Aff  sur la commune, après avoir traversé six communes. 

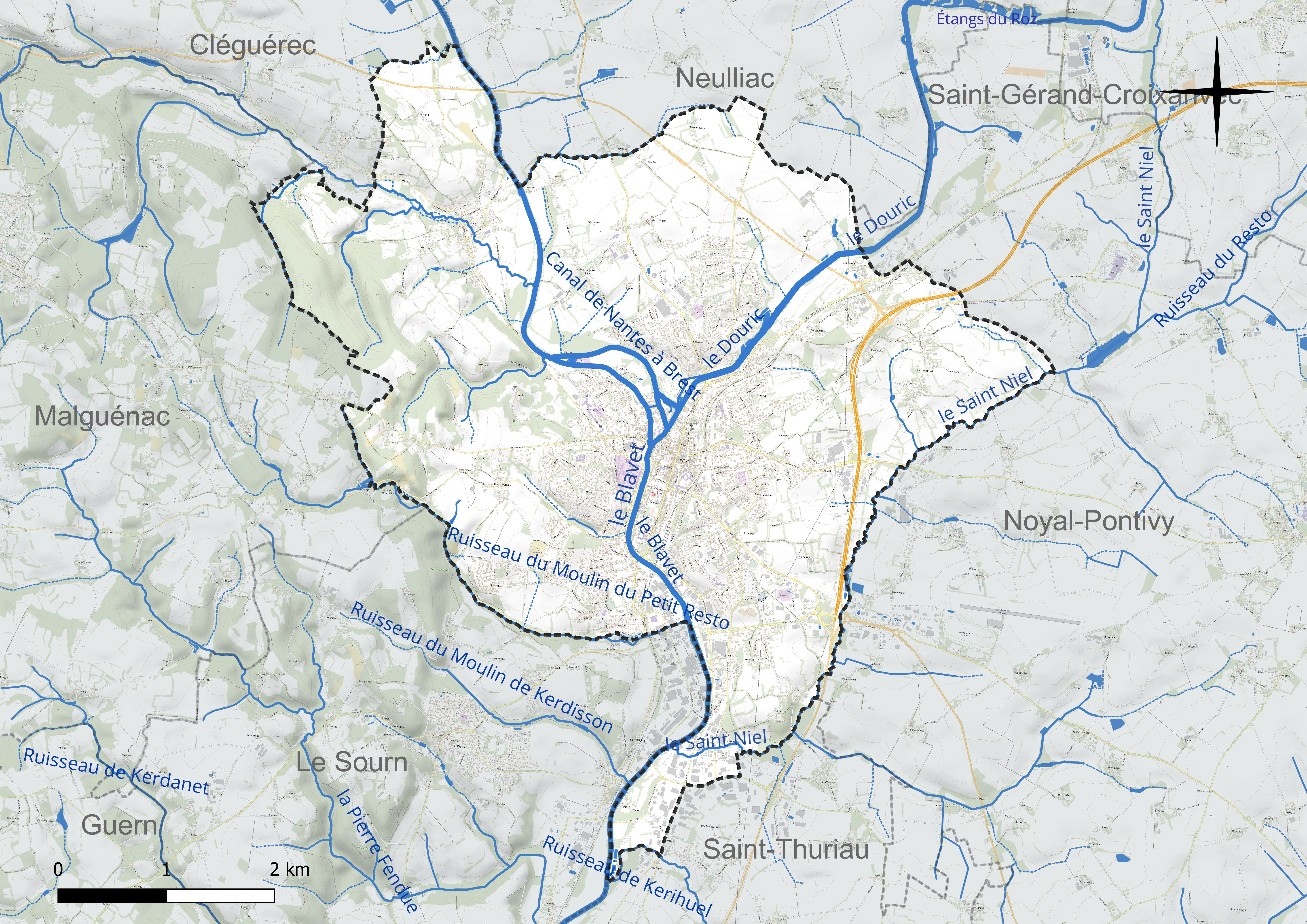
Réseau hydrographique de Pontivy.

### Climat
Pour des articles plus généraux, voir Climat de la Bretagne et Climat du Morbihan.
En 2010, le climat de la commune est de type climat océanique franc, selon une étude du CNRS s'appuyant sur une série de données couvrant la période 1971-2000. En 2020, Météo-France publie une typologie des climats de la France métropolitaine dans laquelle la commune est exposée à un climat océanique et est dans une zone de transition entre les régions climatiques « Finistère nord  » et « Bretagne orientale et méridionale, Pays nantais, Vendée ». Parallèlement l'observatoire de l'environnement en Bretagne publie en 2020 un zonage climatique de la région Bretagne, s'appuyant sur des données de Météo-France de 2009. La commune est, selon ce zonage, dans la zone « Intérieur », exposée à un climat médian, à dominante océanique.
Pour la période 1971-2000, la température annuelle moyenne est de 11,1 °C, avec une amplitude thermique annuelle de 12,2 °C. Le cumul annuel moyen de précipitations est de 983 mm, avec 14 jours de précipitations en janvier et 7,2 jours en juillet. Pour la période 1991-2020, la température moyenne annuelle observée sur la station météorologique la plus proche, située sur la commune de Moréac à 20 km à vol d'oiseau, est de 12,0 °C et le cumul annuel moyen de précipitations est de 1 043,7 mm,. Pour l'avenir, les paramètres climatiques de la commune estimés pour 2050 selon différents scénarios d’émission de gaz à effet de serre sont consultables sur un site dédié publié par Météo-France en novembre 2022.

### Cadre géologique

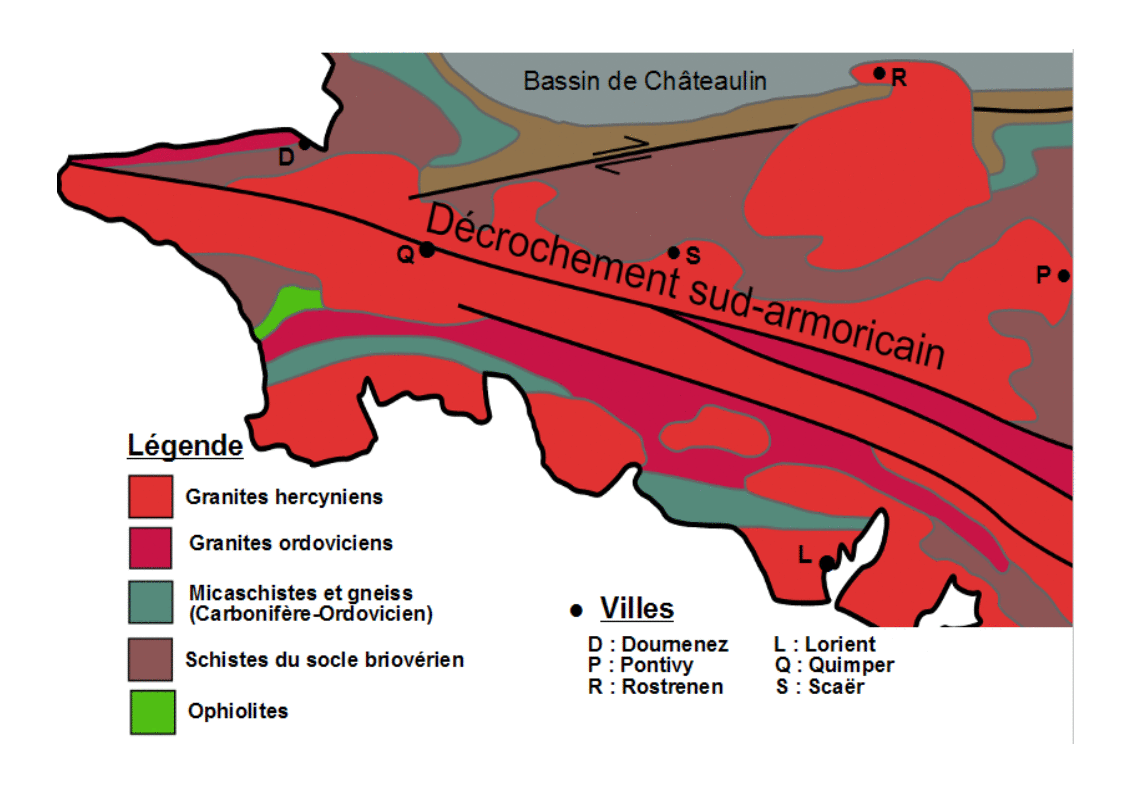
Carte géologique de la région de Pontivy.

La région de Pontivy est située dans le domaine centre armoricain qui est un témoin de la tectonique tangentielle hercynienne, avec le cisaillement sud-armoricain (grand décrochement dont le rejet horizontal atteindrait 500 km). Ce décrochement, appelé aussi « zone broyée sud-armoricaine », forme un couloir de failles hercyniennes courant de la pointe du Raz à la Loire, et affecte l'anticlinal de Cornouaille. La collision continentale au cours de l'orogenèse varisque proprement dite se traduit dans le Massif armoricain par un métamorphisme général de basse-moyenne pression, formant les micaschistes des massifs côtiers et les schistes du domaine centre armoricain, et par une anatexie générant migmatites et granites. Elle se traduit enfin, par la mise en place de nombreux leucogranites à muscovite et biotite intrusifs à travers les schistes cristallins, concomitamment à ce cisaillement et ce métamorphisme.
Le territoire de Pontivy se situe entre trois domaines géologiques totalement différents : à l'est et au sud, le « plateau de Rohan » (plateau cultivé de Pontivy, cerné par Gouarec, Guémené sur Scorff, Ploërmel et Loudéac), région à dominante schisteuse où les hauteurs alternent entre 200 et 250 m ; au nord, les hauteurs de la forêt de Quénécan ; à l'ouest, un paysage vallonné (le plateau de Guémené) formant un immense pluton granitique, dénommé par les géologues massif de Pontivy, batholite de texture porphyroïde à deux micas (biotite et muscovite). Ce massif correspond à des venues leucogranitiques qui s'échappent à partir du Carbonifère de la branche nord du cisaillement sud-armoricain, décrochement dextre selon une orientation NW-SE. Ce leucogranite qui domine à l'ouest avec le massif boisé de Stival (massif granitique culminant à 200 m d'altitude) est uranifère en raison de minéralisations uranifères associées à des filons recoupés par des failles transversales porteuses N20 °W et N60 ° W. Il fournit par altération climatique un horizon oxydé caractérisé par une coloration qui va du jaune au roux.
Pontivy est située dans un vaste bassin sédimentaire au relief peu marqué et aux sols riches. Dans ce bassin briovérien, les sédiments issus de l'érosion de la chaîne cadomienne se sont accumulés sur plus de 15 000 m d'épaisseur et ont été modifiés par le métamorphisme général ainsi que localement au contact des granites varisques d'origine anatectique (auréole de métamorphisme de contact avec un faciès des amphibolites), en lien avec la zone broyée sud-armoricaine. Les roches rencontrées dans cette cuvette sont des schistes, des siltites et des grès recoupées par des roches intrusives sous forme de filons discrets. Un banc de schistes graphiteux affleure et va du château de Talhoët à la cité du vélodrome. « Les schistes argileux gris-verdâtre ou gris-bleuâtre alternent indéfiniment avec des grès micacés et feldspathiques. Localement, la succession de lits schisteux et gréseux est si régulière que la pierre prend un aspect zébré. Parfois, les niveaux gréseux, plus épais, bien individualisés, fournissent des pierres homogènes ». Le développement de l'agglomération médiévale coïncide avec une auréole de métamorphisme de contact (micaschistes à biotites, schistes tachetés dans lesquels le Blavet a creusé son lit) à la périphérie du pluton granitique. Dans ce terroir de transition, la topographie en pente douce contraste avec les paysages de collines et de talwegs du massif granitique au sein duquel elle délimite un couloir naturel. Le contact entre le granite à l'ouest (roche dure) et la cuvette schisteuse de Pontivy (schiste tendre plus soumis à l'érosion) est marqué par une route à forte dénivellation au niveau du Sourn. Le sablage de l'église du Sourn permet d'examiner à loisir ses belles pierres de taille, associant de manière aléatoire, granite grossier et granite fin.
Le vaste massif granitique de Pontivy correspond au faciès type du « granite de Guern » à texture grenue, à grain moyen et moyen-fin, assez hétérogène, relativement riche en petites paillettes de biotite, la muscovite étant subordonnée. Le pluton est constitué de plusieurs variétés, se différenciant par leur granulométrie — du grain fin au gros grain, voire porphyroïde —, par leur texture (isotrope ou orientée), leur composition minéralogique. Ces granites ont naguère été exploités dans de nombreuses carrières mais l'appel aux roches distales a eu pour conséquence leur abandon presque général. La dernière carrière en exploitation, celle de Kerhiec à Guern, est arrêtée en 2019.
En dépit de leur façonnement difficile (comme en témoignent les nombreuses marques des outils employés aux tentatives d'équarrissage), les schistes ont été essentiellement exploités pour fournir des moellons assez médiocres.

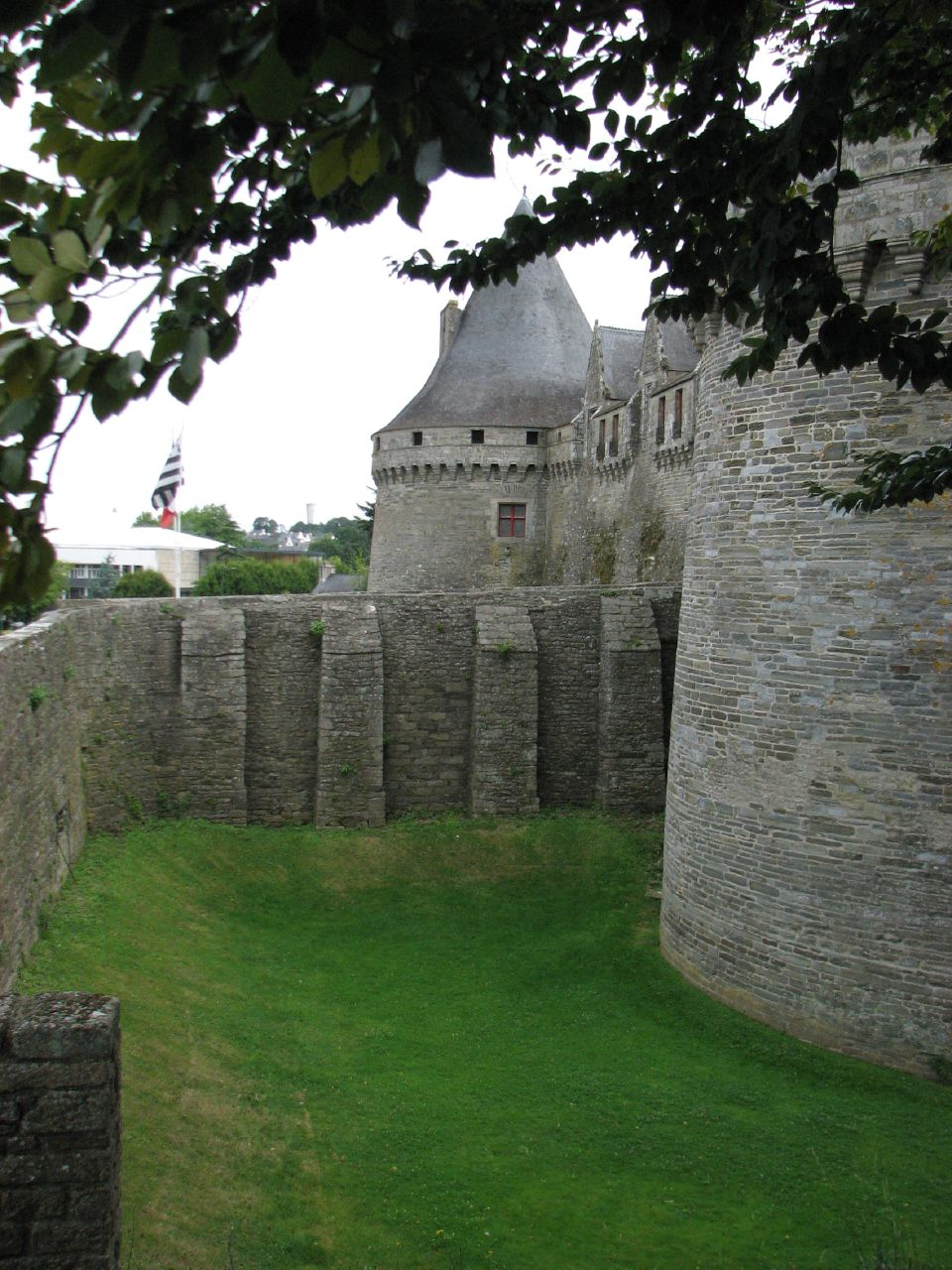
Dualité lithologique dans le château de Pontivy avec le granite et les schistes à teinte sombre qui contribuent à l'aspect sévère de la forteresse.
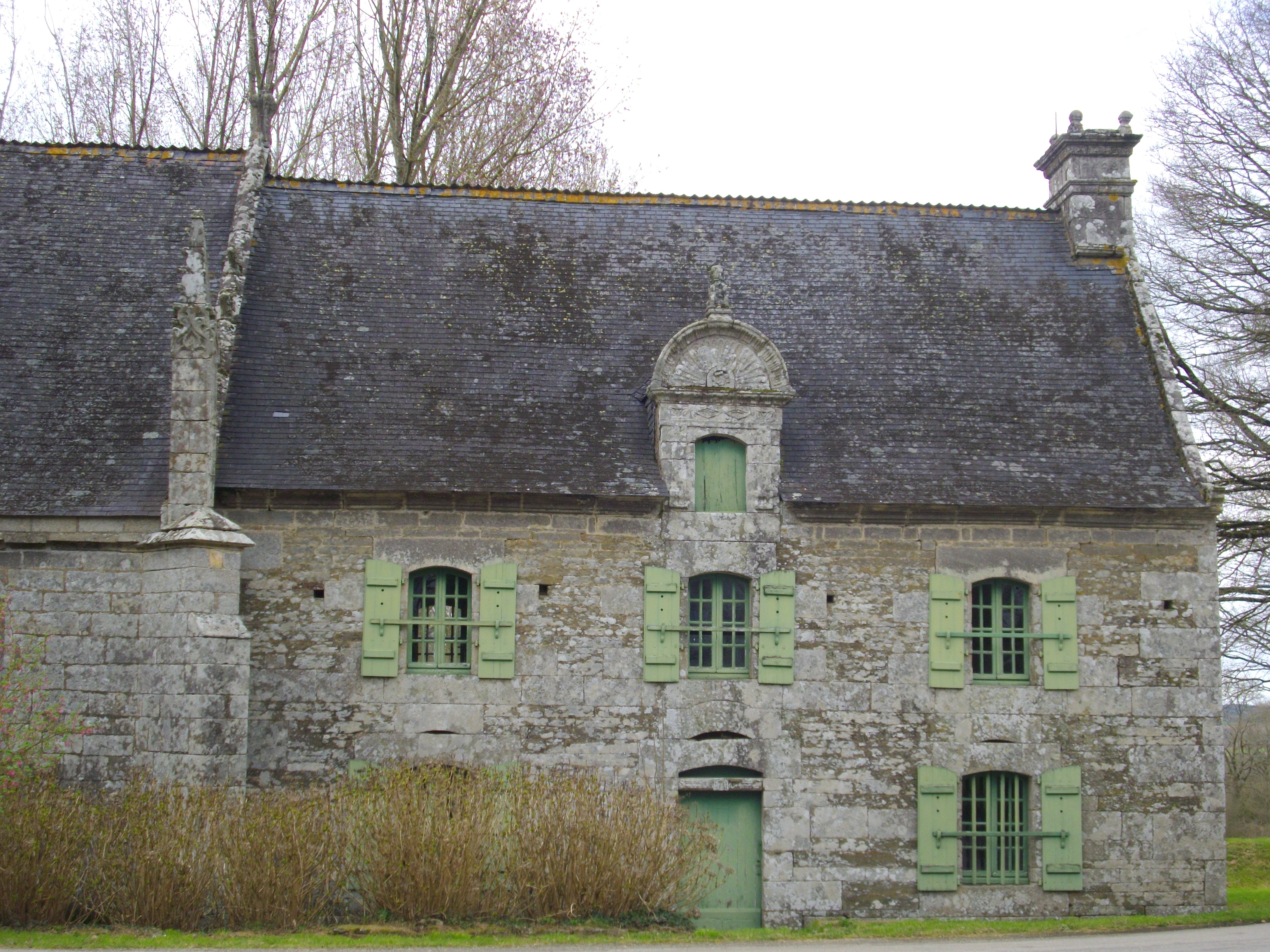
Même dualité à la chapelle de Saint-Nicodème.

### Transports

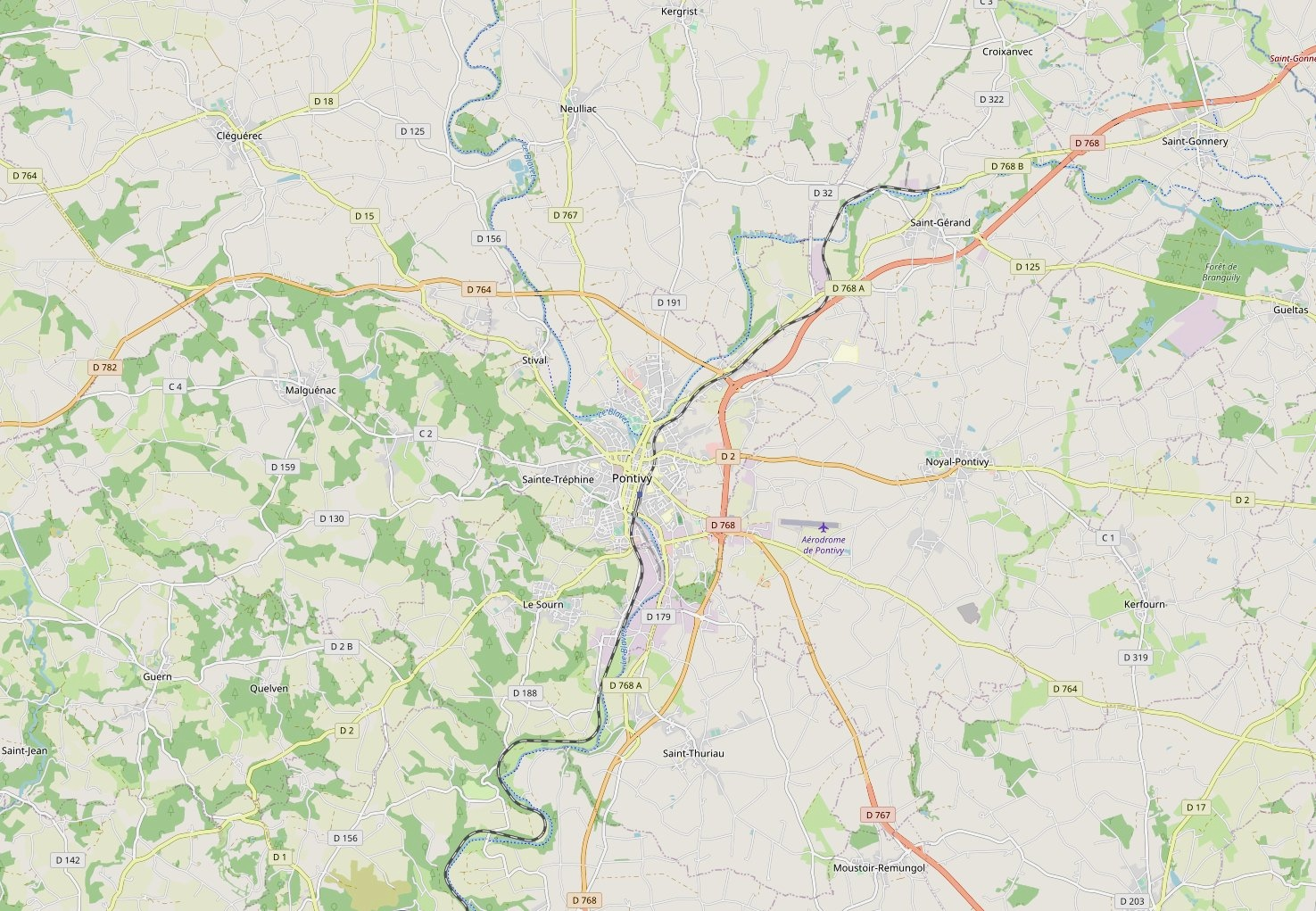
Pontivy : un nœud routier (OpenStreetMap).

#### Les routes
Pontivy est un nœud routier : la D 768 (ancienne Route nationale 168) la relie à Baud et Auray côté sud et à Loudéac côté nord ; la D 767 (ancienne Route nationale 167) à Locminé et Vannes en direction du sud-est et à Mur-de-Bretagne et Guingamp côté nord ; la D 764 (ancienne Route nationale 164) la relie à Gouarec où elle rejoint l'actuelle RN 164. Toutefois Pontivy est proche, mais non desservi directement par la voie express RN 164, axe majeur est-ouest de la Bretagne centrale, qui passe plus au nord par Loudéac et Rostrenen; mais l'axe routier Pontivy-Loudéac (D 768/D 700) est aménagé en voie express 2 × 2 voies et permet de la rejoindre aisément en direction de Rennes ; une partie du sud de ce même axe routier a aussi été aménagée en voie express jusqu'à Baud, où il rejoint la RN 24, la voie express allant de Rennes à Lorient.

#### Le rail
Si Pontivy a été progressivement un carrefour ferroviaire dans le quatrième quart du XIXe siècle et surtout le premier tiers du XXe siècle (ligne d'Auray à Pontivy, ligne de Saint-Brieuc à Pontivy et lignes à voie métrique d'intérêt local), la fermeture progressive de ces lignes (dès 1939 pour celles d'intérêt local, le 18 janvier 2017 la ligne de Saint-Brieuc à Pontivy cesse tout trafic ; à partir de la décennie 1960 pour le trafic voyageur sur la ligne d'Auray à Pontivy, encore utilisée pour le trafic des marchandises (transportant des céréales). Avec un trafic de près de 300.000 tonnes/an, Pontivy est la deuxième gare "Fret" de Bretagne[réf. nécessaire].

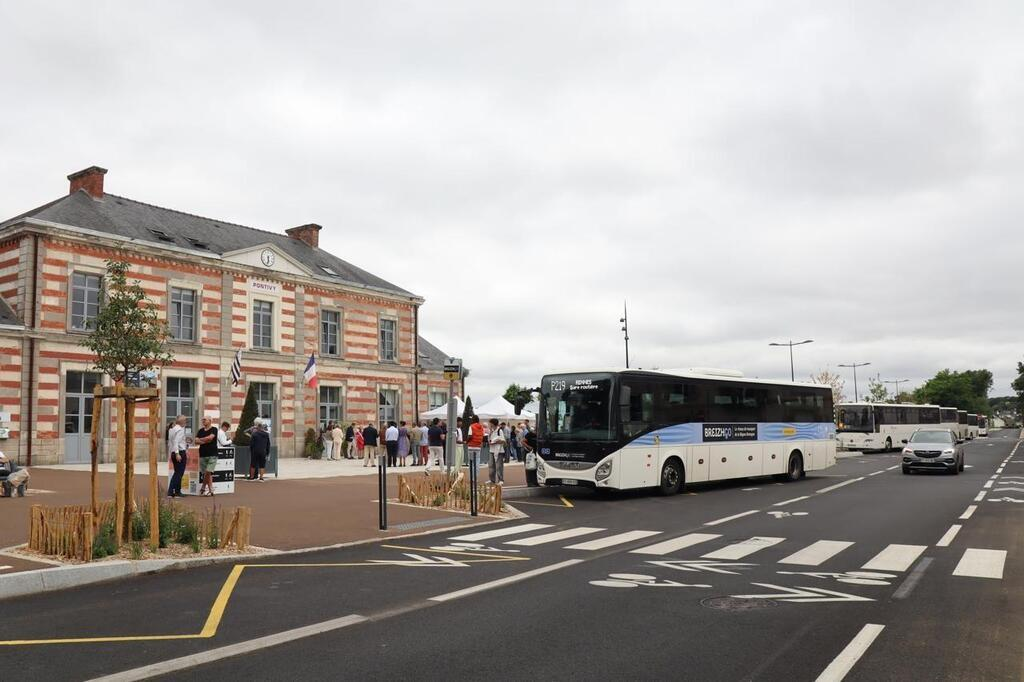
Pôle d'échange Multimodal
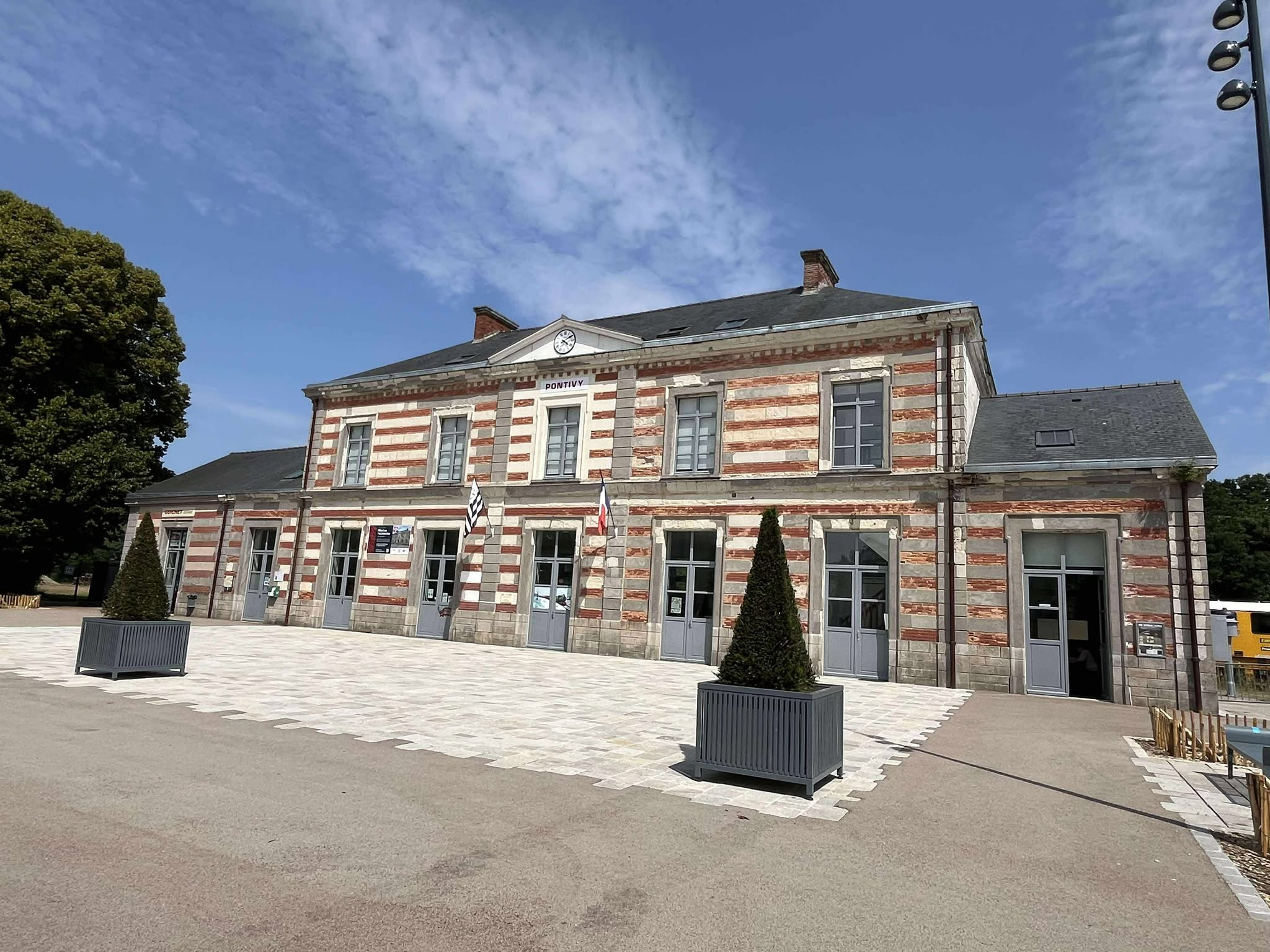
Gare de Pontivy
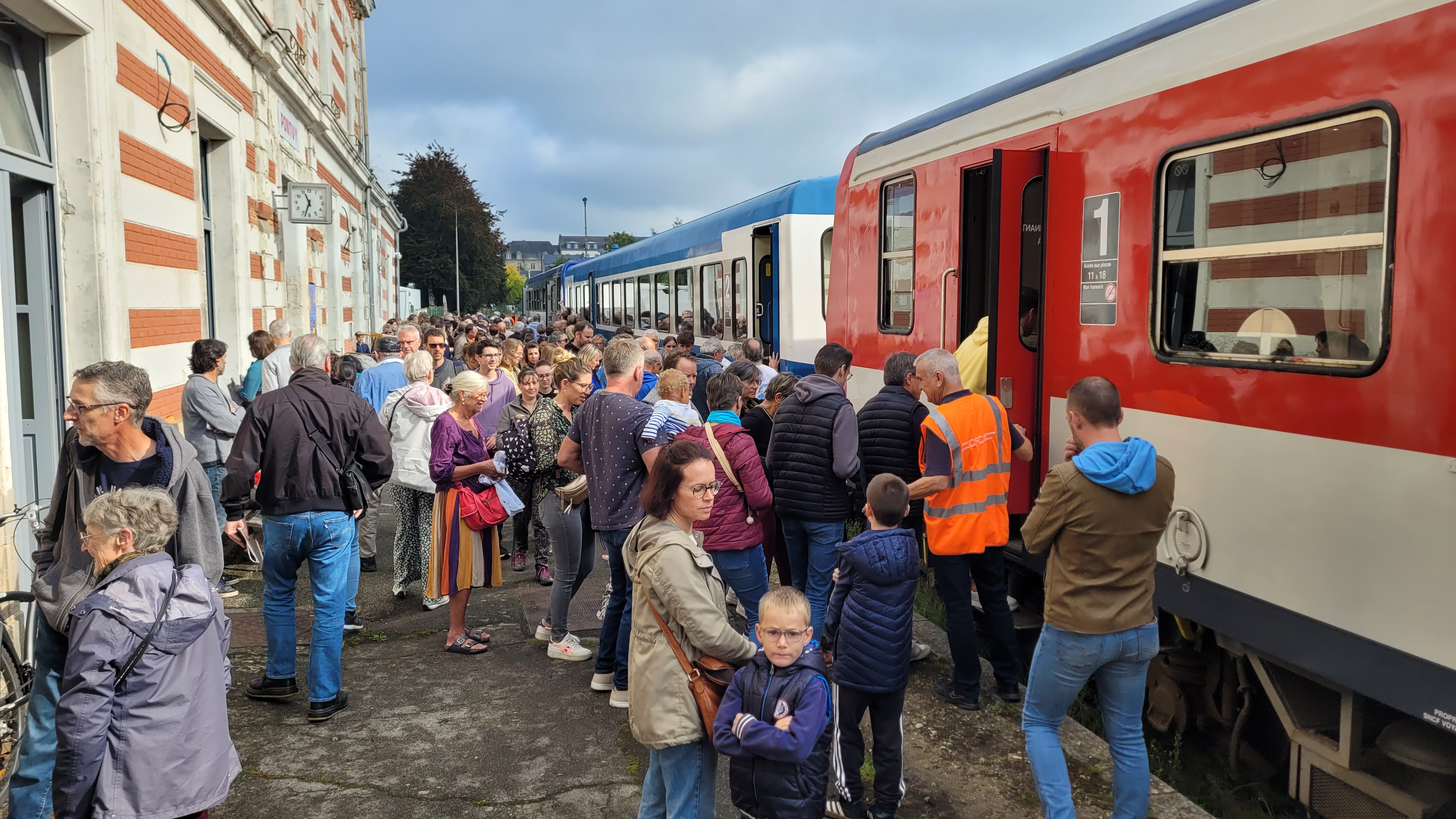
Train touristique
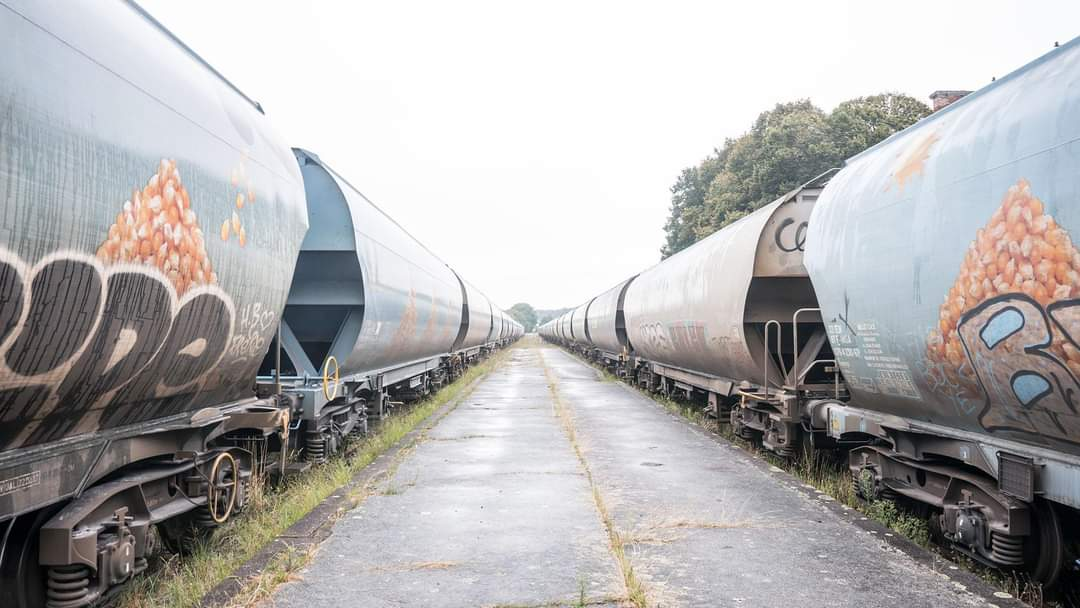
Trains de fret à Pontivy

Le 19 mars 2022, une cinquantaine de manifestants écologistes du groupe "Bretagne contre les fermes-usines" appuyé par le groupe "Extension Rebellion", opposés à l'agriculture industrielle et aux élevages hors-sol ont commis un "éco-sabotage" en construisant un mur en parpaings en travers de la voie ferrée, bloquant un train chargé de céréales destinées à l'alimentation du bétail (le client était l'usine Saint-Jacques Aliments, située à Saint-Gérand) et en déchargeant sur le ballast une partie de la cargaison à Saint-Gérand, au sud de Pontivy, ce qui a suscité l'indignation de nombreux responsables agricoles et gouvernementaux.
Un train touristique, le "Napoléon express", circule l'été entre Pontivy et Camors, passant par les gares intermédiaires de Saint-Nicolas-des-Eaux, Saint-Rivalain, Quistinic et Lambel-Camors.

#### L'avion
L'aérodrome de Pontivy est situé à l'est de la ville, sur le territoire de la commune de Noyal-Pontivy.

### Lieux-dits et écarts

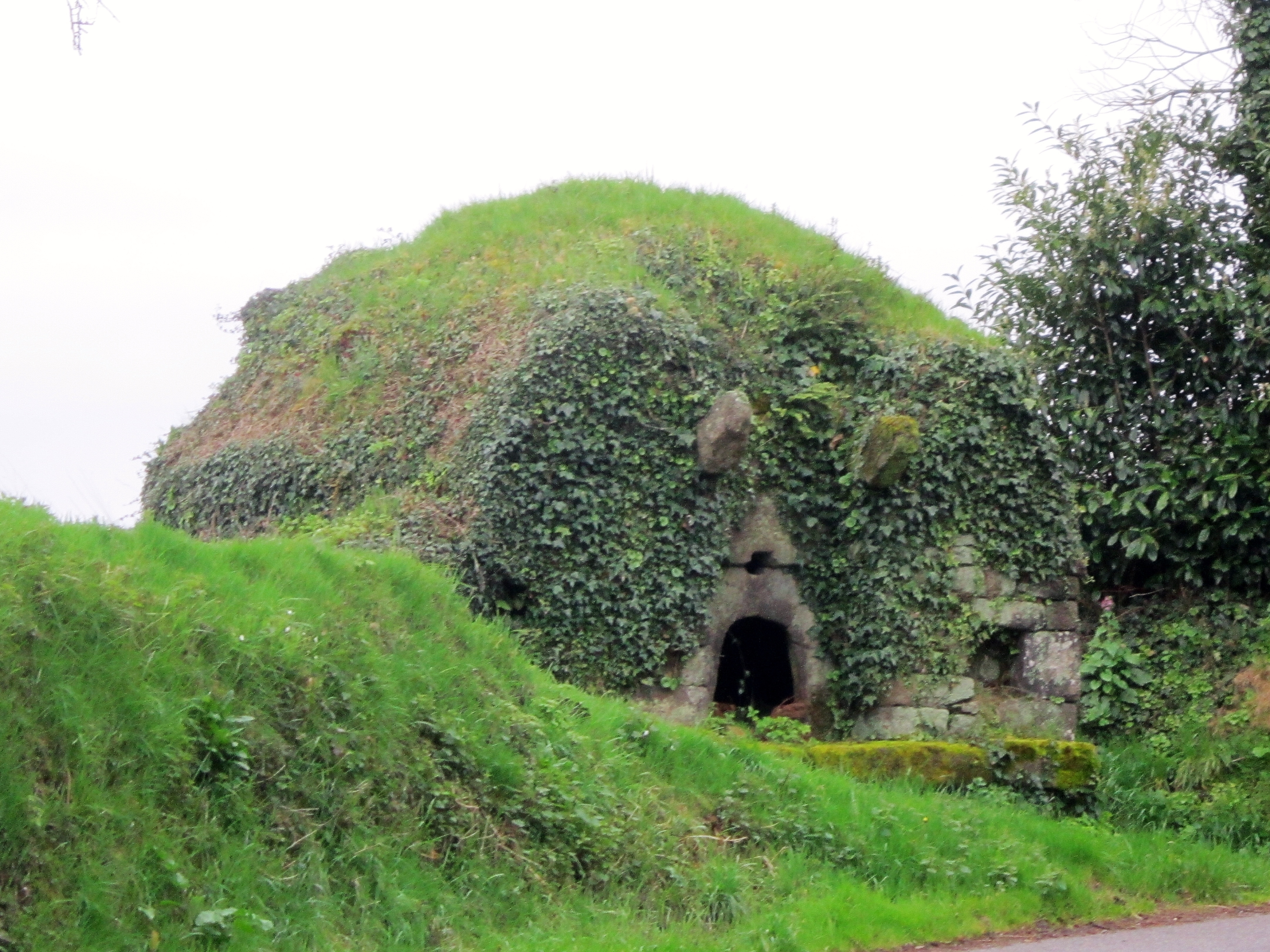
Ancien four près de la chapelle Sainte-Tréphine.

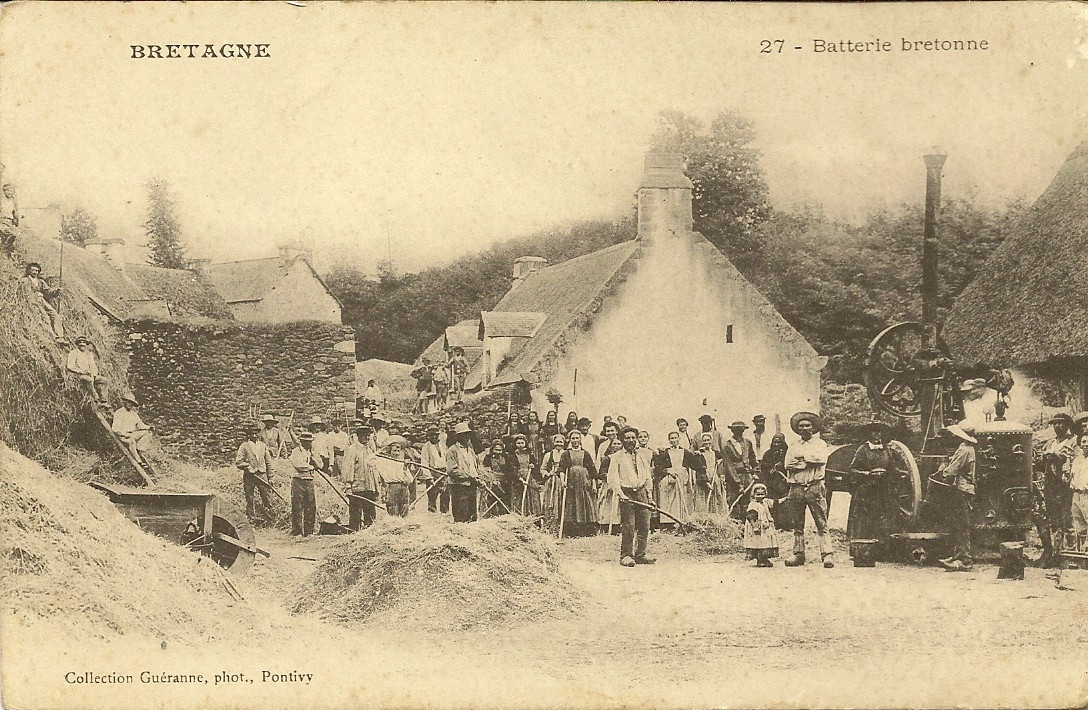
Le battage du blé dans le village de Kervert (Kervers) vers 1895.

Bien qu'étant principalement une ville, la commune de Pontivy possède aussi une partie rurale caractérisée traditionnellement par un paysage de bocage et un habitat dispersé en écarts formés de hameaux et fermes isolées. A. Marteville et P. Varin citent en 1853 comme principaux villages ceux de Kernade, Stival, Coat-Stival, Talhouet, Sainte-Théphine, le Rongoët, Kerdisson, Kervert, la Houssaie, Saint-Michel, Sainte-Nief, Talcoët-Noyal, le Guernal et le Strat. Plusieurs d'entre eux ont disparu depuis, englobés par l'extension de l'urbanisation dans le tissu urbain.
Stival, aujourd'hui paroisse de Pontivy, est une ancienne commune, annexée à Pontivy par Bonaparte, en 1805. L'ancien bourg de Stival constitue une agglomération à part, située à 3,5 km au nord-ouest du centre de Pontivy. La route départementale D764 relie Stival à Pontivy.

## Urbanisme

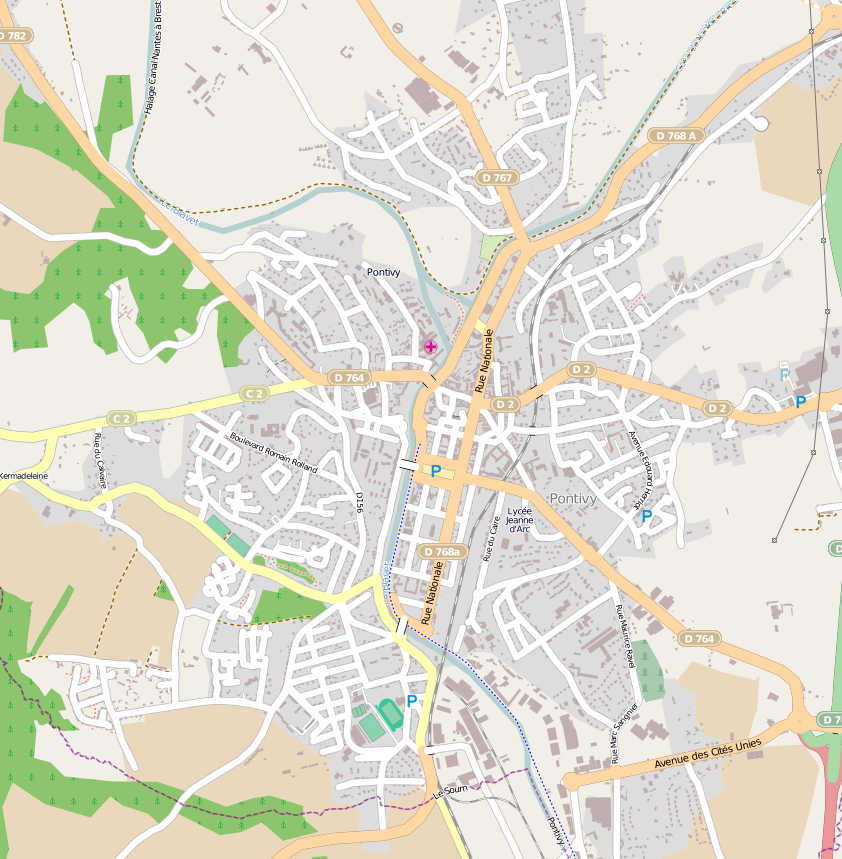
Plan de la ville de Pontivy.

### Typologie
Au 1er janvier 2024, Pontivy est catégorisée centre urbain intermédiaire, selon la nouvelle grille communale de densité à sept niveaux définie par l'Insee en 2022.
Elle appartient à l'unité urbaine de Pontivy, une agglomération intra-départementale regroupant deux  communes, dont elle est ville-centre,,. Par ailleurs la commune fait partie de l'aire d'attraction de Pontivy, dont elle est la commune-centre,. Cette aire, qui regroupe 16 communes, est catégorisée dans les aires de moins de 50 000 habitants,.

### Occupation des sols
Le tableau ci-dessous présente l'occupation des sols détaillée de la commune en 2018, telle qu'elle ressort de la base de données européenne d’occupation biophysique des sols Corine Land Cover (CLC).
| Type d’occupation                                              | Pourcentage | Superficie (en hectares) |
| -------------------------------------------------------------- | ----------- | ------------------------ |
| Tissu urbain continu                                           | 1,8 %       | 46                       |
| Tissu urbain discontinu                                        | 26,8 %      | 671                      |
| Zones industrielles ou commerciales et installations publiques | 8,1 %       | 203                      |
| Terres arables hors périmètre d'irrigation                     | 27,6 %      | 691                      |
| Prairies et autres surfaces toujours en herbe                  | 1,5 %       | 37                       |
| Systèmes culturaux et parcellaires complexes                   | 25,6 %      | 643                      |
| Forêts de feuillus                                             | 3,3 %       | 82                       |
| Forêts de conifères                                            | 1,4 %       | 35                       |
| Forêts mélangées                                               | 4,0 %       | 100                      |
| Source : Corine Land Cover                                     |             |                          |

| - Carte des infrastructures et de l'occupation des sols de la commune de Pontivy en 2018 (CLC). - Carte orthophotographique de la commune de Pontivy (limite communale en jaune). |

## Toponymie

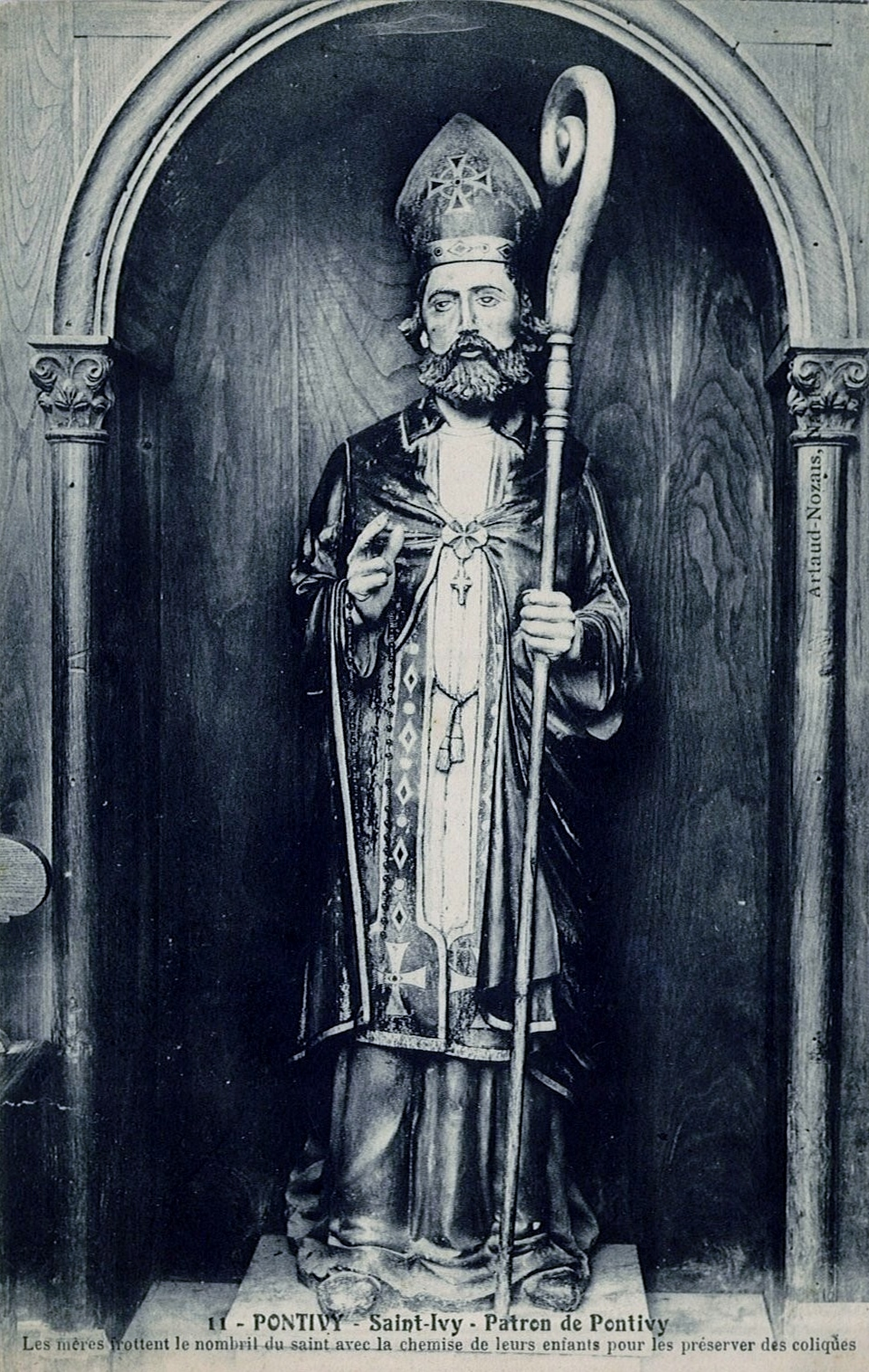
Statue de saint Ivy, patron de Pontivy, dans la chapelle Saint-Ivy de la Congrégation (carte postale Artaud-Nozais, vers 1920).

Pontivy doit son nom à un pont jeté sur le Blavet et du nom du moine celte Ivy, saint semi-légendaire qui y aurait vécu au VIe siècle.
La légende veut qu'un moine de Grande-Bretagne, Ivy ou Ivi, issu de l'émigration bretonne en Armorique, s’installe sur le territoire et jette un pont, avec quelques troncs d'arbres, pour relier les deux rives du Blavet, et crée ainsi le village de Pond Ivy (pond étant le mot breton pour « pont »). Le toponyme actuel montre ainsi une composition de « pont » et de l'hagionyme Ivy, et peut se traduire par « pont de Saint-Ivy » autour duquel s'est développée une localité qui grandit, ignorant de plus en plus le passage voisin du site de Castennec plus en aval et jusqu'alors seul point de franchissement sur cette rivière.
En réalité, si Pontivy et la vallée du Blavet ont connu dès l'Âge du fer, puis dans l'Antiquité, une occupation humaine liée à la présence d'un gué naturel, l'élévation d'un pont à l’emplacement d’un ancien gué est probablement l'œuvre des Rohan à l'époque où ils construisent le château des Salles à partir de 1128. La construction et l’entretien d’un pont au Moyen Âge représentent en effet un coût important que seules les grandes familles aristocratiques peuvent assumer.
Elle s’est appelée, à plusieurs reprises, Napoléonville au XIXe siècle, de 1804 à 1815 et sous le Second Empire.
En gallo, le nom de la ville est attesté à l'oral sous la forme Le Pont-Ivi prononcé [lpɔ̃tivi].

## Histoire

### Préhistoire et Antiquité

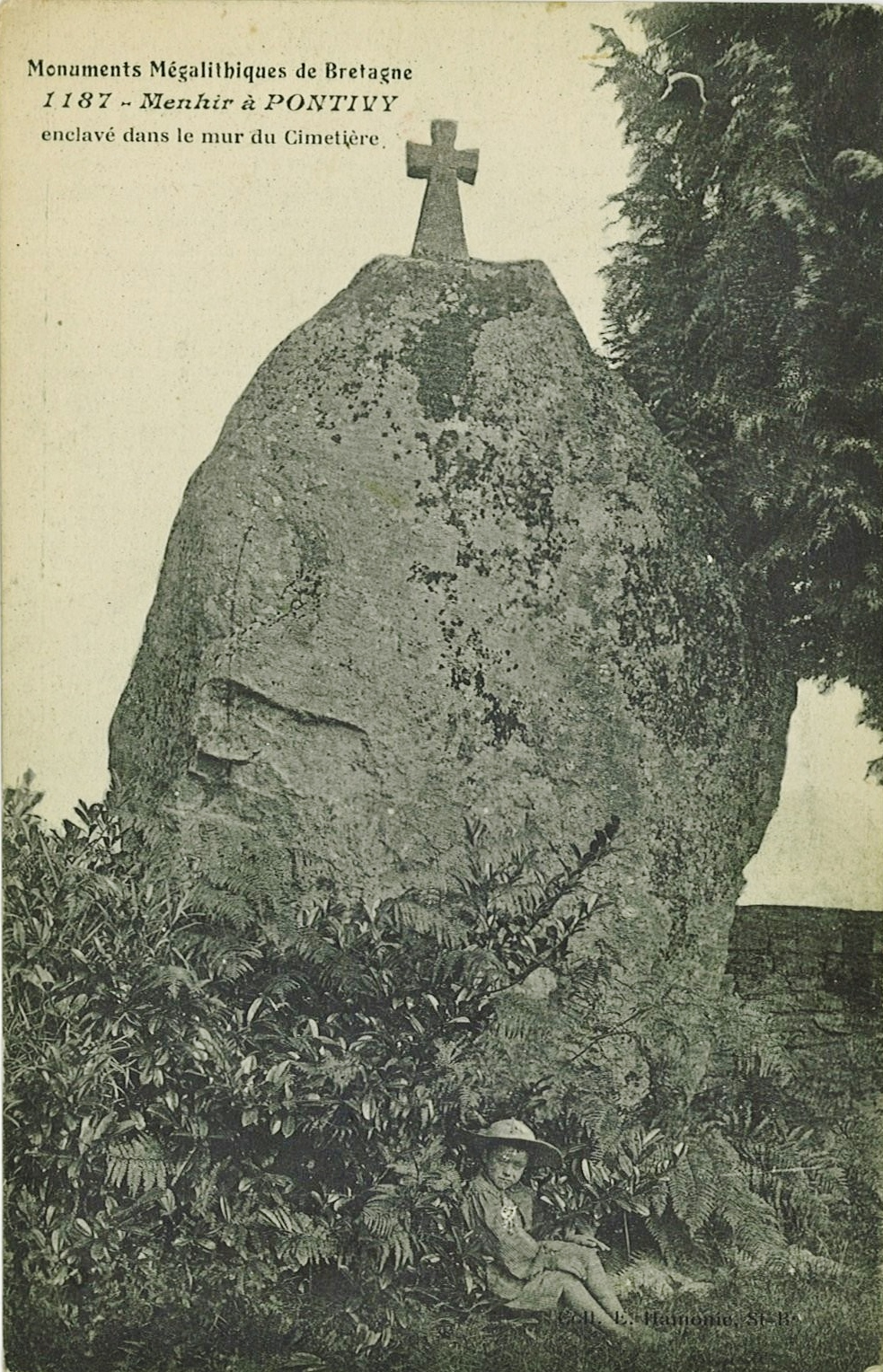
Menhir enclavé dans le mur du cimetière.

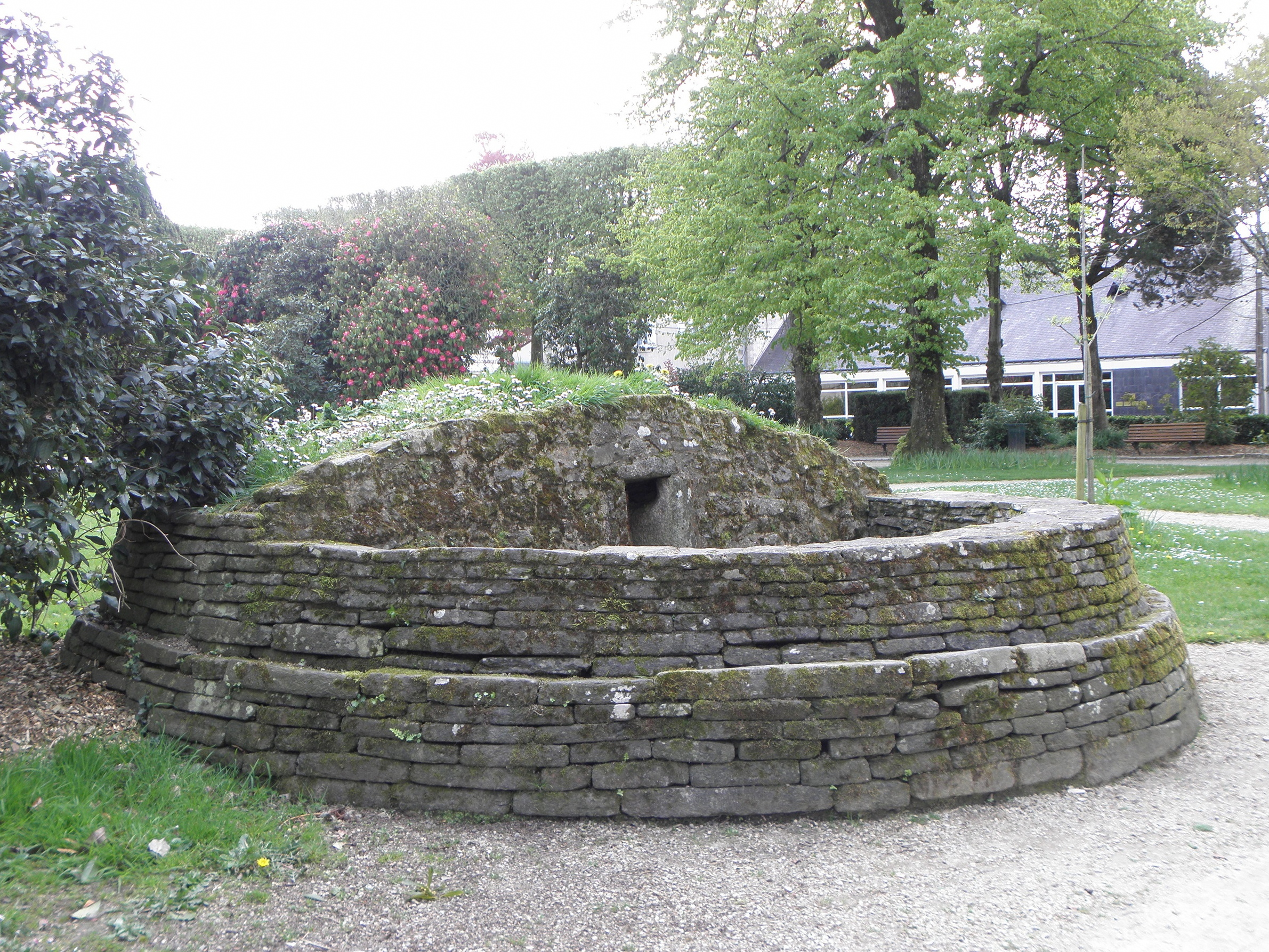
Tumulus de Nillizien, mégalithe dans le square Lenglier.

Le Paléolithique n'a pas laissé de trace dans la région de Pontivy. Le Mésolithique également, cette période étant marquée par une faible pénétration humaine en Bretagne du fait de la prédominance des forêts et de l'absence de possibilités de déplacements. L'agriculture et l'élevage naissants au Néolithique favorisent une véritable implantation humaine dans la région, attestée par la présence de sites mégalithiques (région de Cléguérec, tumulus de Nillizien).
Le territoire connaît dès l'âge du Fer, puis dans l'Antiquité, une occupation humaine liée à la présence d'un gué naturel : « situé sur le Blavet à quelques kilomètres en amont de Castennec, le site de Pontivy présente une configuration favorable qui permet de franchir facilement la rivière…. L'existence d’un menhir, daté du Néolithique
et se trouvant dans le cimetière municipal en est un premier indice. La présence d'un cimetière du premier âge du fer, et situé au lieu-dit de Coët-Stival au nord-ouest de Pontivy, en témoigne également. Surtout, plusieurs enclos du second âge du fer repérés rue Émile Masson en centre-ville, c’est-à-dire tout près du Blavet, témoignent que ses rives étaient occupées dès cette période ».
Selon une légende, le menhir encastré dans le mur du cimetière de Pontivy part la nuit de Noël, à minuit, vers le ruisseau de Saint-Niel, à côté de la chapelle de la Houssaye. Il laisse alors à l’air libre un trésor somptueux.
La tribu gauloise des Vénètes a laissé peu de traces mais la présence humaine est attestée à l'époque romaine, puisqu'en 1829, un trésor archéologique de 122 médailles romaines est trouvé dans l'ancien village de Signan.

### Moyen Âge

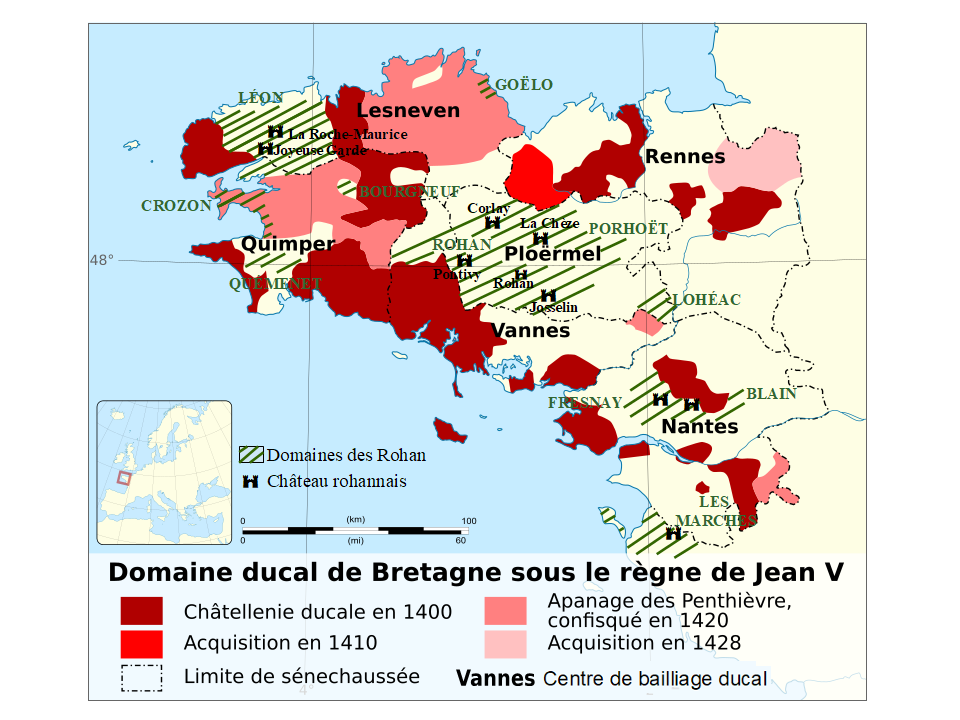
Domaines des Rohan au XVe siècle.

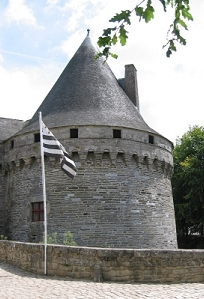
Tour du château de Pontivy.

Selon Jean-Baptiste Ogée, saint Josse, un moine frère de Judicaël, roi de Bretagne, serait mort en odeur de sainteté le 13 décembre 660 dans le monastère de Pontivy (mais cela est douteux car saint Josse est probablement mort vers 669 à Sidraga) qui aurait été alors la seule construction existant à cet endroit et dépendait alors de la paroisse du Cohazé [Gohazé] dont Pontivy serait resté une trève pendant longtemps. Du VIIIe siècle au Xe siècle, les chroniqueurs restent muets sur Pontivy. Au XIe siècle, ce n'est qu'une humble petite bourgade, englobée dans la paroisse de Noaial, qui est à l'époque la première du diocèse de Vannes par l'étendue et l'importance. Elle possède probablement à cette époque une motte castrale qui surplombe le Blavet à proximité d'un ancien gué, comme le suggère l'odonymie (rue de La Motte).
Un premier château ("Les Salles") est à l'origine de la création de la ville : il est probablement construit par le vicomte Alain II de Rohan après 1128, à environ 150 m au nord-est du site de la motte, et semble-t-il à la même période le pont médiéval de la ville (dans l'axe de la rue du Pont actuel). Il est pris et démantelé en 1342 par le comte de Northampton Guillaume de Bohun lors de la guerre de Succession de Bretagne. Le château actuel est construit par Jean II de Rohan entre 1479 et 1485 à l'emplacement approximatif d'un ancien château attesté au XIe siècle. La ville médiévale se développe essentiellement rive gauche du Blavet, à l'intérieur des fortifications, autour du point central que constitue la place du Martray. « Le château, au nord, et Notre Dame de Joie, au sud, se situent en limite de l’agglomération qui se développe selon un axe dominant sud-est / nord-ouest défini par la rue du Fil, la rue du Pont, puis de l’ancien pont et, au-delà du Blavet, par la rue des Moulins ».
Selon un aveu de 1471, Pontivy et Stival étaient, au sein de la vicomté de Rohan, deux des 46 paroisses ou trèves de la seigneurie proprement dite de Rohan.

### Époque moderne

#### Des traditions particulières
Une coutume curieuse est signalée à Pontivy pour la première fois en 1461 et à plusieurs reprises ensuite jusqu'en 1675 chaque Lundi de Pâques : le « saut des poissonniers » ; ceux-ci, qui ont fait de gros profits pendant le carême sont descendus par les bouchers en charrette jusqu'au Blavet dans lequel ils doivent sauter et qu'ils doivent traverser à la nage. Des coutumes analogues sont signalées dans d'autres villes comme Josselin et Quimperlé).
La tradition de la quintaine était aussi respectée : les nouveaux mariés de l'année étaient tenus d'y participer.
La soule était très populaire et très pratiquée dans la région de Pontivy. Elle était dans cette ville organisée deux fois par an, le Dimanche et le Mardi Gras (le dimanche elle était organisée sur la colline de Barbinieu : celle du Mardi partait de la prairie de La Houssaye après une messe célébrée dans la chapelle) ; la soule était au départ lancée par le sénéchal. Les désordres et les nombreux accidents (y compris des morts) incitèrent les autorités à agir : le duc de Rohan-Chabot proposa en 1773 de remplacer les trente livres offerts par lui aux vainqueurs par une somme égale destinée à deux prix « d'émulation pour la filure ».Le 15 janvier 1819 le sous-préfet de Pontivy interdit les jeux de soule dans tout l'arrondissement de Pontivy, mais ces jeux continuent, faisant de plus en plus de blessés, ce qui incite le préfet du Morbihan à pronocer une nouvelle interdiction le 11 mars 1848, renouvelée le 20 février 1849 ; un nouvel arrêté d'interdiction est pris en 1857 : celle-ci semble avoir mis fin à ce terrible jeu).
Émile Souvestre a écrit "Une soule à Stival" dans son livre "Les derniers Bretons" publié en 1835 : il décrit l'antagonisme violent entre François, de Pontivy, dit "le souleur" et Pierre Marker, dont le père, Yvon Marker, avait été tué lors d'une soule à Neuilliac en 1810 par le premier cité, qui parvient à se venger lors de la soule de Stival.

#### L'essor du commerce des toiles

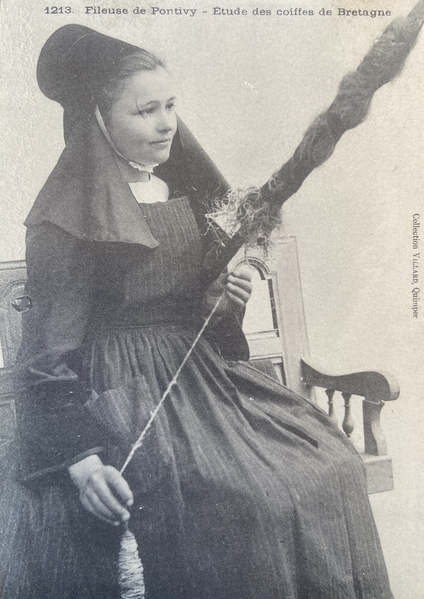
Fileuse de Pontivy (carte postale, 1904).

L'essor au XVIe siècle des fabricants et marchands de toiles de lin dans la région de Pontivy, Moncontour, Uzel, Quintin permet la construction de nombreuses églises paroissiales dans la région, mais peu sont restées, la plupart ayant été reconstruites au XVIIIe siècle.
Aux XVIIe et XVIIIe siècles, une production textile de toiles dites « de Bretagne » se développa dans le quadrilatère Saint-Brieuc - Corlay - Pontivy - Moncontour ; ces toiles étaient exportées en Espagne et dans les colonies espagoles (elles étaient appelées bretanas, quintines ou pondivi) via Cadix principalement, où des marchands français, notamment malouins (par exemple les familles Magon, de la Haye, Éon) étaient installés.
Grâce à une conjoncture économique favorable, au développement d'un espace géographique immédiat, aux moyens d'accès et de sécurité et à ses capacités d'accueil, Pontivy devient un centre commercial important. L'afflux de marchands et de paysans nécessite l'édification d'une cohue. Ville commerçante renommée, elle a le privilège de députer aux États de Bretagne sous l'Ancien Régime.

#### Une place protestante

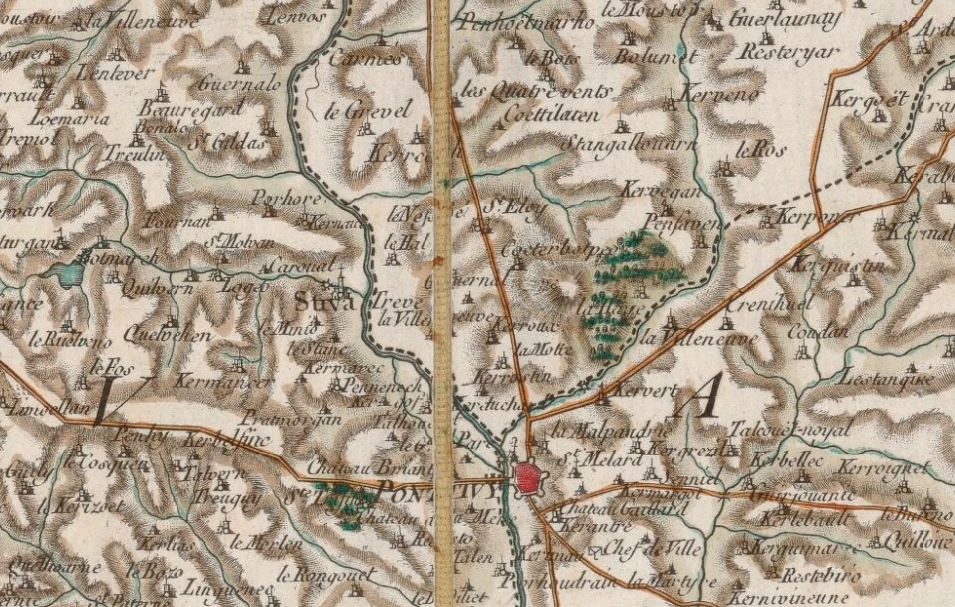
La région de Pontivy en 1787 (Carte de Cassini).

Lorsque les vicomtes de Rohan ont embrassé la foi réformée (protestante), la chapelle du château est devenue un des rares lieux de culte réformé de Bretagne. Le château a brièvement été occupé par des troupes espagnoles à la fin du XVIe siècle, le gouverneur de Bretagne (Philippe-Emmanuel de Lorraine, duc de Mercœur, membre de la famille des Guise) ayant refusé de reconnaître le protestant Henri IV comme roi de France et fait appel au soutien du roi d'Espagne. La chapelle réformée est redevenue catholique lorsque les Rohan ont cessé d'être protestants (avec le mariage de la duchesse Marguerite, protestante, et du sieur de Chabot, catholique). À la suite des restaurations du XXe siècle, cette chapelle a été rendue en 1972 au culte réformé (Église réformée de France). Un culte y a lieu tous les ans en septembre.

#### La révolte des Bonnets Rouges à Pontivy
Pontivy, tout comme Carhaix, Landerneau et Guingamp, est prise pour cible par des bandes de paysans au cours de la Révolte des Bonnets rouges en 1675. Dans l'après-midi du 20 juillet, des paysans venant des paroisses voisines de Malguénac, Stival, Bieuzy et Noyal-Pontivy, pénètrent dans la ville de Pontivy. Ils investissent et pillent la maison de Mathieu La Pierre, receveur des devoirs. Ils font notamment main basse sur les barriques de la réserve de vin. Ils les éventrent pour en boire le contenu. Ils reviennent dans la ville le lendemain jour de marché. Ils poursuivent le pillage de la maison de Mathieu La Pierre. Ils s'en prennent aussi au bureau du papier timbré, à la maison du sénéchal et à celle du frère du syndic de la ville. Le père Julien Maunoir, après le retrait des troupes du roi de Basse-Bretagne, se rendit à Pontivy pour prêcher une mission. Au dire des missionnaires, cette mission fut un succès, les paysans embrassant la piété avec une grande ardeur, après avoir été affligés.

#### Pontivy à la veille de la Révolution française
Située sur la rive gauche du Blavet, Pontivy est une ville fortifiée (mais « Pontivy n'a jamais été véritablement une ville forte. Ses portes étaient destinées bien plus à l'ornement qu'à la défense de la place » précisent A. Marteville et P. Varin, continuateurs d'Ogée) entourée d'une enceinte à trois portes (dites de Corlay, de Saint-Malo et de Noyal) ; un pont, défendu sur la rive droite par la porte de Carhaix, relie la ville au faubourg d'Outre-l'Eau (Tréleau). La ville est dirigée par le sénéchal, qui représente le seigneur de Rohan, assisté depuis 1717 par une "Maison de ville" constituée de 28 membres, dont 3 représentants du duc de Rohan, un de l'État (le procureur fiscal), deux membres du clergé, trois nobles et 19 bourgeois. Vers la fin du XVIIIe siècle Pontivy possède deux couvents : celui des Récollets, qui date de 1632 (construit à l'emplacement de l'ancien couvent des Cordeliers qui datait de 1456), mais il n'a plus que 7 religieux, et celui des Ursulines, établi en 1633, qui abrite une vingtaine de religieuses. Le duc de Rohan est le seigneur prééminencier de la ville, mais il n'habite que sporadiquement son château de Pontivy ; la famille du Liscouët, qui vivait dans le manoir de Kerdisson, possédait une chapelle privative dans l'église paroissiale et un pied-à-terre en ville.
Le commerce des toiles a longtemps été prospère (halle aux Toiles, rue du Fil, rue de la Cendre) ; les tanneries sont actives dans le faubourg de Tréleau et un marché aux grains important s'y tient deux fois par semaine sous la halle aux blés. Jean-Baptiste Ogée écrit en 1778 que « cette ville est renommée pour son commerce en grains, fil, toiles, chevaux, bestiaux, et autres marchandises de toutes espèces. Les marchés, qui sont considérables, sont les lundis et jeudis de chaque semaine ; il s'y tient tous les ans trois principales foires, en mars, juin et octobre. À ces foires, qui duraient autrefois jusqu'à huit à dix jours, se rendent des négociants des provinces adjacentes et des marchands des villes voisines ». Toutefois la guerre de Sept Ans et la guerre d'Indépendance américaine ont entraîné décadence et misère, la population étant éprouvée par plusieurs disettes et des épidémies (en 1777, 1779 et 1782 par exemple).

### La Révolution
Le maire Jan de la Gillardaie (remplacé rapidement par Jean-Pierre Boullé), Jean-François Bourdonnay du Clézio et Jacques Violard représentèrent Pontivy à l'assemblée des trois Ordres de la province de Bretagne qui se tint à Rennes en septembre 1788. Le cahier de doléances de Pontivy est rédigé le 1er avril 1789 par les électeurs de la ville réunis sous la présidence du sénéchal Paul-Marie Le Vaillant de Laubé. Jean-Pierre Boullé (avocat), Dumay (médecin), Bourdonnay du Clézio et Jacques Violard (négociants) sont les représentants de Pontivy à l'assemblée de la sénéchaussée de Ploërmel, qui désigne Jean-Pierre Boullé aux côtés de trois autres députés pour représenter la sénéchaussée aux États généraux de 1789.
Le 4 août 1789 un comité révolutionnaire, composé de 7 membres, est créé à Pontivy et prend en charge la direction de la municipalité.

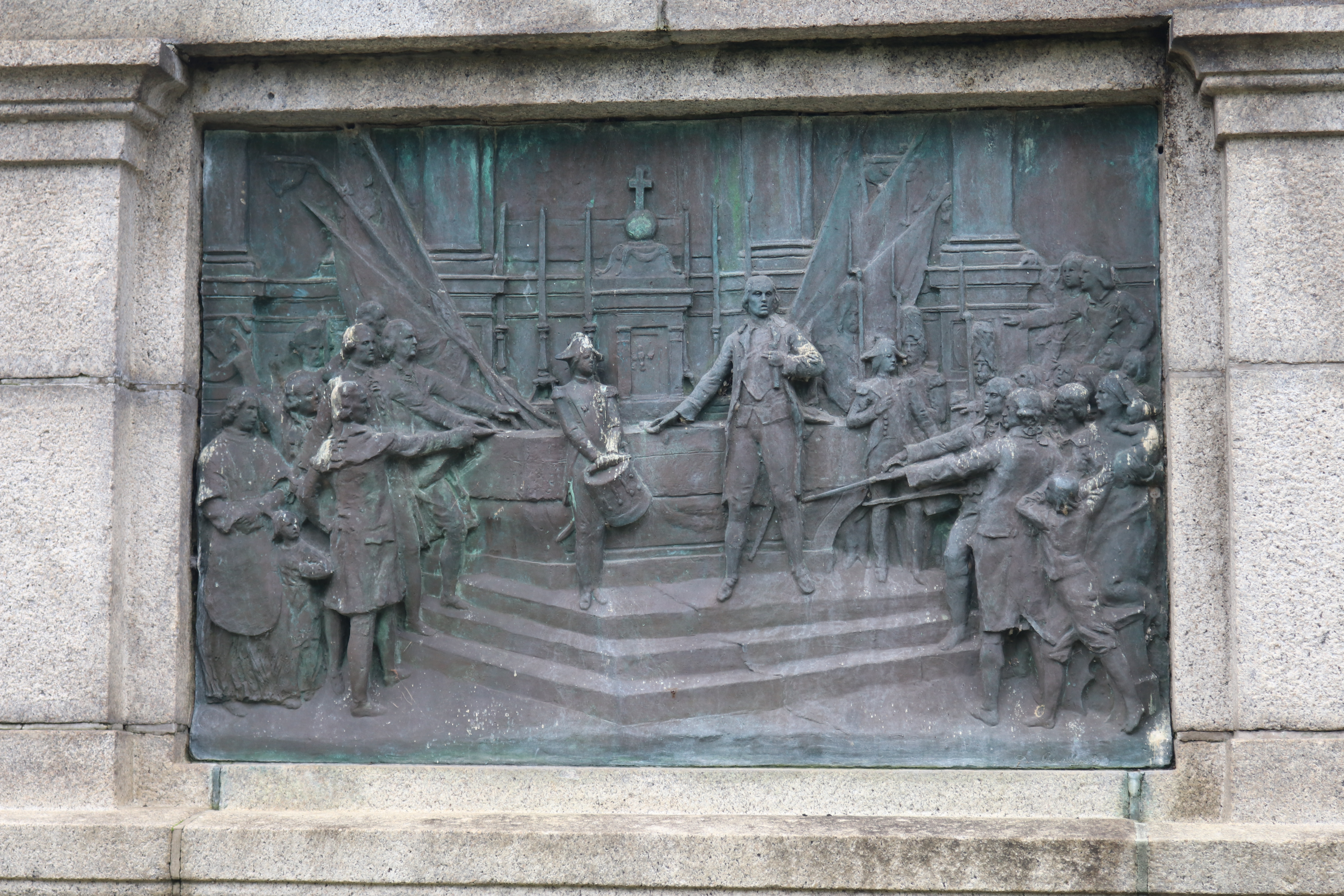
Bas-relief de bronze représentant la prestation de serment des fédérés (chœur de l'église Notre-Dame-de-la-Joie de Pontivy).

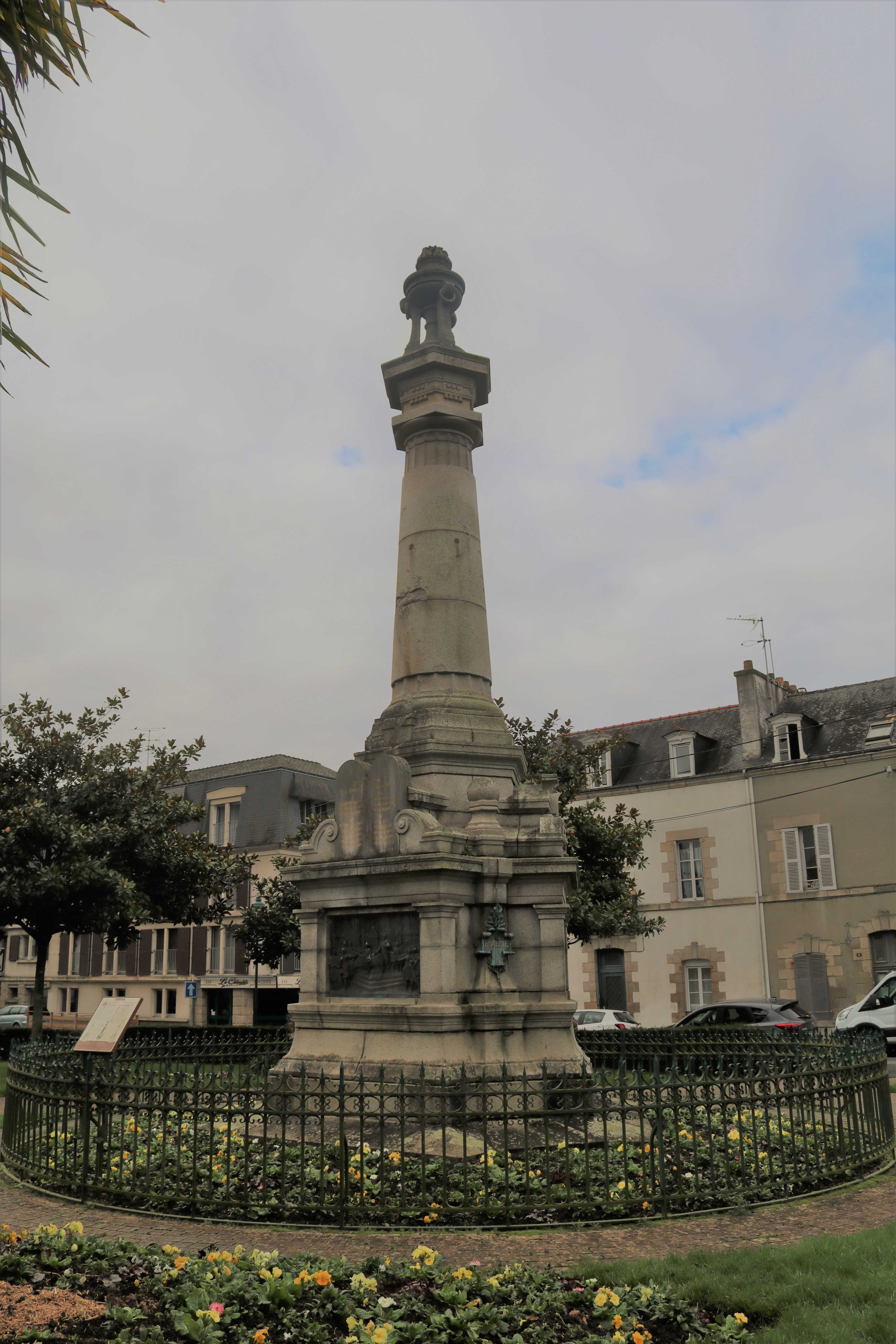
Monument de la Fédération bretonne-angevine : il commémore les deux fédérations bretonnes-angevines des 15 janvier et février 1790, à l'origine de la Fête de la Fédération organisée sur le Champ-de-Mars à Paris le 14 juillet 1790.

Grâce aux toiles de Bretagne, Pontivy est une ville bourgeoise. « Ces bourgeois, acquis à la Révolution, accueillent avec enthousiasme les premières nouvelles qui suivent la réunion des États généraux : réunion du Tiers et du clergé en Assemblée nationale constituante, puis la prise de la Bastille.
La ville est choisie en raison de sa position centrale par les Fédérés de Bretagne et d'Anjou pour leurs rassemblements de janvier et février 1790 (69 villes et bourgs de Bretagne y sont représentés). Cet enthousiasme atteint son apogée le 14 juillet 1790, jour de la fête de la Fédération. C'est elle qui sera à l'origine de la grande fédération nationale du 14 juillet 1790, au Champ-de-Mars, à Paris. ».
À partir de 1790, Pontivy est le chef-lieu d'un des districts créés dans le cadre du département du Morbihan et deviendra par la suite chef-lieu d'arrondissement.
Pendant toute la décennie révolutionnaire, elle reste un îlot républicain cernée par des campagnes et des bourgs acquis aux Chouans, sous la direction, notamment, de Pierre Guillemot, surnommé « le roi de Bignan ». Le 15 mars 1793, lors des opérations de recrutement liées à la levée en masse (le district de Pontivy doit fournir 403 soldats), elle est attaquée par près de 12 000 paysans insurgés, mais défendue par des républicains, notamment l'administrateur du district, Victor Guépin : pour cette victoire, Pontivy est citée à l'ordre du jour de la Convention. Des exécutions capitales ont eu lieu pendant la période de la Terreur, la guillotine étant installée sur la place du Martray. À partir de juin 1793, Victor Guépin et plusieurs de ses collègues prennent parti pour les Girondins et sont arrêtés en 1794. La ville est alors sous le contrôle du représentant en mission Prieur de la Marne. Ils échappent cependant à la guillotine et sont libérés en novembre 1794.
Du fait de sa position géographique, Pontivy est un centre agricole environné de terres riches et qui connaît encore à cette époque des marchés importants, avec cependant, au fur et à mesure du déclin de certaines foires, une désaffection progressive en raison de son enclavement.

### La période napoléonienne: Napoléonville
Entre le 12 mai 1801 et le 17 juin 1801, le général Bernadotte, alors commandant en chef de l'Armée de l'Ouest, déplace de Rennes à Pontivy son quartier général afin de mieux organiser la lutte contre les Chouans et notamment ceux dirigés par Pierre Guillemot.
Napoléon Bonaparte envisage de donner à Pontivy une grande importance en Bretagne centrale (cf. le cas analogue de La Roche-sur-Yon, Napoléon, en Vendée) : il veut faire de la cité de 3 000 habitants « dans la paix, le centre d'un grand commerce, et dans la guerre, un centre militaire important ». Par deux arrêtés (30 fructidor an X, 17 septembre 1802), le Premier Consul prescrit la canalisation du Blavet entre Pontivy et Hennebont (réalisée entre 1804 et 1826), la construction du Canal de Nantes à Brest (effectuée entre 1806 et 1842) et la construction de plusieurs bâtiments administratifs (tribunal civil de première instance, prison, hôtel de sous-préfecture, caserne pour un régiment de cavalerie, hôpital de 300 lits, etc..) et crée un lycée dans les locaux de l'ancien couvent des Ursulines. Face à la menace des Anglais de bloquer à nouveau les principaux ports bretons (menace mise à exécution en mai 1803 lors de la rupture de la paix d'Amiens), l'objectif premier, stratégique, est de relier la ville de garnison de Pontivy aux trois principaux ports militaires bretons, Lorient, Nantes et Brest. La position centrale de Pontivy en Bretagne inspire à Napoléon Bonaparte l'idée de canaliser le Blavet vers Lorient, et de le raccorder à un canal de Nantes à Brest.

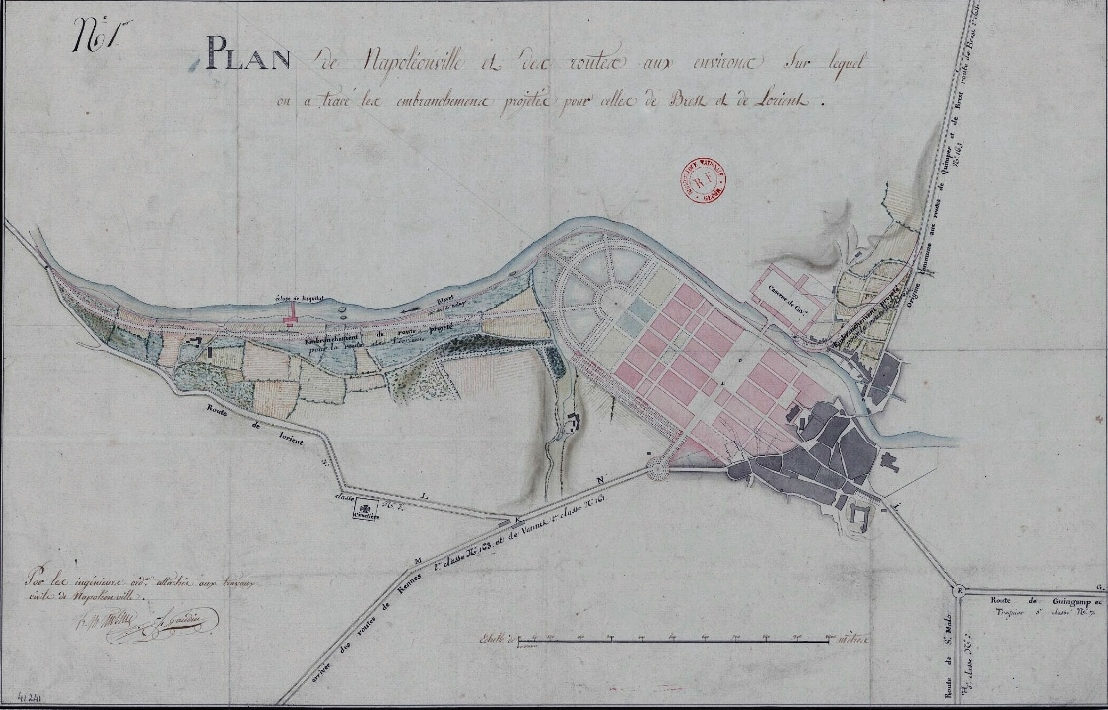
Plan de Napoléonville datant de la période 1804-1814.

Par arrêté du préfet Jullien du 18 brumaire an XII (9 novembre 1804), Pontivy, l'ancienne place forte des « bleus », prend pour nom « Napoléonville ». Pour le premier consul, il s'agit de mettre en œuvre un dessein pacificateur et civilisateur dans une région en proie aux troubles civils depuis près de dix ans. Napoléon confie à l'ingénieur Jean-Baptiste Pichot puis à Gaspard de Chabrol le projet de construire la ville nouvelle au sud de la vieille ville avec un plan géométrique d'architecture impériale. La première pierre est officiellement posée le 12 août 1807, en présence du préfet. Pontivy devient une ville moderne, parcourue de larges artères pavées et agrémentée de jardins. Beaucoup de rues reçoivent alors le nom de faits marquants ou de personnages de l'Empire. Les premières réalisations entreprises concernent des bâtiments publics représentant le pouvoir impérial : caserne, prison (détruite en 1960 pour faire place à l'actuel bureau de poste), tribunal et sous-préfecture. Par la volonté impériale, la ville s'honore d'être la troisième ville de Bretagne, avec Rennes et Nantes, à posséder un lycée d'État (lycée impérial breton créé en 1808 après ceux de Rennes en 1803 et Nantes créé en 1803, mais ouvert en 1808) ; le lycée de Pontivy a alors pour zone de recrutement les départements du Morbihan et du Finistère. Le quartier de cavalerie est fini en 1811, la maison d’arrêt en 1813, la mairie place du Martray sera terminée en 1834, la sous-préfecture en 1839, le palais de justice commencé en 1807 est achevé en 1846, comme le bâtiment halle-théâtre. La gare de Pontivy est édifiée par la compagnie d'Orléans en 1864. Aux édifices monumentaux répondent progressivement de vastes demeures bourgeoises. La commune, très peu étendue, est agrandie grâce à l'annexion de Stival et de parties d'autres communes limitrophes.
Napoléon avait eu le projet de venir visiter Napoléonville en 1808, mais n'en eût pas le temps. La municipalité, ingrate, demanda vainement lors de la Première Restauration dès le 1er mai 1814 à appeler la ville "Bourbonville"... avant de reprendre le nom de "Napoléonville" pendant les Cent-Jours ! Quand l'Empire disparaît, les travaux de la ville nouvelle sont loin d'être achevés ; ils furent poursuivis de manière très lente et incomplète sous la Restauration et la monarchie de Juillet.

### Stival
Située sur la rive droite du Blavet, Stival a été une paroisse autonome dès le XVe siècle, peut-être même le XIVe siècle, avant d'être rattachée au XVIe siècle à la paroisse de Malguénac dot elle devint une trève. La commune de Stival a 745 habitants en 1793 et 703 habitants en 1800. Julien Le Bècre, qui fut vicaire à Stival, puis à Pontivy, prêtre insermenté, fut guillotiné le 22 mars 1796 à Vannes. Jérôme Le Dorlote fut le premier officier public de la commune de Stival en 1793. Louis Evanno est maire de Stival entre 1800 et 1805 (le dernier acte d'état-civil de la commune de Stival date du 4 messidor an XIII (23 juin 1805).
Après le Concordat de 1801 Stival est annexé à Pontivy en 1805 et jusqu'en 1820, date à laquelle Stival redevient une paroisse autonome, mais toujours incluse dans la commune de Pontivy. L'ancienne église paroissiale Saint-Pierre, située dans le cimetière, jugée trop petite, est démolie en 1924 et remplacée par la chapelle Saint-Mériadec (dédiée à saint Mériadec), qui devint donc église paroissiale.

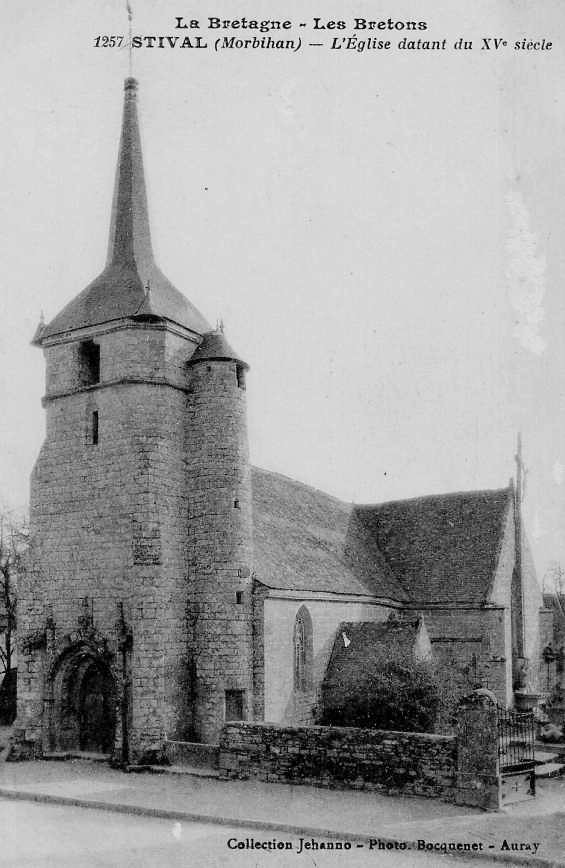
L'église Saint-Mériadec de Stival, qui date du XVe siècle (carte postale, vers 1940).
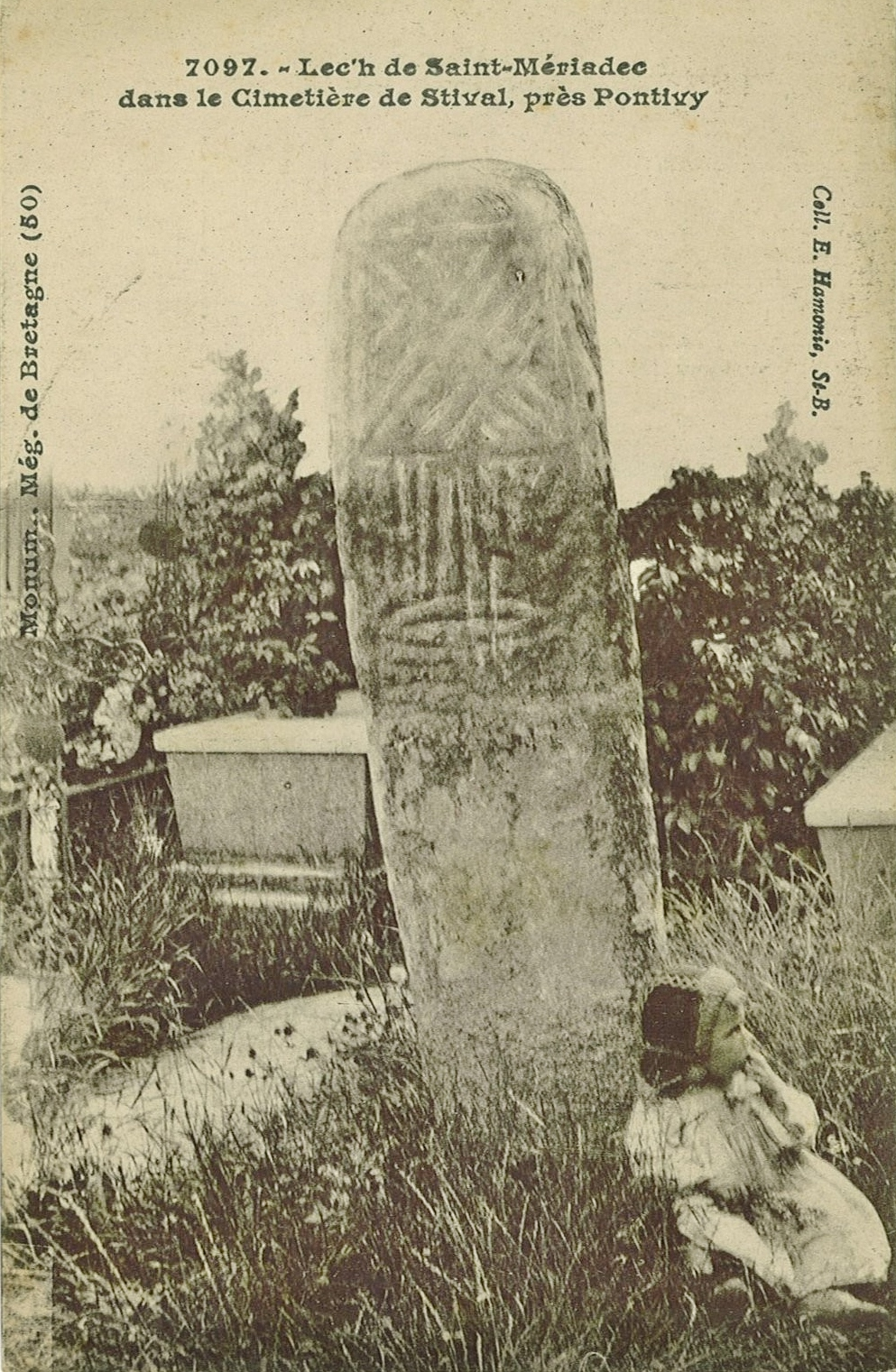
Le lech de Saint-Mériadec dans le cimetière de Stival, près de Pontivy (carte postale Émile Hamonic, vers 1930).
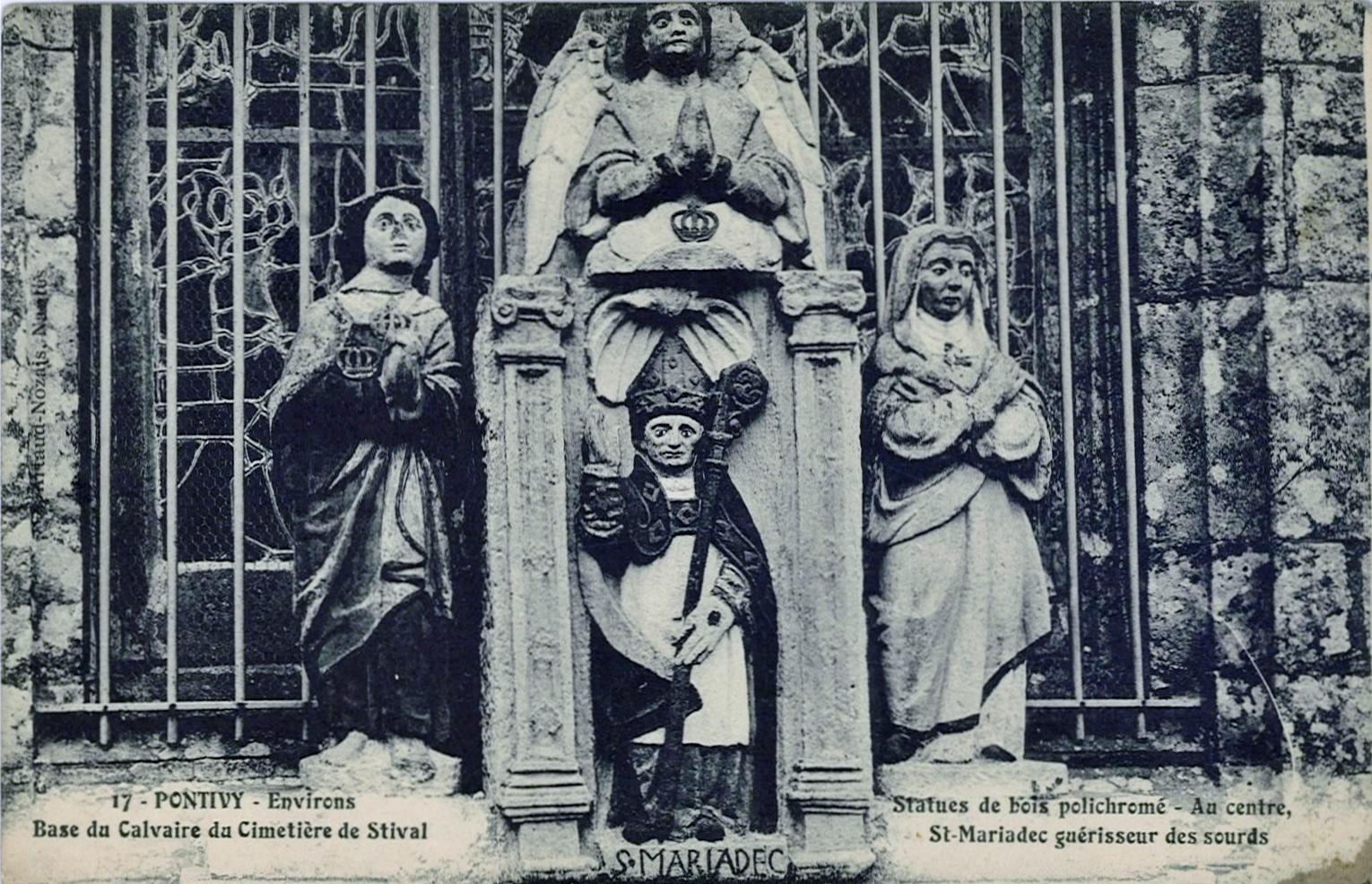
Base du calvaire du cimetière de Stival (carte postale Émile Hamonic, vers 1930).
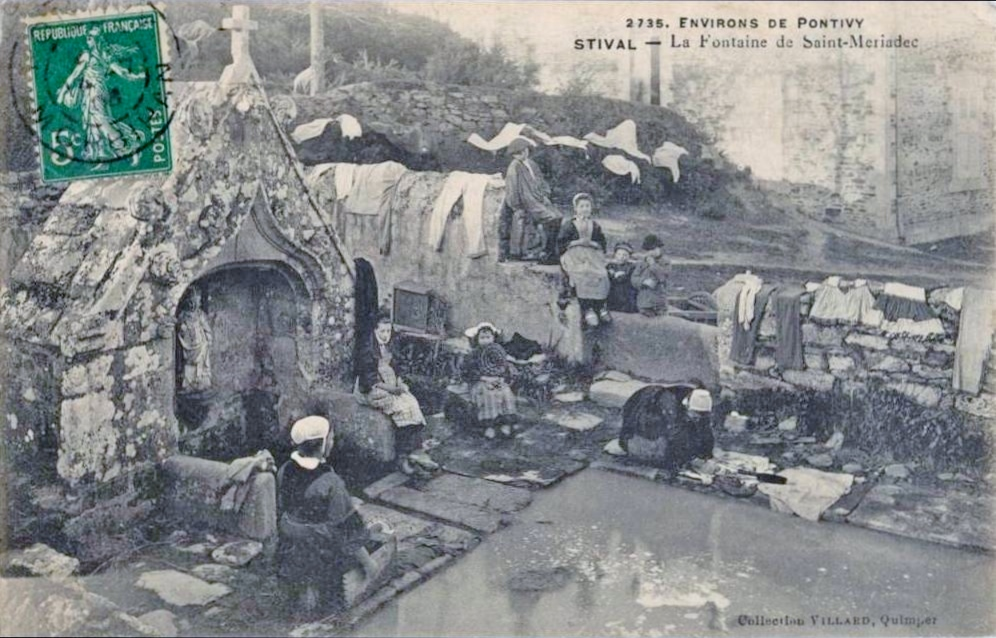
La fontaine de dévotion, dite miraculeuse, de Saint-Mériadec à Stival (carte postale Joseph-Marie Villard, vers 1930).

### La seconde moitié duXIXesiècle
La ville demande reprend le nom de Pontivy après le retour définitif de Louis XVIII, mais reprend de nouveau le nom « Napoléonville » dès le 15 août 1852 en raison de la création du Second Empire par Napoléon III. Depuis 1870 la ville a retrouvé son nom originel.
A. Marteville et P. Varin, continuateurs d'Ogée, écrivent en 1853 que « le commerce de Pontivy consiste principalement dans la fabrication des cuirs et le commerce des miels et des céréales » et qu'il « existe cinq tanneries » dans la ville. « Pontivy a trois grandes foires foraines, qui se tiennent les 2 mars, 20 juin et 22 octobre ; de plus douze foires ordinaires le premier lundi de chaque mois. (...) Marché le lundi et le jeudi. (...) On parle le français dans la ville et le breton dans la banlieue ».
En août 1858 lors de son voyage en Bretagne Napoléon III visite Napoléonville ; il octroie une somme de 400 000 francs-or à la ville, ce qui permit la construction de l'église Saint-Joseph, achevée en 1876.
La canalisation du Blavet ouverte en 1832 et de celle de l'Oust terminée en 1838, complétée par l'exécution du canal de Nantes à Brest (ouvert pour Pontivy en 1842), permet en partie de désenclaver l'Argoat en l'ouvrant sur l'Armor. L'arrivée du chemin de fer, en 1864, marque une nouvelle étape du développement de la ville. « Au cours de cette période d'histoire de 1807 à 1872, sa population réussit pratiquement à doubler et à atteindre 8 000 habitants ».

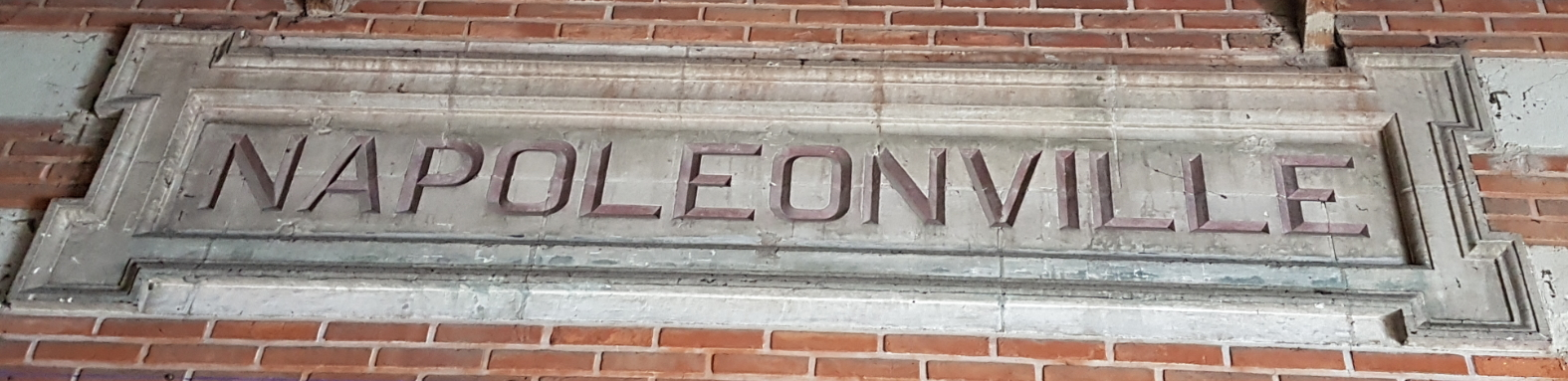
Inscription « NAPOLEONVILLE » sur le pignon nord de la gare ferroviaire.

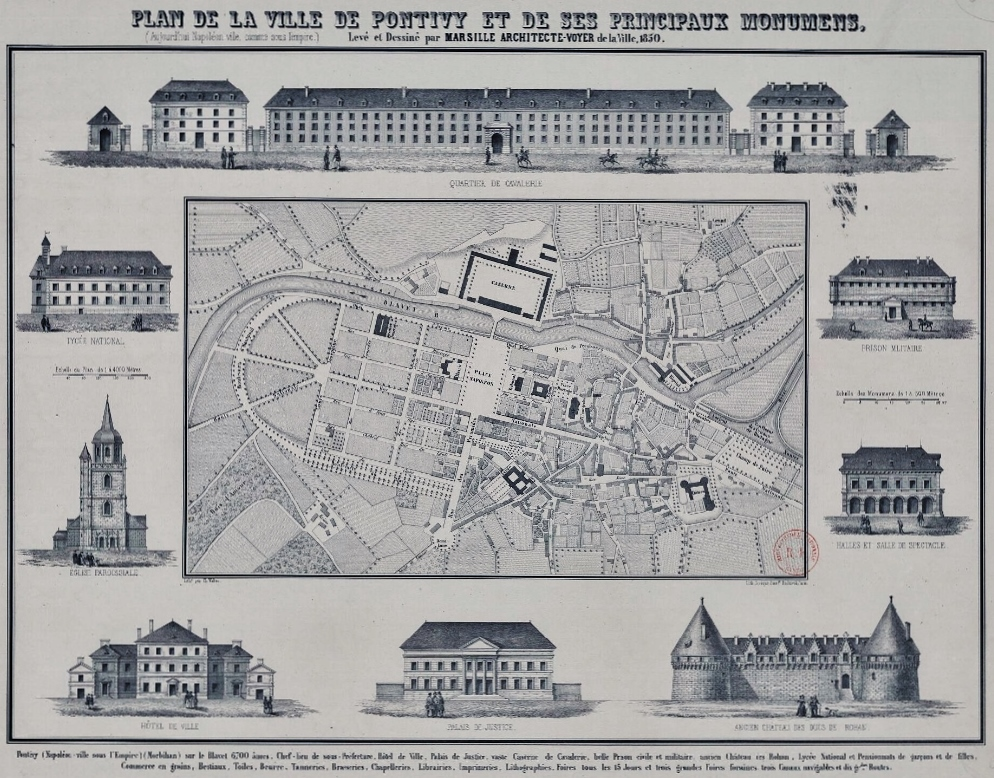
Plan de Pontivy (Napoléonville) et de ses principaux monuments en 1850.

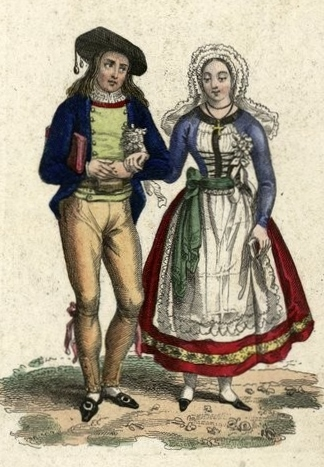
Mariés de Pontivy vers le milieu du XIXe siècle.

L'embranchement ferroviaire allant d'Auray à Napoléonville (Ligne d'Auray à Pontivy) est inauguré le 18 décembre 1864 ; il est relié à la ligne de Savenay à Landerneau, qui permet les liaisons avec Rennes, Nantes ou Paris et géré par la Compagnie du chemin de fer de Paris à Orléans. La Ligne de Saint-Brieuc à Pontivy, prolongement de la précédente (ligne à voie unique mais à écartement normal), concédée à la Compagnie des Chemins de fer de l'Ouest, ouvre le 16 décembre 1872 ; ceci crée un axe ferroviaire nord-sud traversant en son milieu la presqu'île bretonne.
En 1869 la commune de Napoléonville a été amputée d'une partie de son territoire lors de la création de la commune du Sourn.
Quatre soldats originaires de Pontivy sont indiqués comme morts pour la France pendant la Guerre de 1870 (un autre, Lamour J., indiqué comme décédé en 1854, est mort probablement pendant la Guerre de Crimée), au cours de laquelle fut également tué lors de la bataille d'Inkerman le 7 novembre 1854 le général Frédéric Henri Le Normand de Lourmel, originaire de Pontivy. Un autre soldat originaire de Pontivy, Bon Lorans, est mort le 29 décembre 1863 lors d'une expédition coloniale au Sénégal.

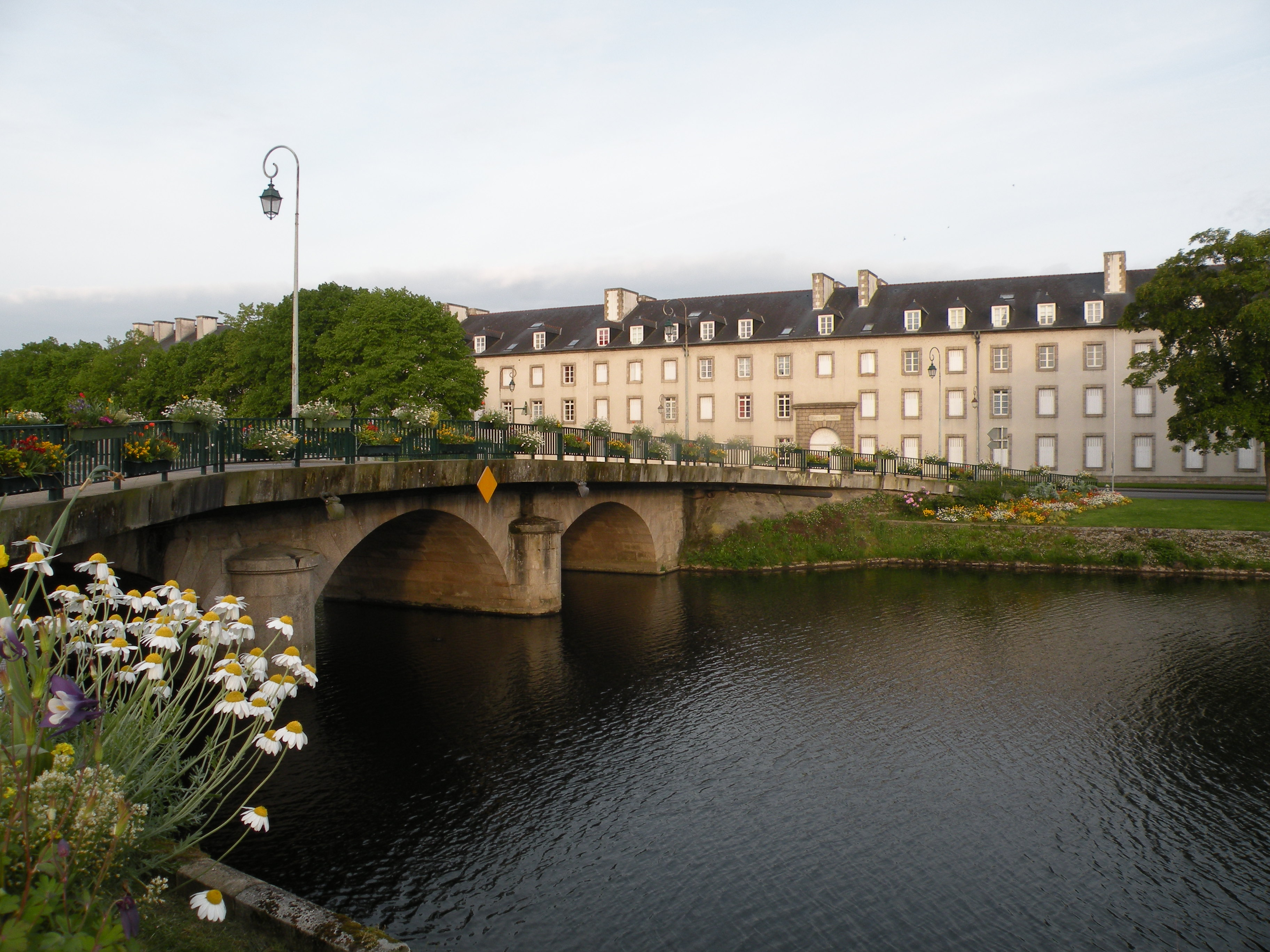
Le pont sur le Blavet devant la caserne Clisson (inscrite monument historique).

Le 2e régiment de chasseurs à cheval tint garnison à Pontivy du 26 février 1886 au 25 octobre 1927.

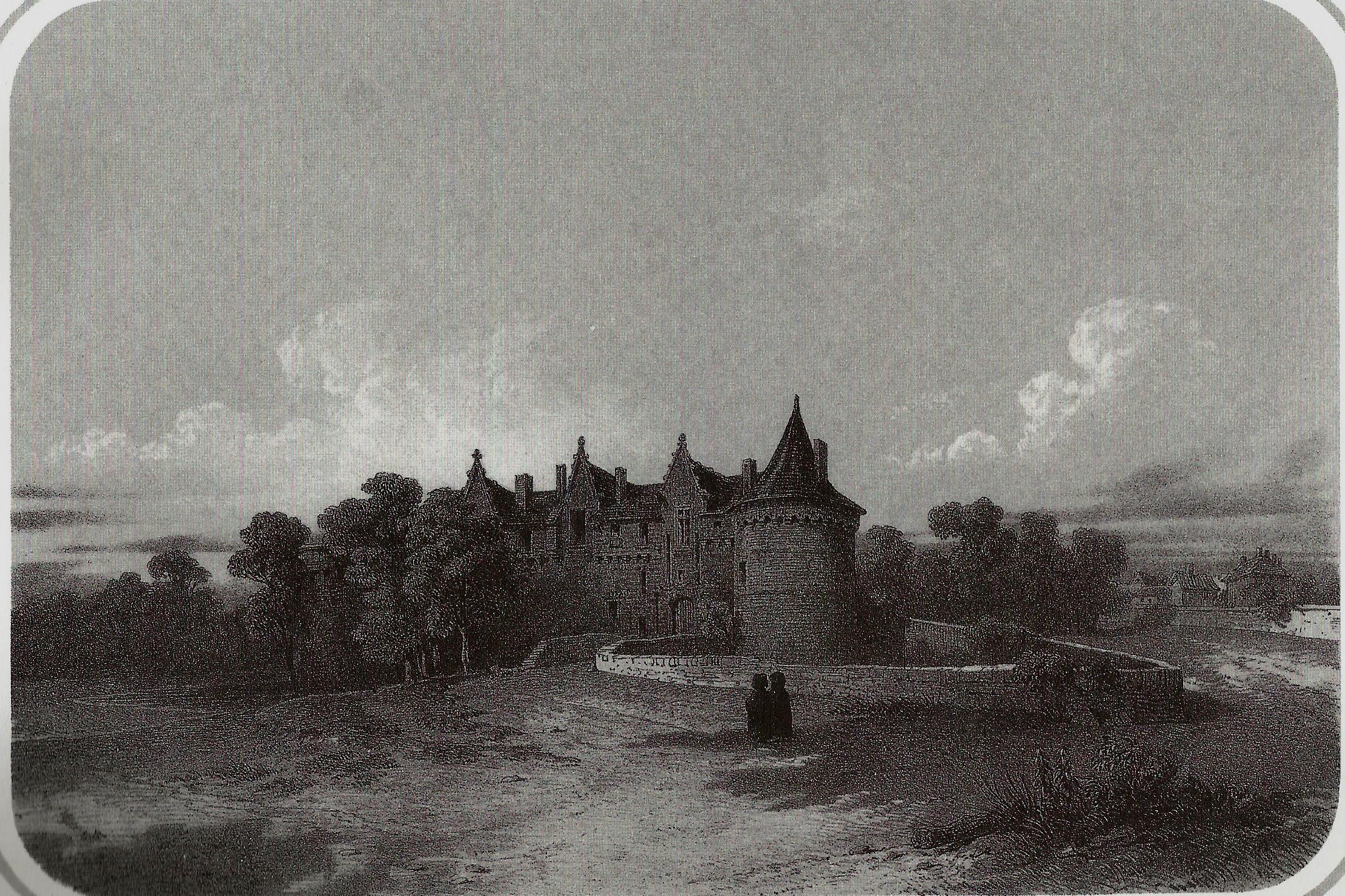
Pontivy, gravure de Thomas Drake, 1860.

L'abbé Cadic évoque dans son livre Dans la campagne bretonne publié en 1903, deux manifestations qui se déroulèrent à Pontivy dans la seconde moitié du XIXe siècle : « À la première, il y a de cela plus de quarante ans, on venait de mettre un droit excessif suer le beurre, les œufs, les grains à l'entrée de la ville. Le jour du marché, ce fut un spectacle tragique. Par tous les chemins des bandes de paysans accoururent, le penbah à la main, Pourlets de Guémené, Fichauds de Cléguérec, Fourauds de Noyal, Chag Du ("Chiens noirs") de Locminé, décidés à tout saccager. En vain le maire voulut-il les calmer. (...) Il fallut une charge de cavalerie pour rétablir l'ordre ». Il poursuit : « La seconde émeute éclata il y a ving-cinq ans bientôt, à l'occasion d'une imposition excessive sur les grains. C'était encore la municipalité qui avait eu cette idée. Le jour du marché sept personnes seulement apportèrent des grains. Le couteau à la main, les femmes de la campagne attendaient ; en un clin d'œil, les sacs furent éventrés et le grain répandu sur la route. Aussitôt une manifestation houleuse se produisit à travers la ville. Afin de ne pas fournir aux soldats de motif d'intervention, les hommes se tinrent sur la réserve. Les femmes besognèrent à leur place ».
Le docteur Alfred Fouquet écrit en 1874 que « dans les campagnes de l'arrondissement de Pontivy, il n'est pas rare de voir des gens qui portent, sans changement, jusqu'à usure complète, les mêmes vêtements qu'ils ne quittent même pas pour se coucher. Les culottes de toile leur servent en hiver comme en été, et on ne les lave en aucune saison. Chez eux la saleté est constitutionnelle », ce qui explique la fréquence de maladies telle la gale.
En 1878 l'enseignement laïque est substitué à l'enseignement congréganiste à Pontivy.
La colonne de la Fédération bretonne-angevine, œuvre des architectes Deperthes père & fils, est inaugurée le 21 octobre 1894 par le président Félix Faure. Ce monument place Bourdonnaye commémore le serment des jeunes volontaires du 19 janvier 1790, qui témoigne à la fois du mouvement pour la défense de la constitution de l'État et de l'adhésion aux décrets de l'Assemblée nationale : « Nous déclarons solennellement que n'étant ni Bretons ni Angevins, mais Français et Citoyens du même empire, nous renonçons à tous nos privilèges locaux et particuliers. »

### LeXXesiècle

#### La Belle Époque

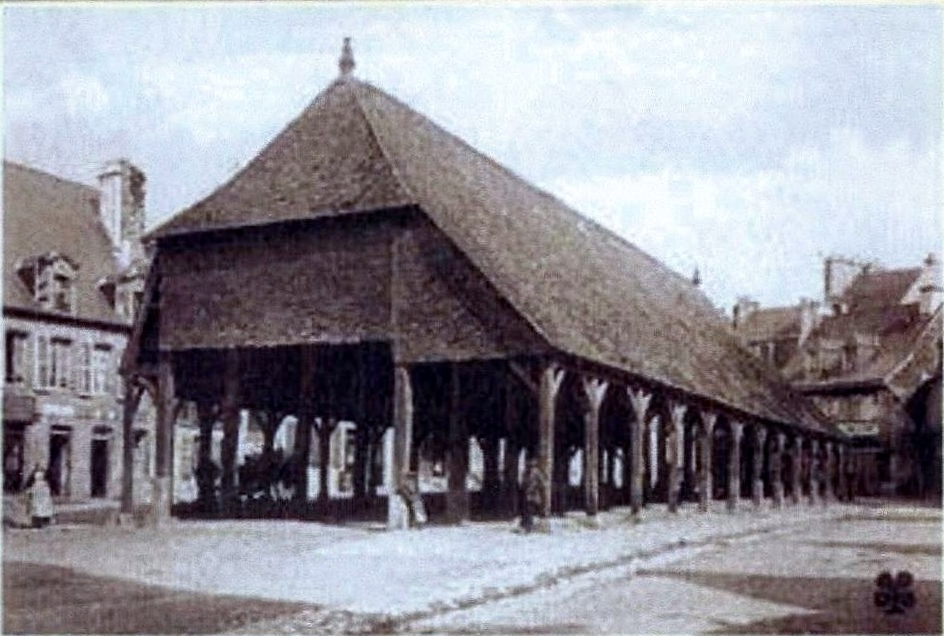
Les anciennes halles de Pontivy (disparues).

Joseph Jouannic, second maître fusilier à bord du croiseur D'entrecasteaux, adjoint de l'enseigne de vaisseau Paul Henry qui commandait le détachement franco-italien retranché dans la cathédrale du Pé-Tang, gravement blessé le 27 juin 1900, mourut des suites de ses blessures le 30 juin 1900.
La loi du 29 avril 1902 déclare d’utilité publique l'établissement, dans le département du Morbihan, d'un second réseau de chemins de fer d'intérêt local à voie étroite (voie métrique), géré par la compagnie des Chemins de fer du Morbihan, comprenant les lignes de Pontivy à Naizin ; de Meslan à Pontivy par Guémené-sur-Scorff et Cléguérec ; et de Nivino (Plouay) à Gourin par Meslan, le Faouët et Langonnet, en prolongement de la ligne de Lorient à Plouay qui avait ouvert le 28 septembre 1902; le tronçon entre Pontivy et Moulin-Gilet ouvre le 11 mai 1905 et celui entre Pontivy et Guémené-sur-Scorff le 15 octobre 1905 ; ces lignes ferroviaires ont fermé en 1939. Pontivy est aussi relié en 1912 à la ligne du Réseau breton allant de La Brohinière à Carhaix via Loudéac et Rostrenen.

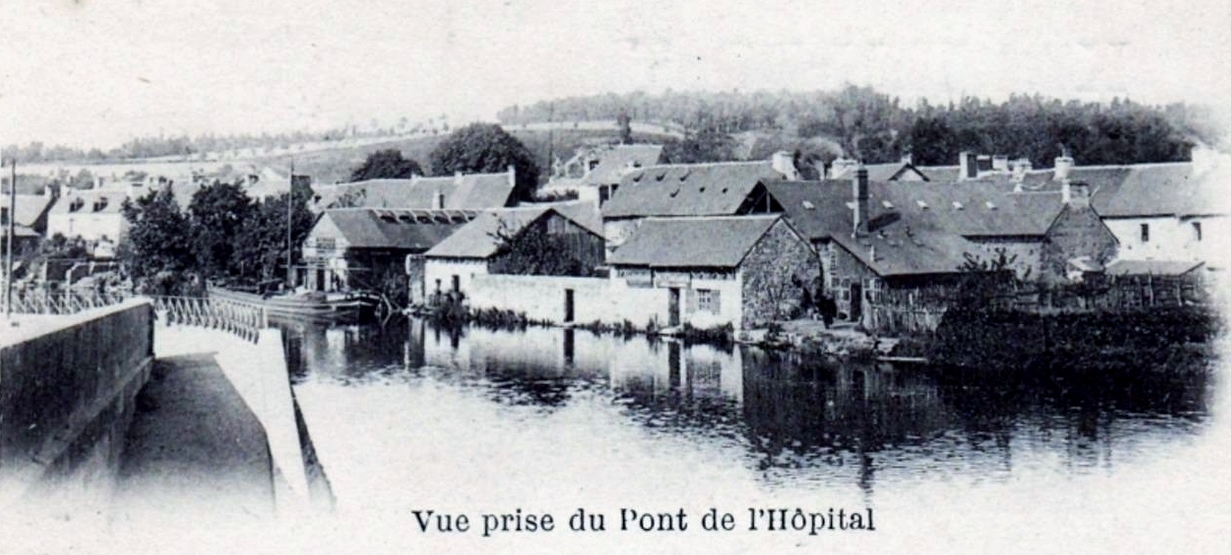
Pontivy en 1903 : vue prise du pont de l'hôpital (carte postale Marchal).
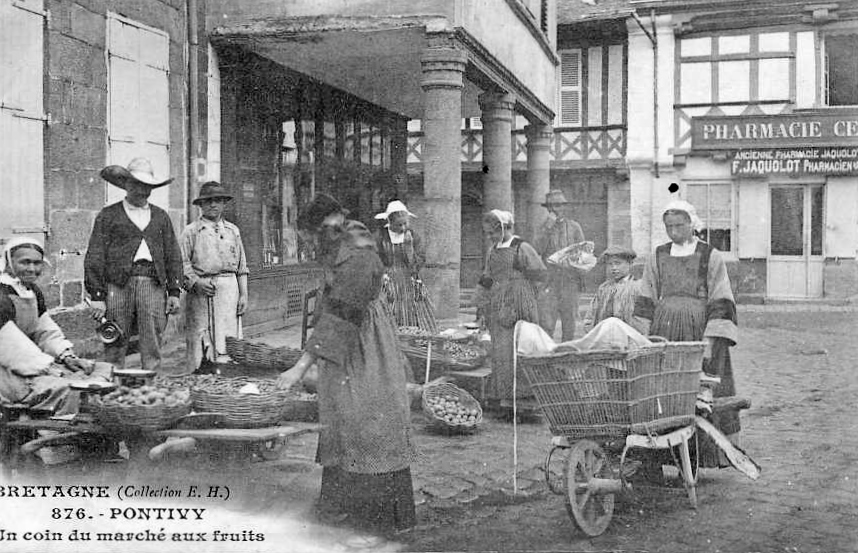
Pontivy : un coin du marché aux fruits (carte postale Émile Hamonic, 1907).
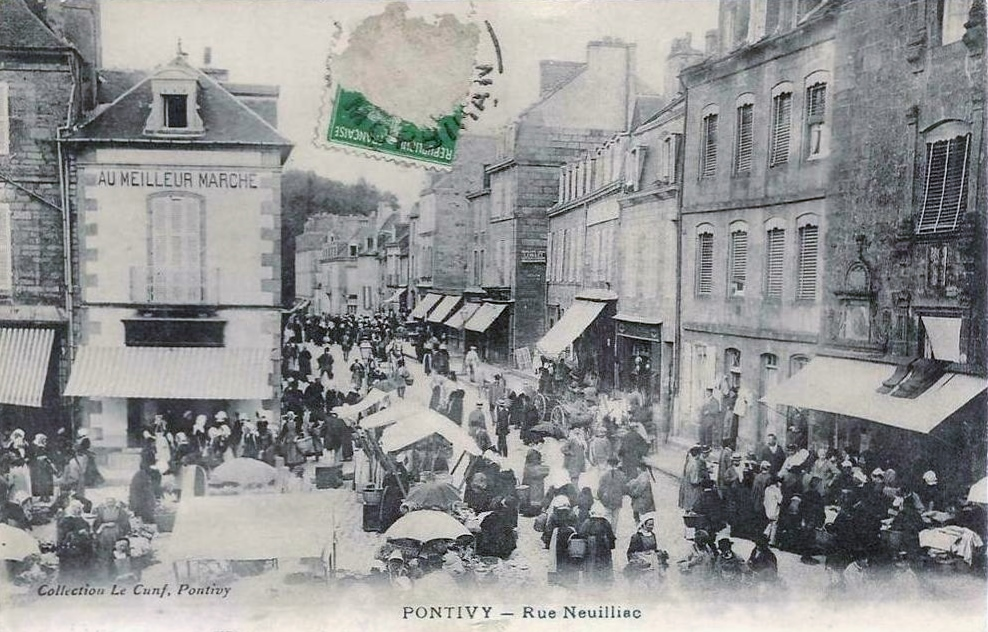
La rue Neulliac un jour de marché vers 1910 (carte postale Le Cunf).
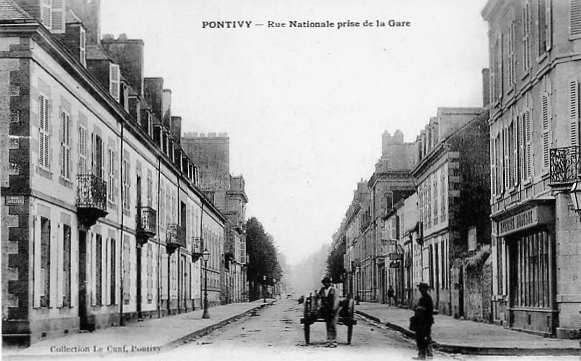
La rue Nationale vers 1910 (carte postale Le Cunf).
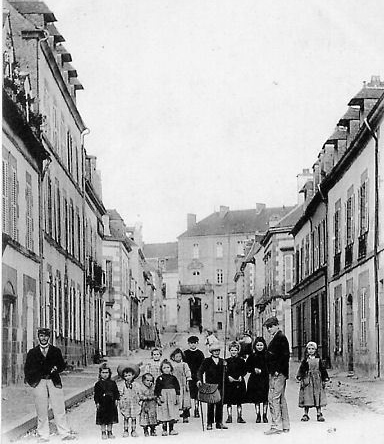
La rue Friedland (une rue du quarter napoléonien) vers 1910 (carte postale Le Cunf).
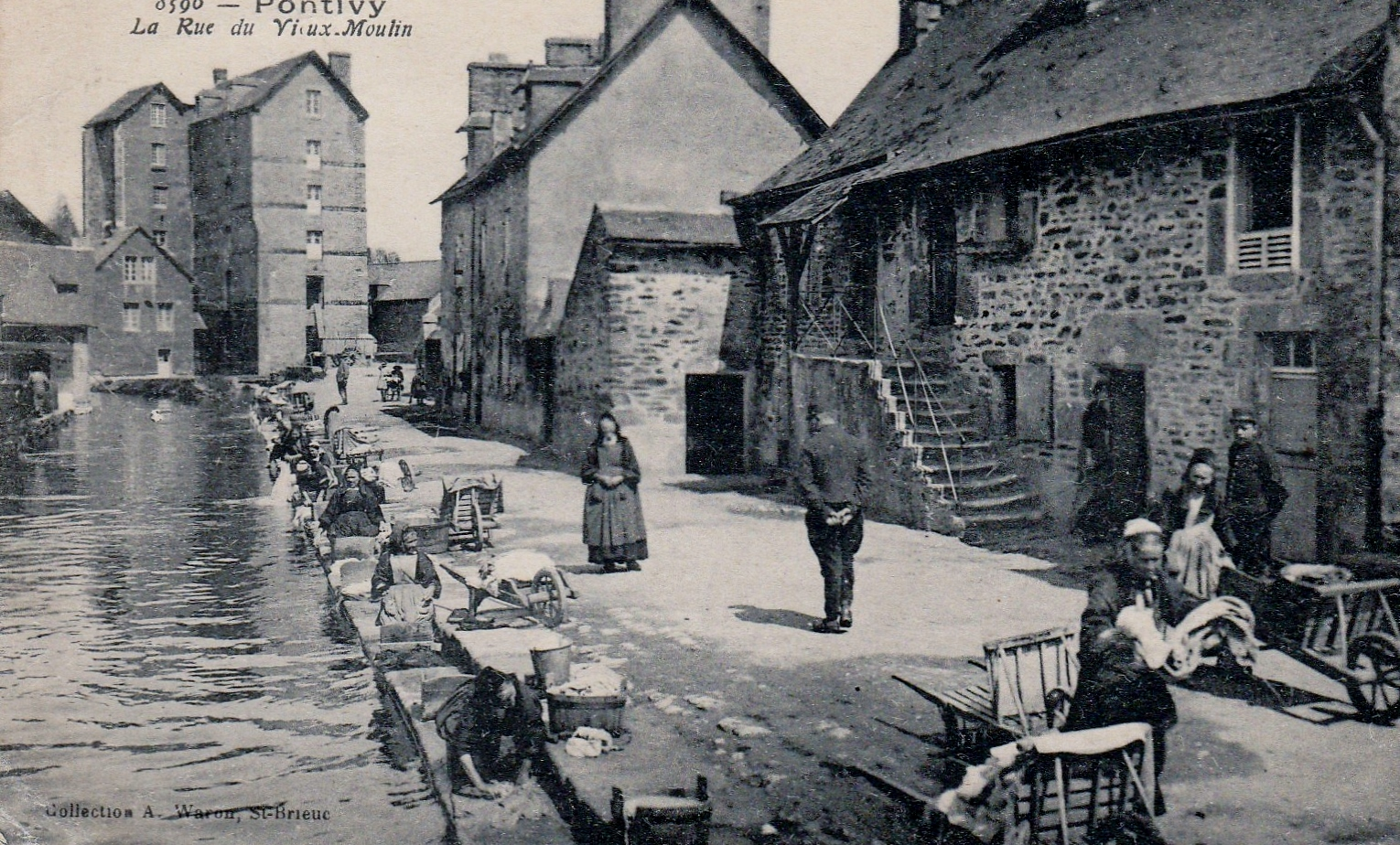
La rue du Vieux Moulin et ses lavandières vers 1910 (carte postale A. Waron).
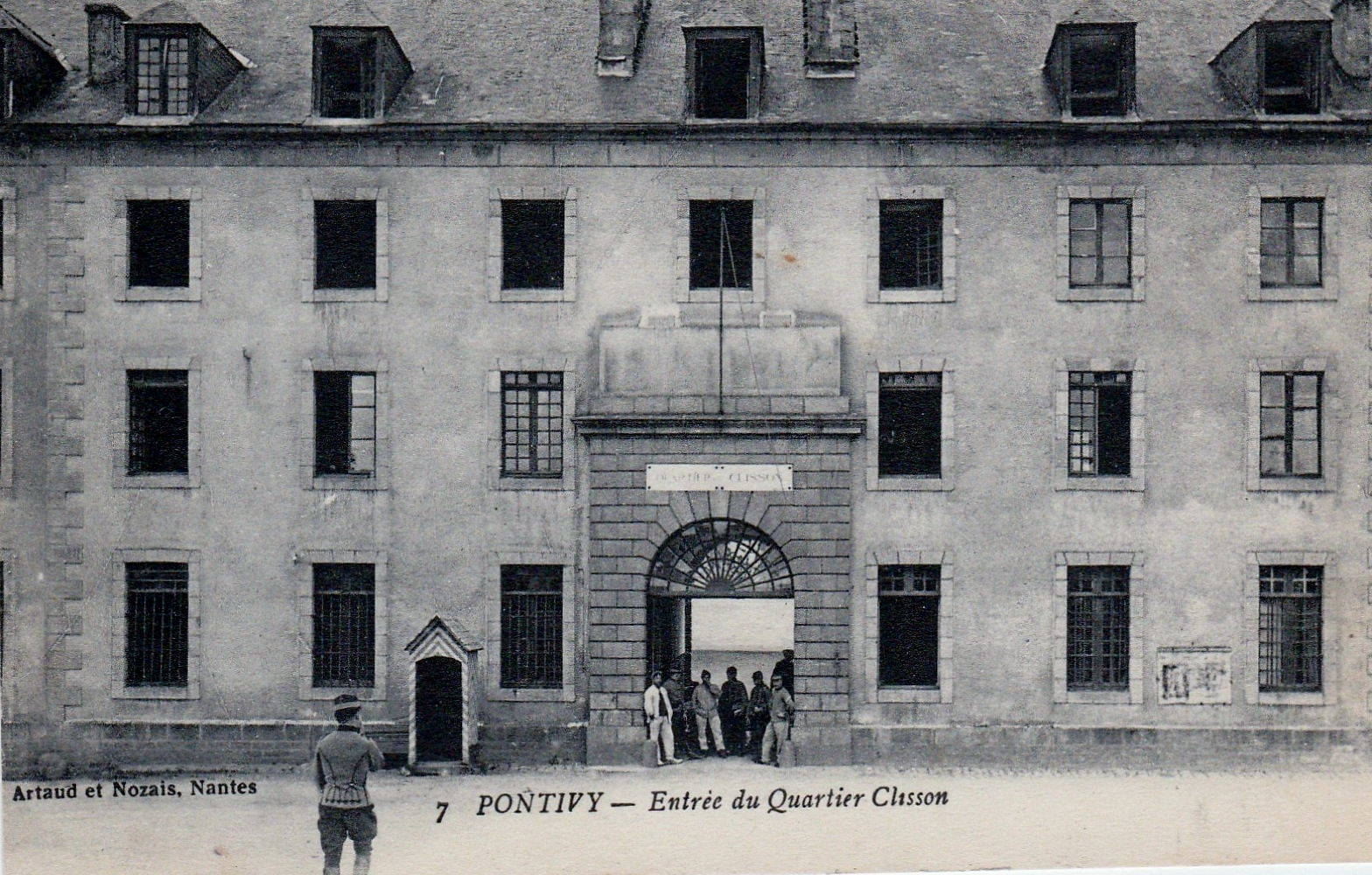
L'entrée du Quartier Clisson (caserne) vers 1910 (carte postale Artaud et Nozais).

#### LaPremière Guerre mondiale
Pontivy était alors une ville de garnison (le 2e régiment de chasseurs y était basé).
Le monument aux morts de Pontivy porte les noms de 543 soldats et civils morts pour la France au cours des différentes guerres de la seconde moitié du XIXe siècle et du XXe siècle, dont 403 pendant la Première Guerre mondiale. Une plaque commémorative qui se trouve dans l'église Notre-Dame-de-la-Joie recense 249 noms de soldats morts pendant la Première Guerre mondiale. Le carré militaire du cimetière de Pontivy abrite 113 morts, la plupart des soldats blessés de la Première Guerre mondiale hospitalisés à l'hôpital de Pontivy (hôpital temporaire no 18) où ils sont morts.

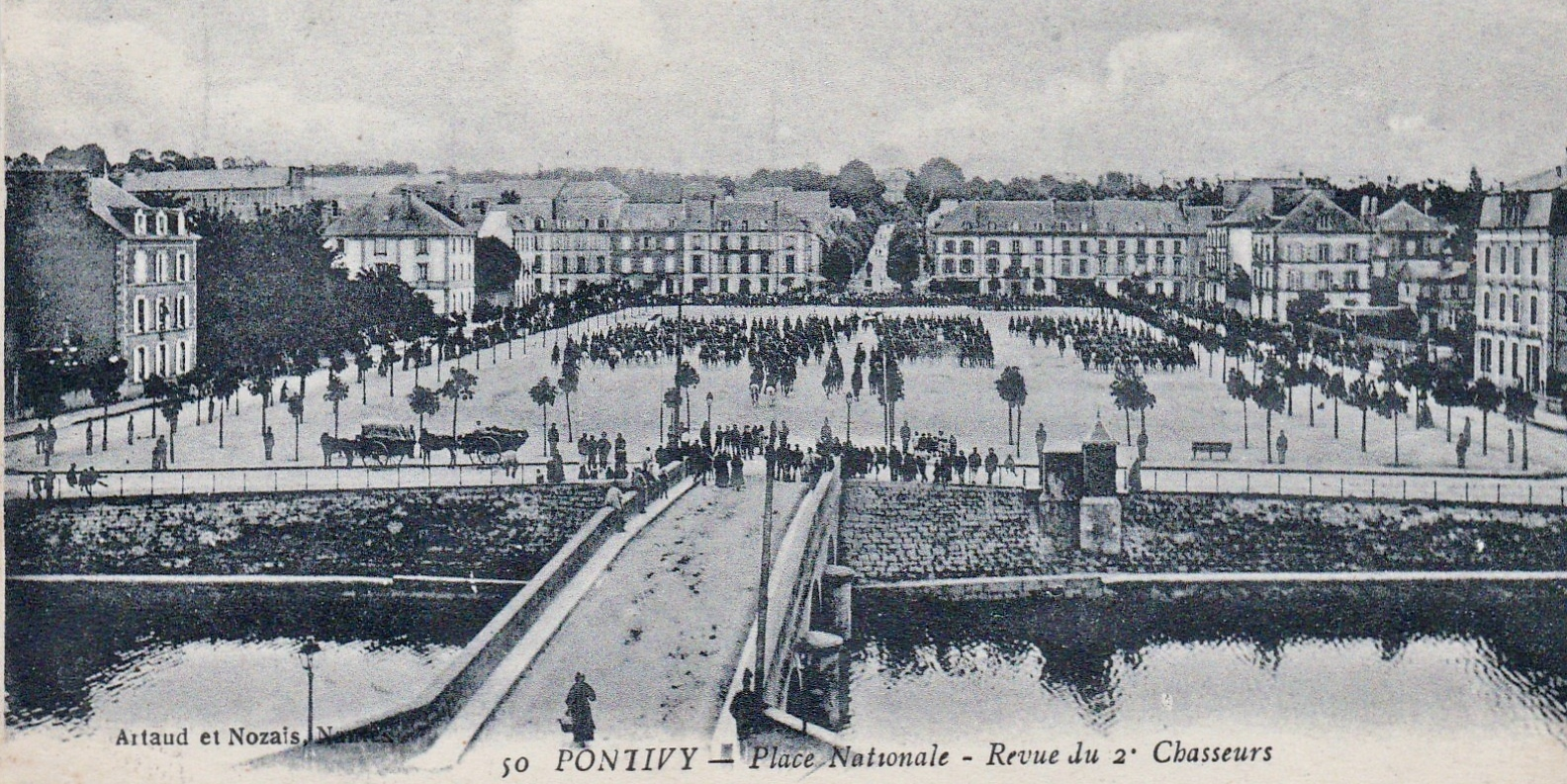
Revue du 2e régiment de chasseurs à cheval sur la place Nationale (carte postale écrite en 1917).
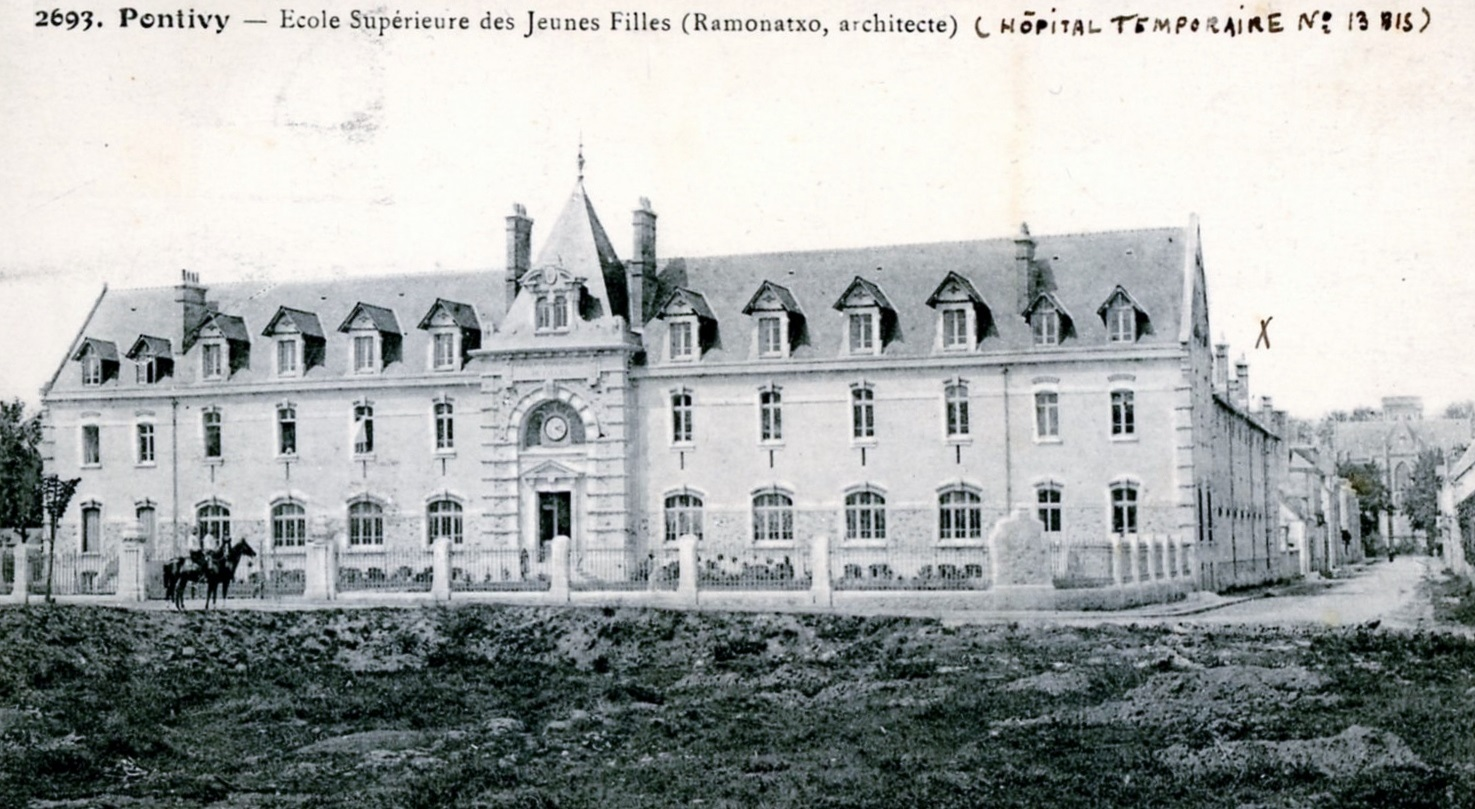
Pontivy : l'hôpital temporaire n° 18 bis (École supérieure des jeunes filles) pendant la Première Guerre mondiale (carte postale Villard).
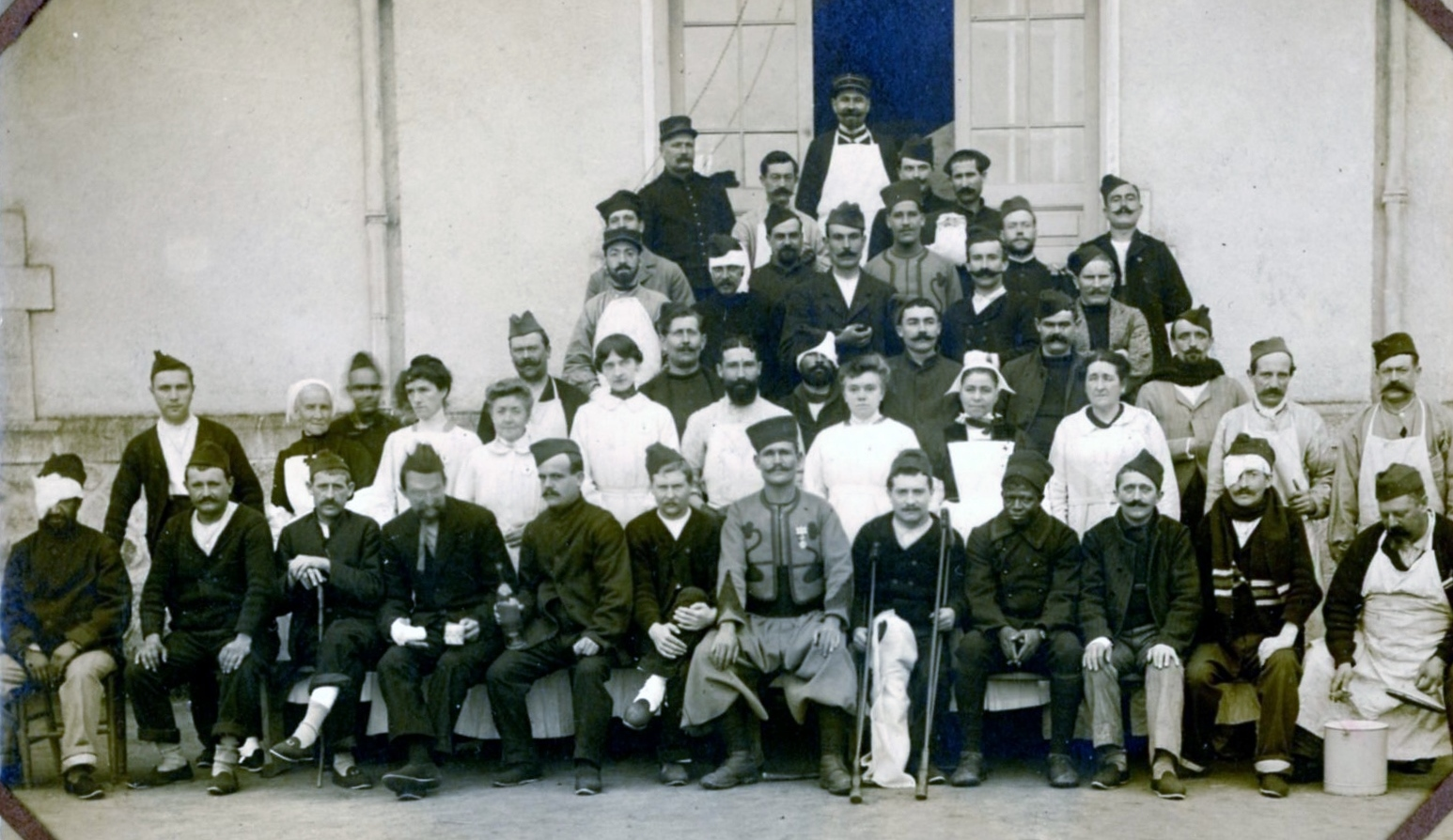
Pontivy : hôpital temporaire n°18 (Première Guerre mondiale).

#### L'Entre-deux-guerres
Les courses de chevaux de Pontivy sont organisées pour la première fois le 24 août 1930 sur le nouvel hippodrome de Kernivinen, ancien terrain de manœuvres du régiment des 2e chasseurs à cheval.
Le 18 décembre 1938, un dynamitage a partiellement détruit la colonne de la Fédération bretonne-angevine. L'attentat a été revendiqué par le groupe clandestin autonomiste breton Gwenn-ha-du (Blanc et noir, couleurs de la Bretagne) - qui avait aussi détruit une statue devant la mairie de Rennes en 1932 et perturbé une visite du président de la République en posant une bombe sur la voie de chemin de fer où devait passer son train. C'est la phrase figurant dans le texte gravé sur le monument, et qui disait : « Ni Bretons ni Angevins, mais Français », qui a provoqué l'ire des nationalistes. Le monument a été restauré - contrairement à la statue rennaise. Des rassemblements sont régulièrement organisés devant ce monument par les partisans de « la République une, indivisible et laïque ».

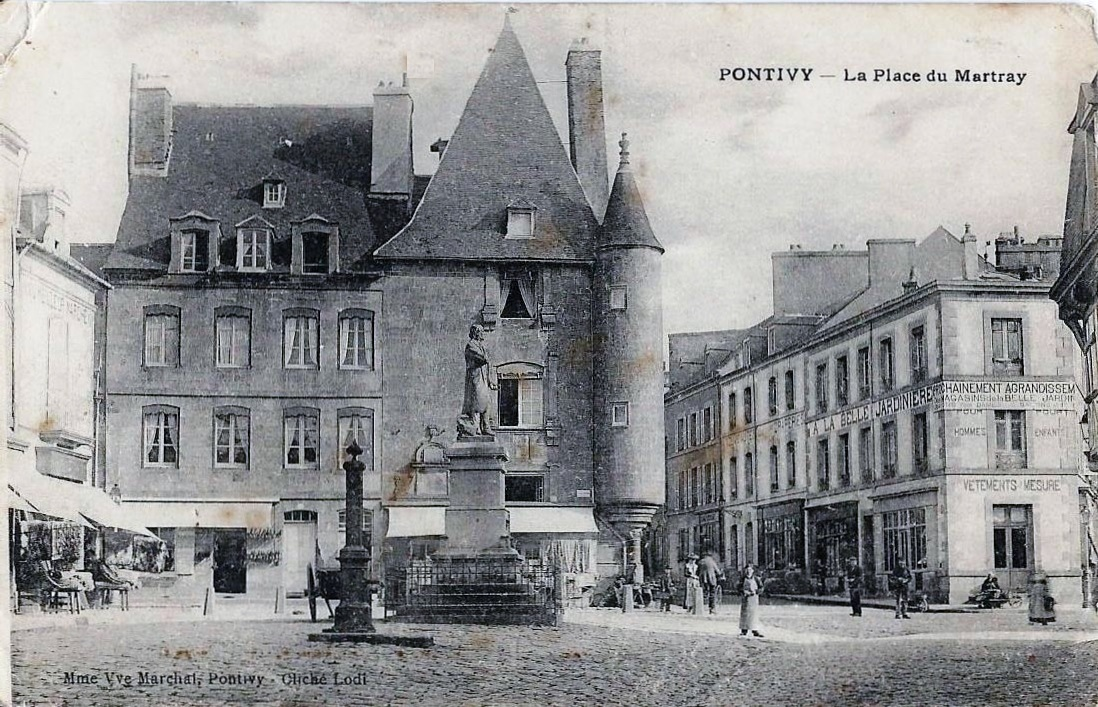
Pontivy : la place du Martray vers 1920 (carte postale) avec sa maison de 1578 et la statue du docteur Guépin.
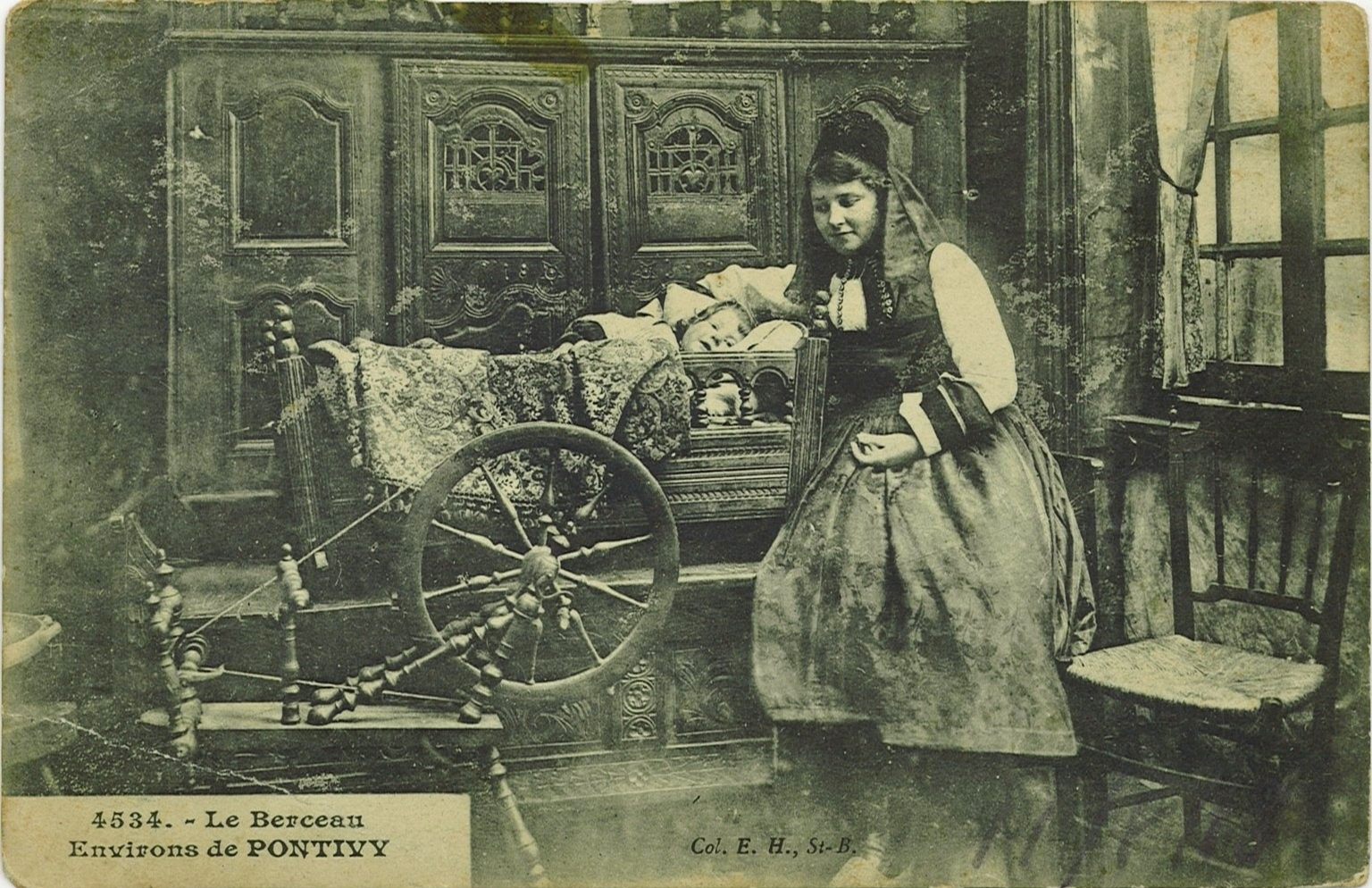
Intérieur breton (berceau et lit clos) des environs de Pontivy vers 1920 (carte postale Émile Hamonic).
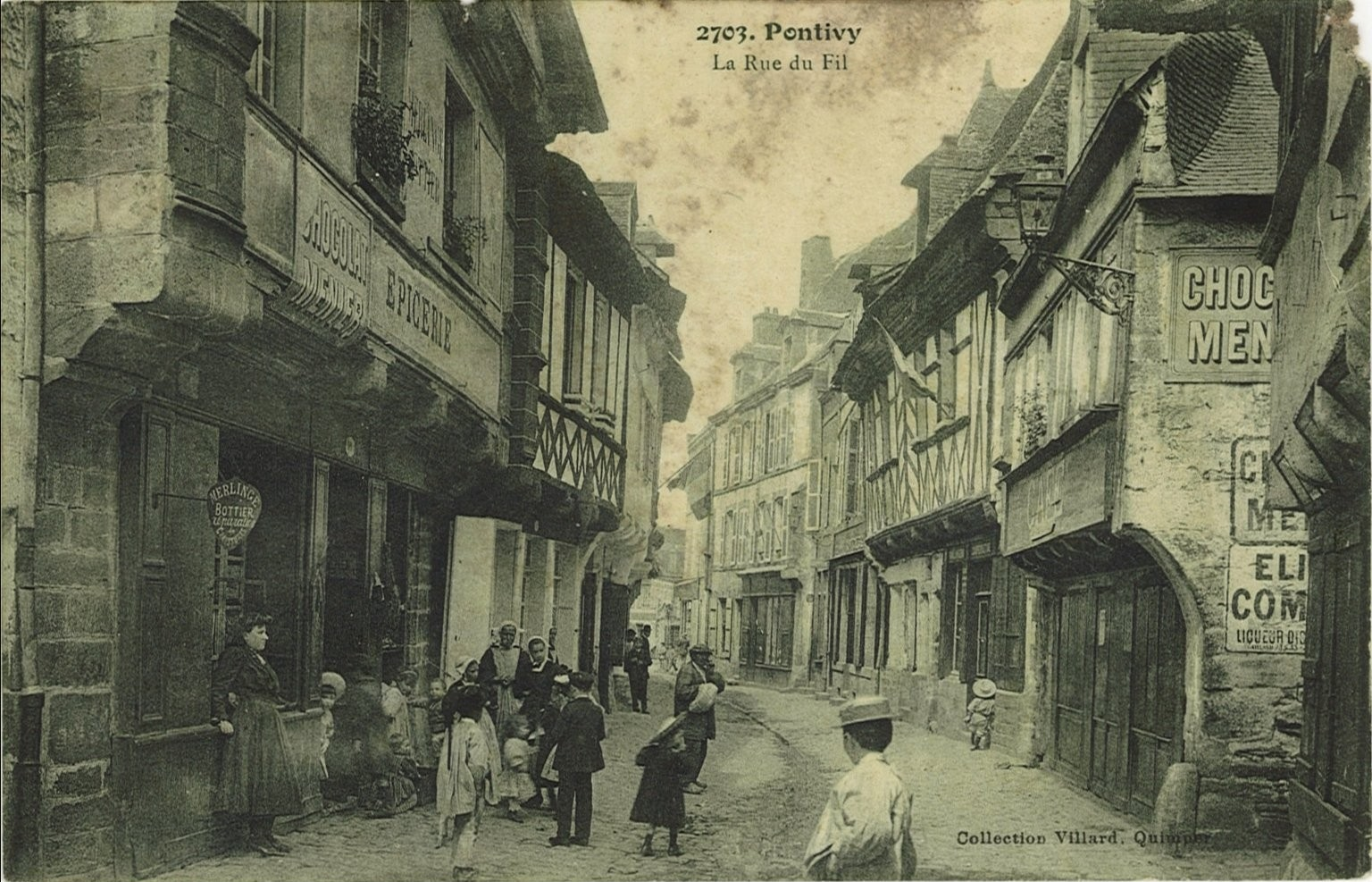
Pontivy : la Rue du Fil vers 1920 (carte postale Villard).
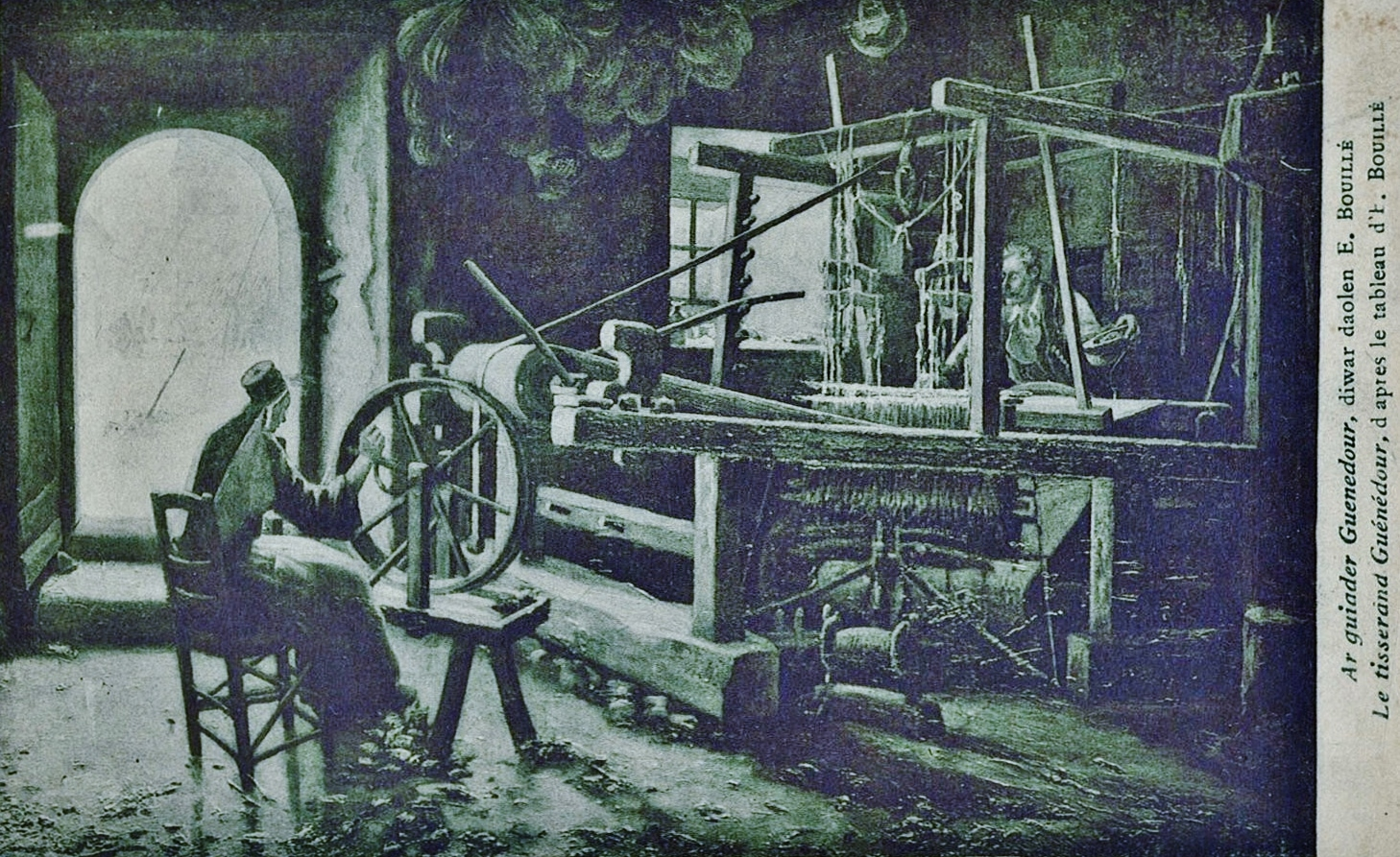
Le tisserand Guénédour (d'après le tableau d'Étienne Bouillé).

#### LaSeconde Guerre mondiale
En juillet 1940, Célestin Lainé profite de la déroute française pour s'emparer du château de Rohan, y fonder le Comité national breton dont le but est de profiter de la défaite française pour obtenir l'indépendance de la Bretagne, et faire du château de Rohan le quartier général du Lu Brezhon, mouvement indépendantiste breton.
Les habitants loyalistes de Pontivy, à l'initiative du colonel Jacques de Geyer d’Orth, président de la Garde Saint-Ivy, les chassent dès le 24 juillet 1940.

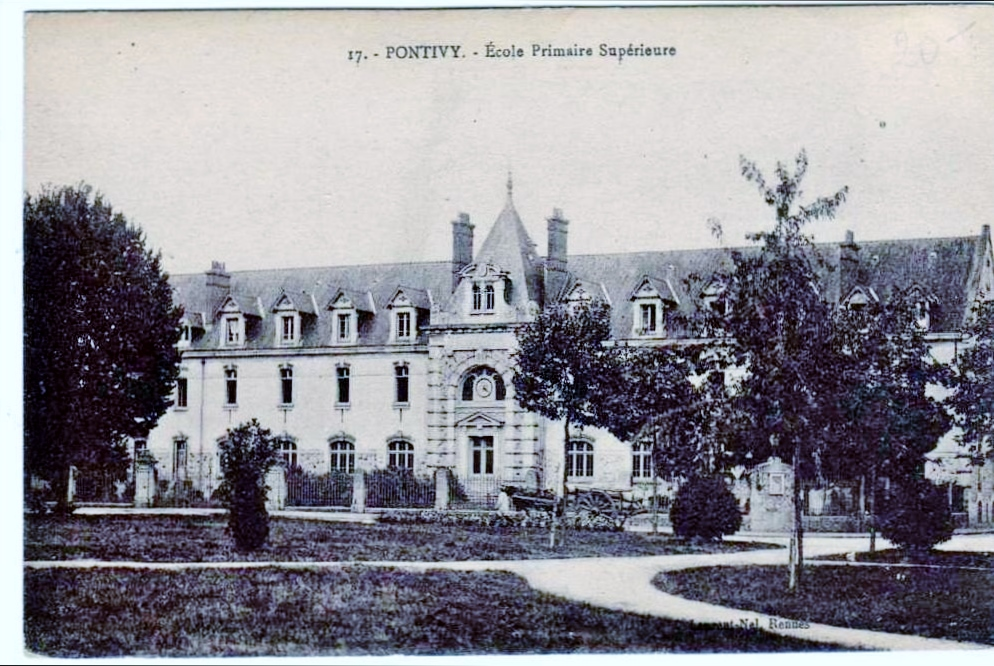
L'École primaire supérieure de jeunes filles, occupée par la Gestapo pendant la Seconde Guerre mondiale.

Le général allemand Fahrmbacher installa à Pontivy le poste de commandement de son 25e corps d'armée. De nombreux résistants, maquisards FFI ou FTP, et des parachutistes SAS furent torturés par la Gestapo ou par la Milice dans les prisons de Pontivy (notamment dans les locaux de l’École primaire supérieure de jeunes filles [de nos jours collège Charles Langlais], réquisitionnée par la Gestapo) avant d'être exécutés ou déportés. La stèle de Stival honore leur mémoire.
Parmi eux, par exemple, Joseph Martin de Kergurione, né le 29 février 1904 à Auray, professeur d'histoire-géographie, résistant, arrêté par la Gestapo le 11 mai 1943 à Pontivy, déporté à Auschwitz, Buchenwald et Flossenbürg, est mort le 4 mai 1945 à Mülsen.
Le monument aux morts de Pontivy indique les noms de 104 personnes mortes pour la France pendant la Seconde Guerre mondiale. Une plaque commémorative située dans le bourg de Stival porte les noms de 16 personnes de ce quartier mortes pour la France pendant cette même guerre (mais leurs noms figurent aussi sur le monument aux morts de Pontivy).
Un soldat aviateur américain, Charles Khern, tué le 2 août 1944 (son avion s'est écrasé près du lieu-dit Crénihuel), est enterré à Pontivy. Un autre soldat américain, Edward N. Hunter, fait prisonnier par les Allemands et incarcéré à l'École supérieure des jeunes filles de Pontivy, y mourut brûlé vif, les Allemands ayant mis le feu à l'établissement avant de fuir le 5 août 1944.
Hervé Le Helloco, militant nationaliste breton ayant collaboré avec l'Allemagne, fut condamné à mort par contumace par la Cour de justice de Rennes lors de la Libération

#### L'après Seconde Guerre mondiale
À partir de 1948, l'urbanisation de Pontivy se fait tout d'abord « en direction de l'est et de l'ouest sur les coteaux dominant la vallée du Blavet : Château-Gaillard sur la rive gauche, le Faubourg de Verdun sur la rive droite. Dans les années soixante, la construction de logements HLM insuffle une dynamique nouvelle, l'urbanisation gagne alors les hauteurs de Bolumet, Château-Gaillard, Keropert. Puis, avec le développement de l'habitat individuel, elle se propage aux secteurs de Bellevue, Kerimaux, Kerjalotte, du
Four à Chaux ».
19 soldats originaires de Pontivy sont morts pour la France pendant la Guerre d'Indochine et 6 pendant la Guerre d'Algérie.
Entre 1959 et 1984, la SIMURA (société industrielle et minière de l'uranium), possédée par la famille Monpas, de Lignol, a exploité 18 gisements d'uranium de faible importance dans la région de Pontivy, produisant en tout 1 074 tonnes d'uranium.
C'est à Pontivy qu'est apparu pour la première fois, le 2 octobre 1963, le sigle FLB (Front de libération de la Bretagne), inscrit en signature d'inscriptions autonomistes sur la chaussée.
La mobilisation des élus de Centre Bretagne pour la mise en place d'un plan routier breton de modernisation des voies routières dans les années 1970, permet l'aménagement, mais à trois voies seulement, de l'axe Châteaulin - Carhaix - Rostrenen - Loudéac - Rennes (route nationale 164). Cet axe routier privilégie Loudéac et renforce la polarisation exercée par Rennes, aussi le syndicat intercommunal de Pontivy tente de se doter de réels outils de désenclavement et d'éviter la désertification avec l'aménagement à la même époque d'un aérodrome pour l'aviation d'affaires (aérodrome qui a essentiellement pour vocation aujourd'hui le sport et les loisirs) et le développement de l'axe Triskell (liaison Pontivy-Baud-Lorient, Pontivy-Locminé-Vannes, Pontivy-Loudéac-Saint-Brieuc).

### LeXXIesiècle

#### Les deux premières décennies duXXIesiècle
En 2012 l'hôpital de Pontivy, désormais dénommé "Centre hospitalier du Centre-Bretagne", a été transféré du centre de cette ville à Noyal-Pontivy.
Le 7 février 2014, d'importantes précipitations causent l'effondrement d'une partie de la courtine sud du château.
Le pôle Tourisme et Patrimoine de Pontivy Communauté porte pendant quinze le projet « pays des Rohan » qui fédère cinq intercommunalités réparties sur deux départements (Morbihan et Côtes d'Armor) et obtient le 20 janvier 2020 le label Pays d'art et d'histoire qui récompense les efforts de conservation et de valorisation du patrimoine du « territoire assis sur un périmètre historique correspondant à l’ancienne terre de pouvoir de la famille de Rohan pendant 700 ans d’histoire ». Ce label permet à Pontivy communauté de consacrer 135 000 € chaque année pour mettre en œuvre des actions autour de son patrimoine, avec le soutien financier et technique de l’État, et comme objectif une augmentation de 25 % de la fréquentation touristique attendue.
En 2021, la Région Bretagne acquiert l'ancien tribunal, désaffecté, pour y installer les services du Conseil régional qui œuvrent au profit du Centre-Bretagne, ainsi que des salles de réunion pour les élus. Les travaux ont débuté fin 2022 pour une ouverture prévue en 2024.

## Héraldique
|  | De gueules aux neuf macles d'or, trois, trois, trois (le blason de la ville est le même que celui de la famille de Rohan) |

|  | d'azur au pont d'argent à trois arches maçonnées de sable, accompagné en chef de deux macles de même et en pointe d'une moucheture d'hermine de sable (Dessiné dans l'encyclopédie Larousse 1949) |

## Politique et administration

### Tendances politiques et résultats
Sous l'Ancien Régime, Jean d'Alba fut le premier maire de Pontivy entre 1747 et 1762. Germain Ruinet du Tailly fut maire entre 1781 et 1785.

### Liste des maires
| Période      | Période                      | Identité            | Étiquette | Qualité |
| ------------ | ---------------------------- | ------------------- | --------- | --- |
| mai 1945     | octobre 1947                 | Hubert Jégourel     |           | Médecin-chef, ancien résistant |
| octobre 1947 | mars 1971                    | Marcel Lambert      | RI        | Industriel Sénateur du Morbihan (1959 → 1974) Président du SIEEP |
| mars 1971    | mars 1983                    | Michel Masson       | PS        | Agent général d'assurances, ancien juge de paix Président du SIEEP Maire honoraire (1983) |
| mars 1983    | juin 1995                    | Joseph Lécuyer      | UDF-CDS   | Assureur Conseiller régional de Bretagne (1986 → 1998) |
| juin 1995    | juillet 2012                 | Jean-Pierre Le Roch | PS        | Professeur de mathématiques retraité Député du Morbihan (3e circ.) (2012 → 2017) Conseiller régional de Bretagne (1998 → 2015) Président de Pontivy Communauté (2003 → 2012) Maire honoraire (2013) Démissionnaire après son élection comme député |
| juillet 2012 | avril 2014                   | Henri Le Dorze      | PS        | Retraité France Télécom Premier adjoint au maire (1995 → 2012) Conseiller général de Pontivy (2004 → 2015) 2e vice-président de Pontivy Communauté (2012 → 2014)                                                                                   |
| avril 2014   | En cours (au 5 juillet 2020) | Christine Le Strat  | MoDem     | Directrice générale des services retraitée Conseillère régionale de Bretagne (2015 → 2021) Présidente de Pontivy Communauté (2014 → 2020) 1re vice-présidente de Pontivy Communauté (2020 → ) Réélue pour le mandat 2020-2026                      |

## Population et société

### Démographie

#### Évolution démographique
Selon les définitions de l'INSEE, Pontivy est une commune urbaine qui constitue, avec la commune de Le Sourn, l'unité urbaine de Pontivy ; l'aire urbaine de Pontivy qui comprend 7 communes est la quatrième aire urbaine du Morbihan, après Lorient, Vannes et Auray ; elle fait partie de l'espace urbain de Pontivy-Loudéac.

L'évolution du nombre d'habitants est connue à travers les recensements de la population effectués dans la commune depuis 1793. Pour les communes de plus de 10 000 habitants les recensements ont lieu chaque année à la suite d'une enquête par sondage auprès d'un échantillon d'adresses représentant 8 % de leurs logements, contrairement aux autres communes qui ont un recensement réel tous les cinq ans,.

En 2022, la commune comptait 14 547 habitants, en évolution de +0,39 % par rapport à 2016 (Morbihan : +3,82 %, France hors Mayotte : +2,11 %).
| 1793  | 1800  | 1806  | 1821  | 1831  | 1836  | 1841  | 1846  | 1851  |
| ----- | ----- | ----- | ----- | ----- | ----- | ----- | ----- | ----- |
| 3 056 | 3 090 | 4 929 | 4 980 | 5 956 | 6 378 | 7 018 | 7 929 | 7 792 |

| 1856  | 1861  | 1866  | 1872  | 1876  | 1881  | 1886  | 1891  | 1896  |
| ----- | ----- | ----- | ----- | ----- | ----- | ----- | ----- | ----- |
| 8 049 | 7 602 | 8 146 | 7 886 | 8 252 | 8 164 | 9 466 | 9 175 | 9 292 |

| 1901  | 1906  | 1911  | 1921  | 1926  | 1931  | 1936  | 1946   | 1954   |
| ----- | ----- | ----- | ----- | ----- | ----- | ----- | ------ | ------ |
| 9 359 | 9 506 | 9 424 | 9 442 | 9 440 | 8 817 | 9 300 | 10 878 | 10 516 |

| 1962   | 1968   | 1975   | 1982   | 1990   | 1999   | 2006   | 2011   | 2016   |
| ------ | ------ | ------ | ------ | ------ | ------ | ------ | ------ | ------ |
| 10 410 | 11 412 | 12 578 | 12 675 | 13 140 | 13 508 | 13 518 | 14 011 | 14 491 |

| 2021   | 2022   | - | - | - | - | - | - | - |
| ------ | ------ | - | - | - | - | - | - | - |
| 14 774 | 14 547 | - | - | - | - | - | - | - |

#### Pyramide des âges
La population de la commune est relativement jeune.
En 2018, le taux de personnes d'un âge inférieur à 30 ans s'élève à 36,2 %, soit au-dessus de la moyenne départementale (31,2 %). À l'inverse, le taux de personnes d'âge supérieur à 60 ans est de 28,6 % la même année, alors qu'il est de 31,3 % au niveau départemental.
En 2018, la commune comptait 7 107 hommes pour 7 782 femmes, soit un taux de 52,27 % de femmes, légèrement supérieur au taux départemental (51,51 %).
Les pyramides des âges de la commune et du département s'établissent comme suit.
| Hommes | Classe d’âge | Femmes |
| ------ | ------------ | ------ |
| 1,0    | 90 ou +      | 2,5    |
| 7,7    | 75-89 ans    | 12,3   |
| 16,1   | 60-74 ans    | 17,4   |
| 20,2   | 45-59 ans    | 19,1   |
| 15,9   | 30-44 ans    | 15,3   |
| 21,7   | 15-29 ans    | 17,3   |
| 17,5   | 0-14 ans     | 16,2   |

| Hommes | Classe d’âge | Femmes |
| ------ | ------------ | ------ |
| 0,8    | 90 ou +      | 2,2    |
| 8,5    | 75-89 ans    | 11,6   |
| 20,5   | 60-74 ans    | 21,6   |
| 20,6   | 45-59 ans    | 20     |
| 17     | 30-44 ans    | 16,3   |
| 15,5   | 15-29 ans    | 13     |
| 17,1   | 0-14 ans     | 15,2   |

## Culture

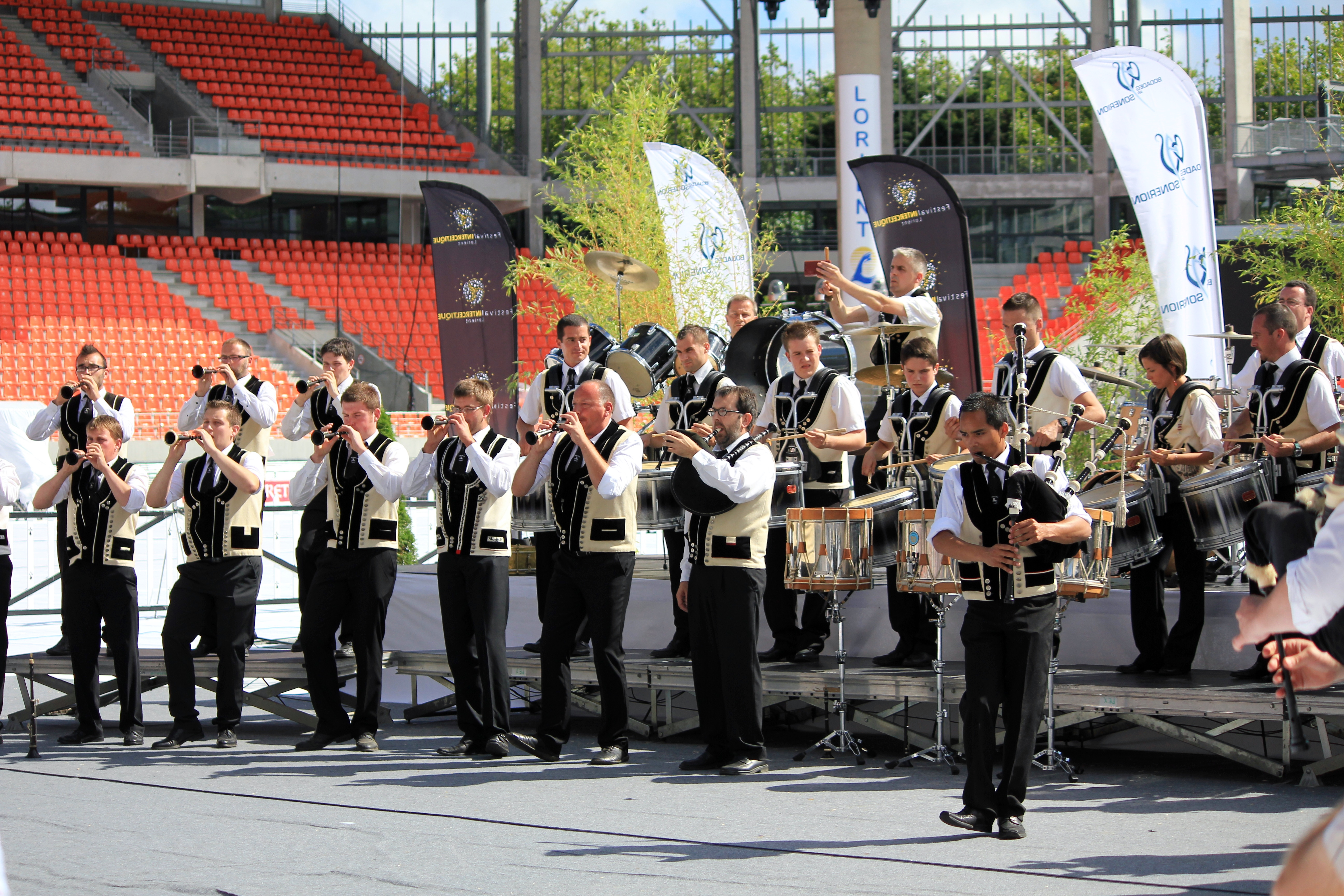
Le bagad de la Kerlenn Pondi évolue en première catégorie du championnat national des bagadoù.

- Conservatoire de musique et de danse de Pontivy communauté.
- Kerlenn Pondi : Cours de musique et de danse bretonne. Orchestre (bagad) et ensemble chorégraphique (cercle) traditionnel.
- Le label Breton des gîtes, chambres d'hôtes et locations à thème Kertourisme est originaire de Pontivy[140].

### Langue bretonne
- La langue bretonne en usage dans la commune, avant le basculement linguistique survenu au cours du siècle dernier[Lequel ?], était de type haut-vannetais.
- L’adhésion à la charte Ya d’ar brezhoneg a été votée par le Conseil municipal le 4 août 2004.
- Le label de niveau 2 de la charte a été remis à la commune le 21 décembre 2007.
- À la rentrée 2018, 172 élèves étaient scolarisés à l’école Diwan et dans les filières bilingues publiques et catholiques (soit 11,4 % des enfants de la commune inscrits dans le primaire)[141].
- L'école Diwan Pondi accueille 69 élèves à la rentrée 2018.

### Architecture

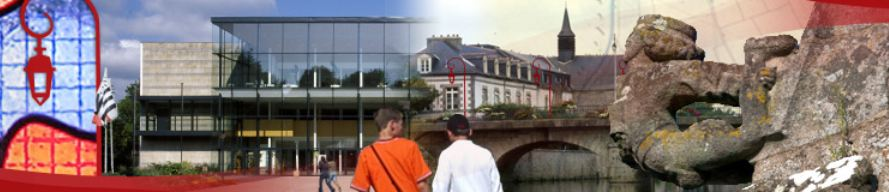
Icônes de la ville de Pontivy

La ville compte plusieurs monuments historiques, un cinéma, une salle des fêtes, une discothèque, un bowling, une bibliothèque et bien d'autres lieux culturels. De plus, chaque année ont lieu plusieurs festivals de musique. Mais on peut tout aussi bien préférer à ces activités diverses une promenade paisible, le long des rives du Blavet.
L'été, la ville s'ouvre aux touristes, intéressés par le château médiéval de la fin du XVe siècle, partiellement restauré, abritant chaque année une exposition estivale, et tout au long de l'année une œuvre d'un artiste japonais, Koki Watanabe, œuvre d'art contemporain qui s'inscrit dans le cadre du festival de L'Art dans les chapelles.
L'architecture de Pontivy est caractérisée par deux époques : la place du Martray, la rue du Fil et la rue du Pont sont au cœur de l'axe médiéval, où se trouvent, le long de ruelles pavées, quelques maisons à colombages datant du Moyen Âge. La partie de ville construite sous l'Empire (les rues de cette partie de la ville portent des noms évocateurs de victoires napoléoniennes) contraste fortement avec le quartier médiéval, avec ses rues tracées au cordeau et ses bâtiments institutionnels, tels que la caserne, le lycée Joseph Loth (1803), la mairie en 1834 et le tribunal en 1846, qui tous deux se font face de part et d'autre de la place d'armes (actuellement la place Aristide-Briand, appelée couramment la Plaine), reflète une architecture classique. Ce patrimoine vaut à Pontivy de faire partie des 55 villes que regroupe la Fédération européenne des cités napoléoniennes. La ville souhaite valoriser cet héritage patrimonial en obtenant le label d'itinéraire culturel européen « destination Napoléon » et en faisant inscrire le canal et le patrimoine napoléonien au patrimoine mondial de l'Unesco.

## Lieux et monuments
Pontivy adopte une structure fréquente dans les villes bretonnes qui se développent aux XIe et XIIe siècles et qui est liée à l'encellulement : un château, une église dédiée à son saint fondateur légendaire, une enceinte urbaine et, dans les différents faubourgs, des fondations monastiques.
Pontivy présente un patrimoine bâti important. Quatre-vingt-dix-huit édifices sont en effet recensés sur la base Mérimée dont dix-huit monuments historiques.

### Châteaux et manoirs
- le château de Pontivy et ses douves : chef-d'œuvre de l'art militaire de la fin du XVe siècle, classé MH[145] ;
- le château de la Villeneuve date du XVIe siècle, il est inscrit partiellement (la façade principale avec sa tourelle et les toitures ) au titre des monuments historiques par arrêté du 9 septembre 1933[146]. La chambre seigneuriale de l'étage communique à travers une baie, hagioscope, avec la chapelle[147] ;
- le château du Talhoüet domine la vallée du Blavet ; un premier château a appartenu à la famille Rolland à partir de 1480, puis à la famille de Lantivy (branche des seigneurs de Talhoüet[148]) qui fit construire un autre château en 1583 et y demeura jusqu'en 1790. Il appartient depuis à la famille de l'Escale Jouan de Kervénoaël qui le fit remplacer à partir de 1860 par le château actuel, qui est de style Napoléon III (construit en 1868 sur les plans de M. Leray, prix de Rome) ; son parc est vaste de 187 hectares[149].
- le manoir de Chefdeville date du XVIIe siècle, inscrit à l'inventaire général du patrimoine culturel[150] ;
- le manoir de Kermarec date du XVIIe siècle, inscrit à l'inventaire général du patrimoine culturel[151] ;
- le manoir de Sainte-Tréphine date des XVIe et XVIIe siècles, inscrit à l'inventaire général du patrimoine culturel[152] ;
- le manoir de Talin date des XVIe siècle, inscrit à l'inventaire général du patrimoine culturel[153].

### Édifices religieux
- la basilique Notre-Dame-de-la-Joie, de style gothique, datant du XVe siècle, abrite un orgue Cavaillé-Coll ; l'église était primitivement dédiée à saint Ivy, patron de la cité ; c'est au XVIIe siècle, à la suite d'un vœu fait à la Vierge par la ville pour demander la fin d'une grave épidémie, que l'église a été dédiée principalement à Notre-Dame-de-Joie ; l'église a été élevée au rang de basilique en 1950 (un vitrail rappelle ce couronnement) ;

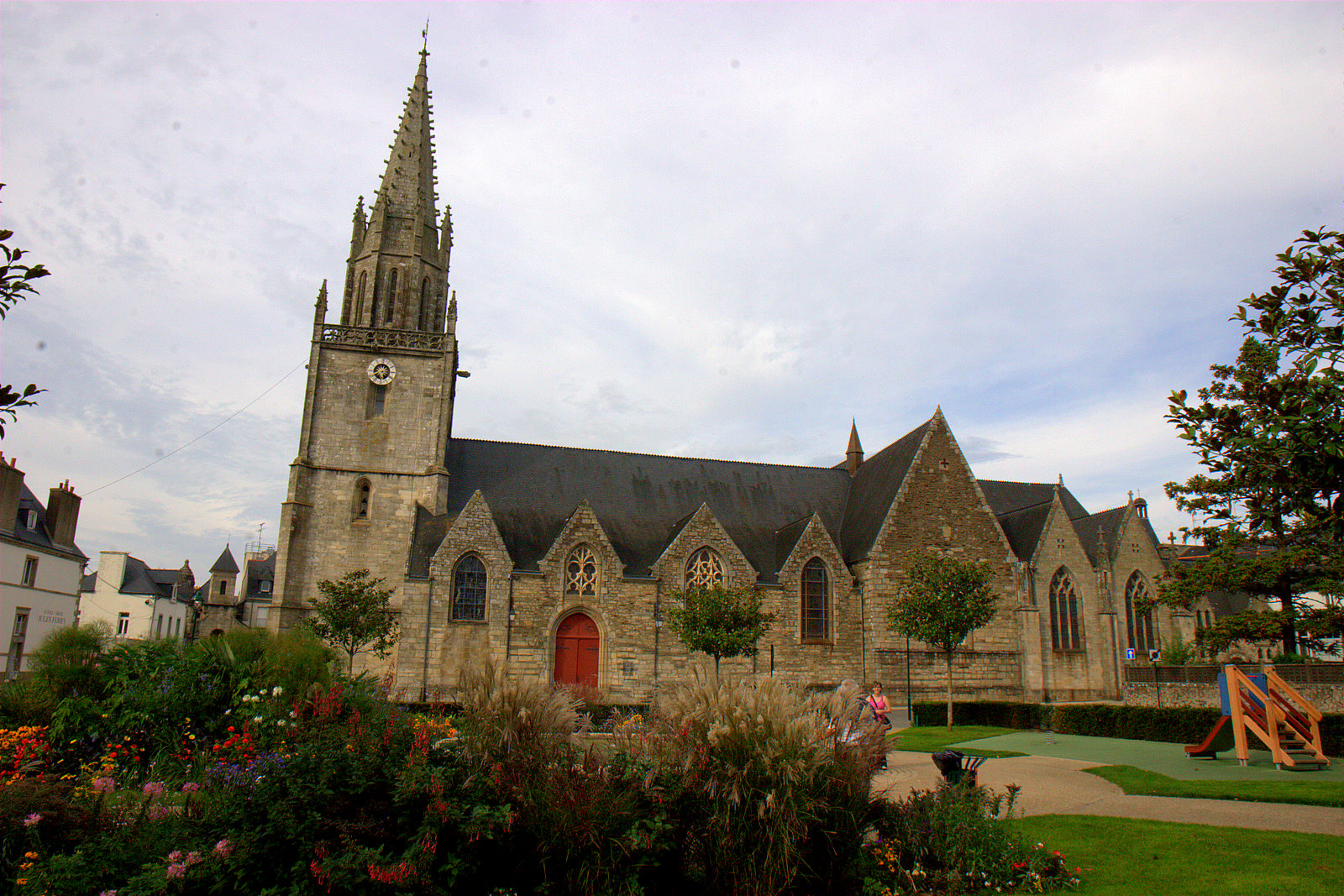
Basilique Notre-Dame-de-la-Joie : vue extérieure d'ensemble.
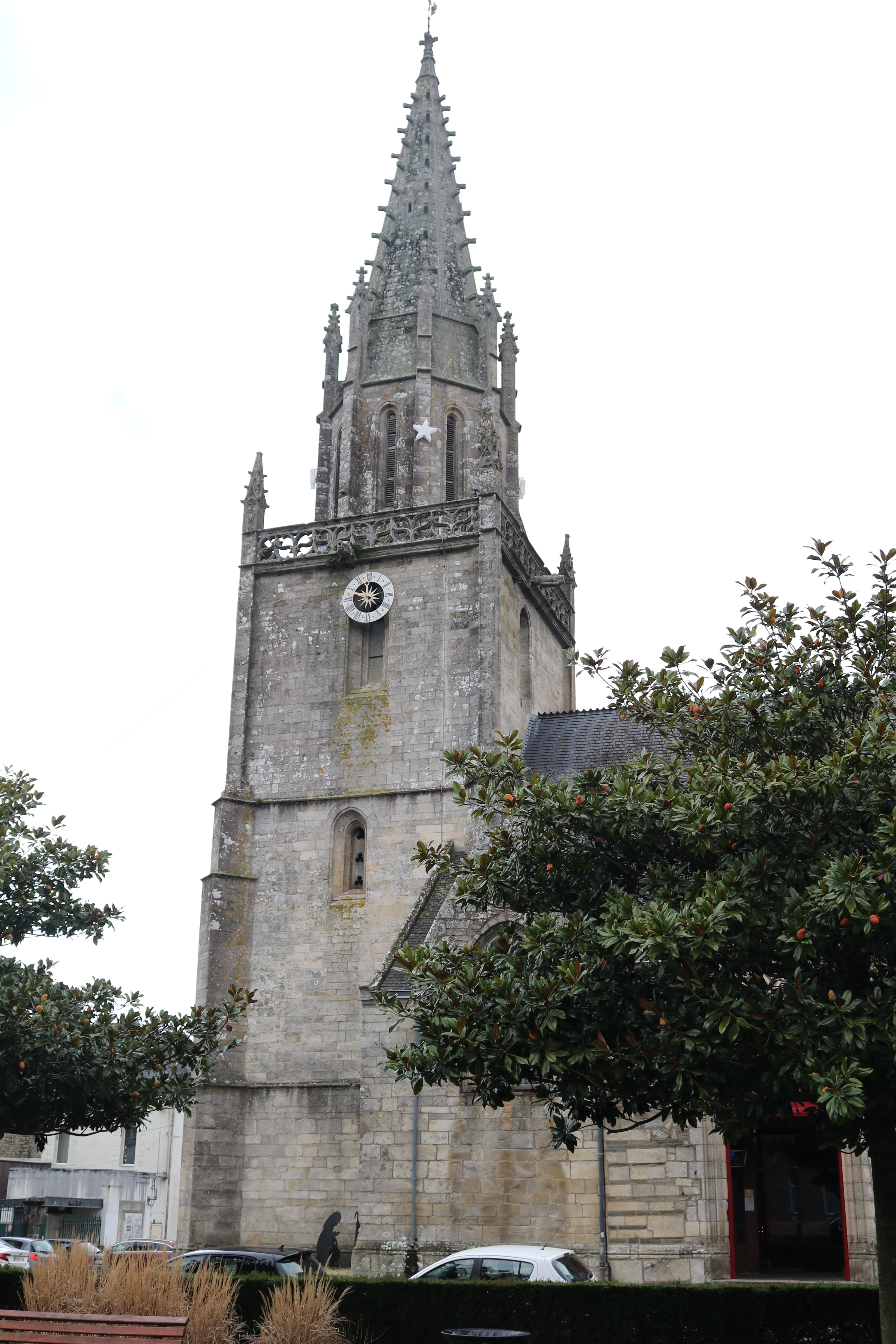
Basilique Notre-Dame-de-la-Joie : le clocher.
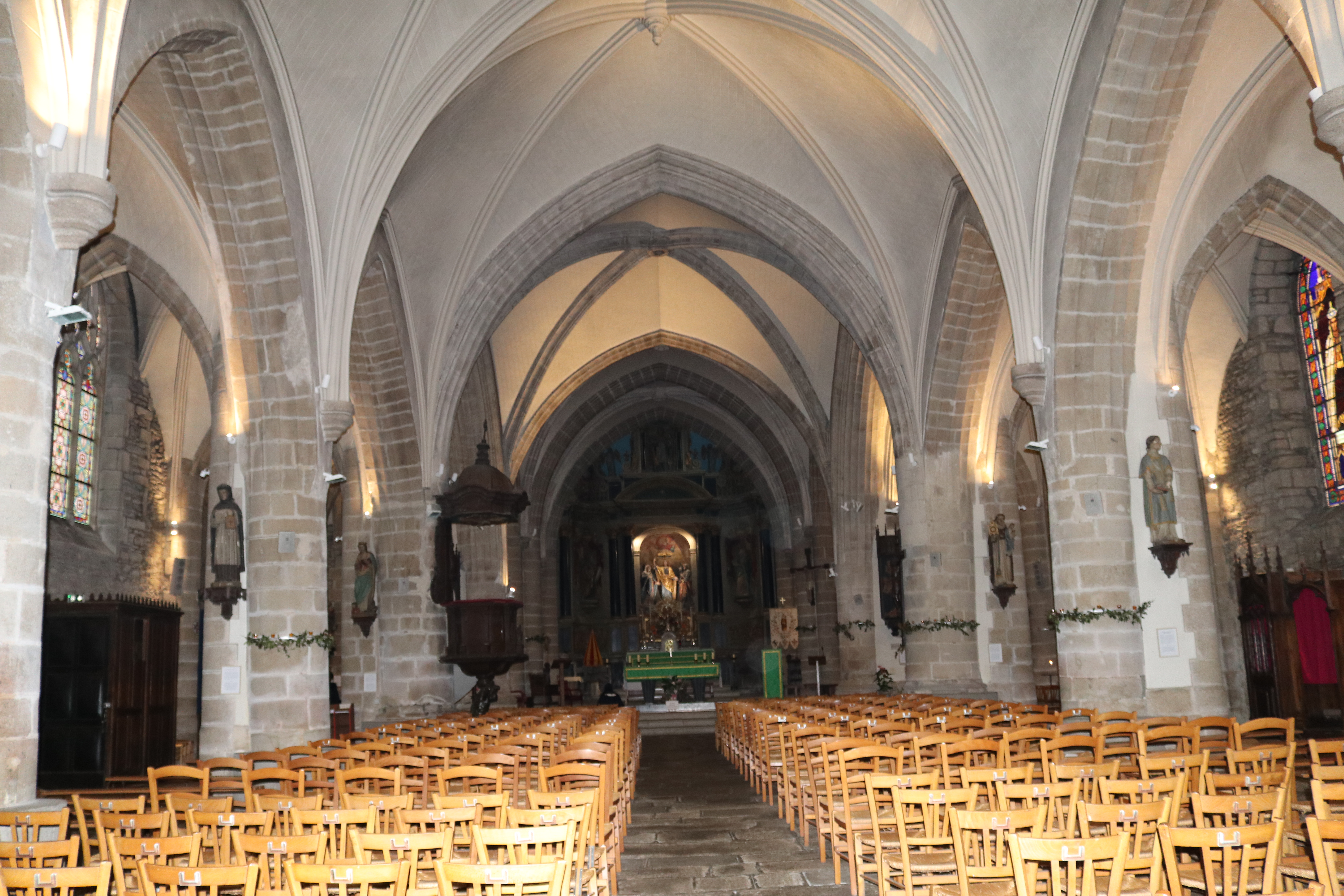
Basilique Notre-Dame-de-la-Joie : vue intérieure d'ensemble.
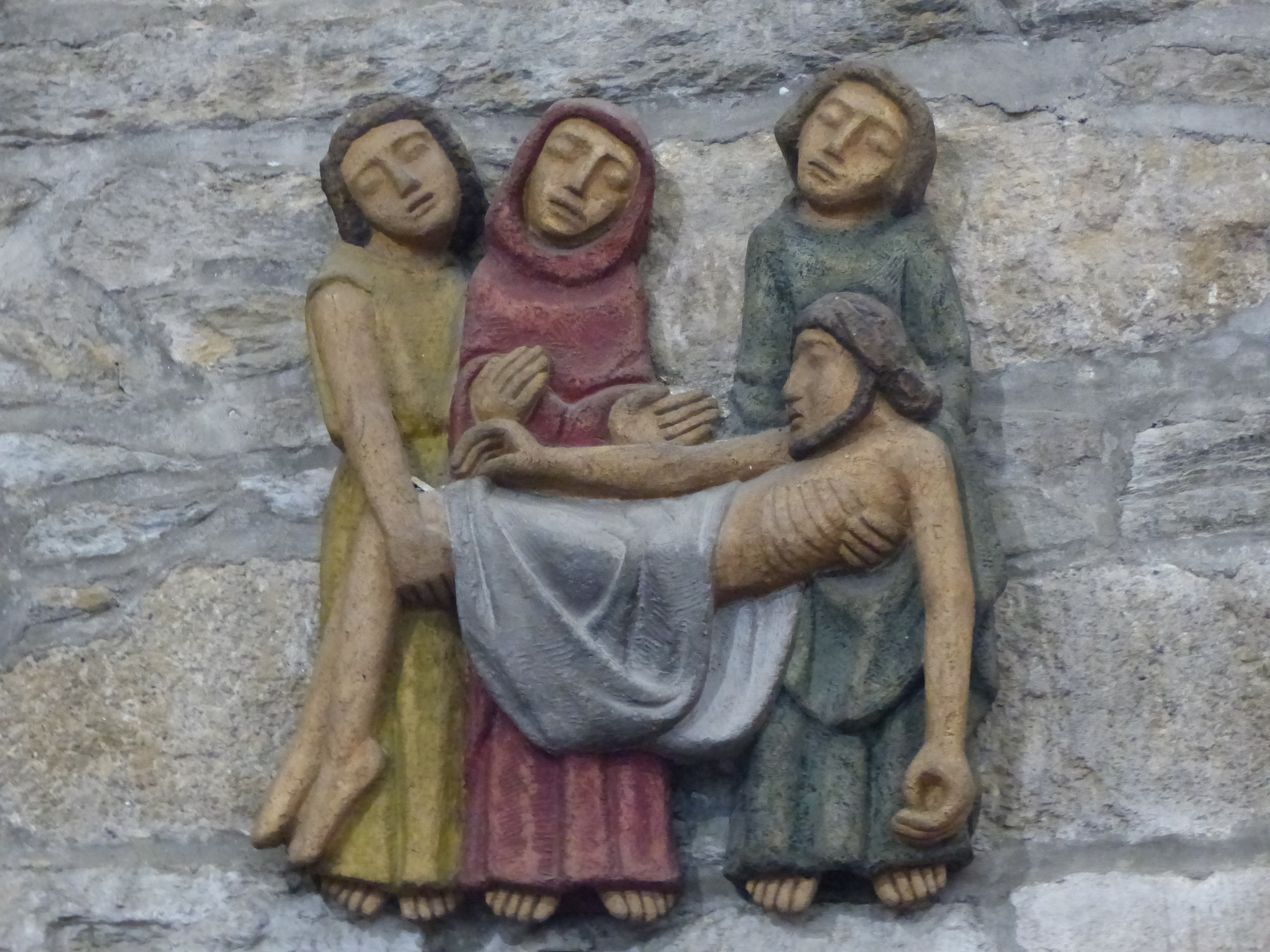
Basilique Notre-Dame-de-la-Joie : groupe statuaire "La Descente de Croix".
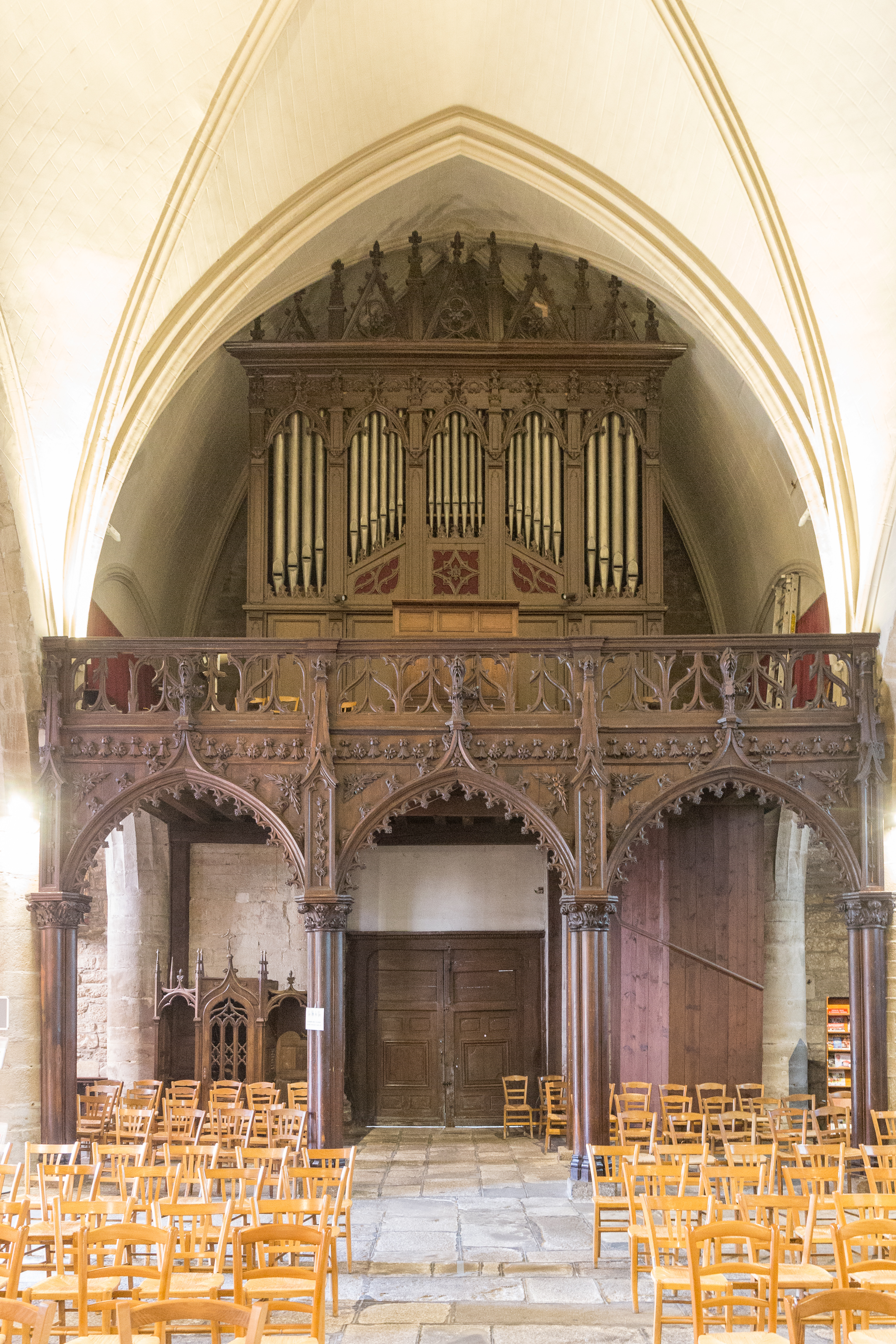
Basilique Notre-Dame-de-la-Joie : l'orgue Cavaillé-Coll.
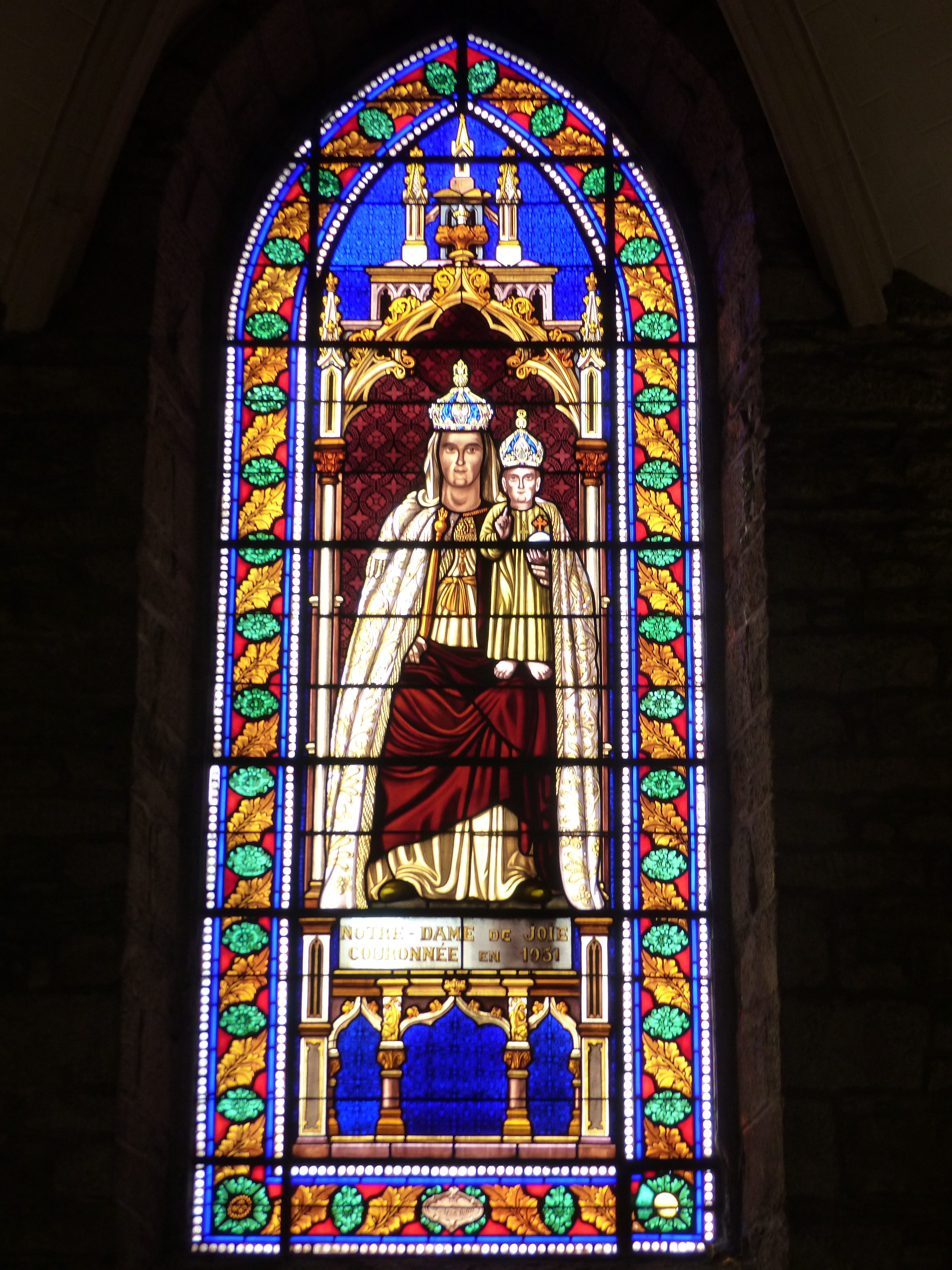
Basilique Notre-Dame-de-la-Joie : le vitrail du couronnement.

- la chapelle Saint-Ivy (sant Ivi en breton) ou de la Congrégation, à proximité de la basilique. Construite en 1770[154] par la corporation (congrégation) des artisans de la ville, elle a remplacé un précédent édifice bâti en 1672 (tombé en ruines) qui aurait été l'église paroissiale de Pontivy, supplanté vers la fin du XVe siècle par l'église Notre-Dame-de-la-Joie de Pontivy. La chapelle offre une façade en pierre de taille ayant fait appel au granite porphyroïde du batholite de Pontivy[38]. Selon la tradition, c'est sur ce site que saint Ivy aurait établi son oratoire à la fin du VIIe siècle. La chapelle a été restaurée de 1984 à 1989 ;

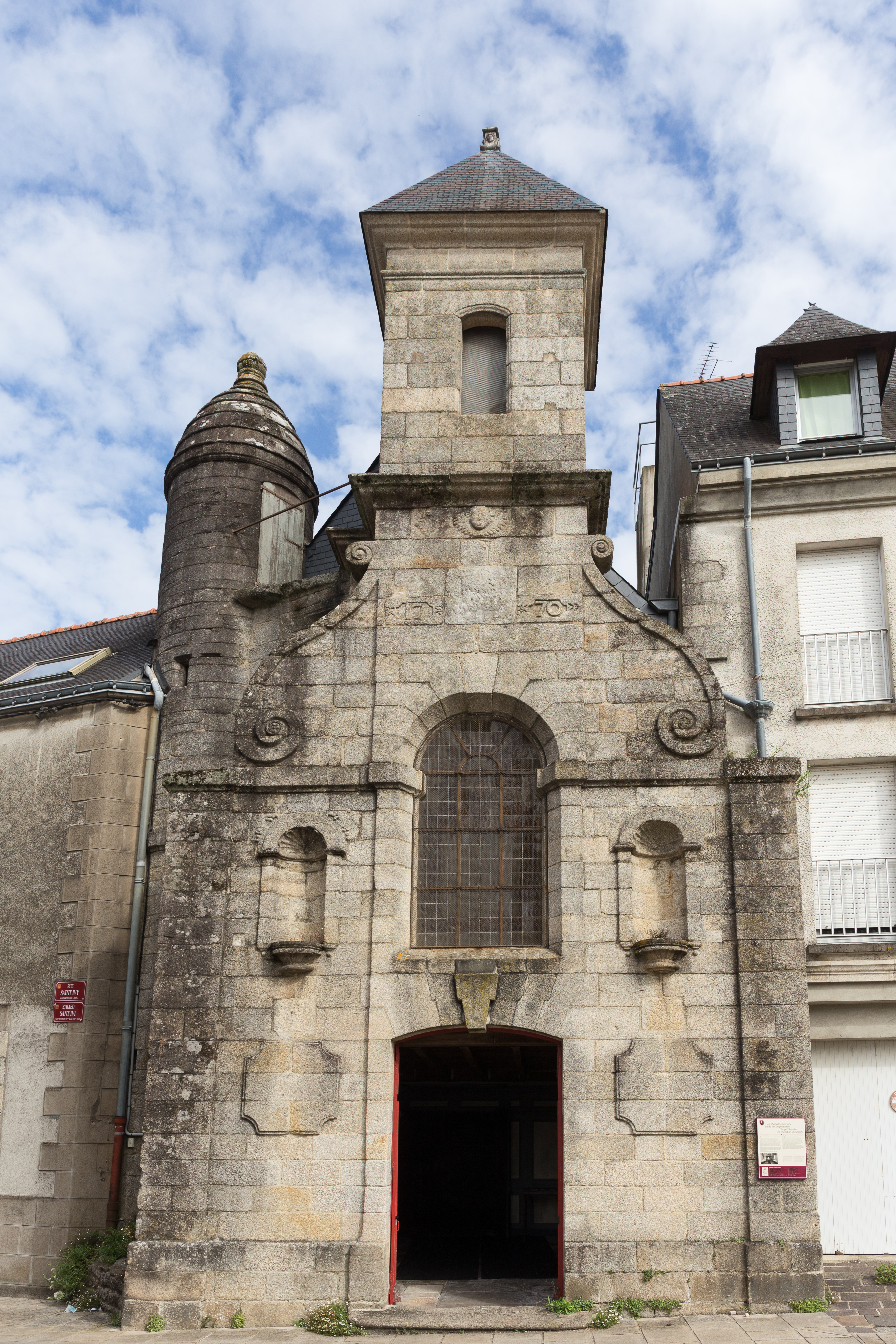
Chapelle Saint-Ivy de la Congrégation : façade extérieure.
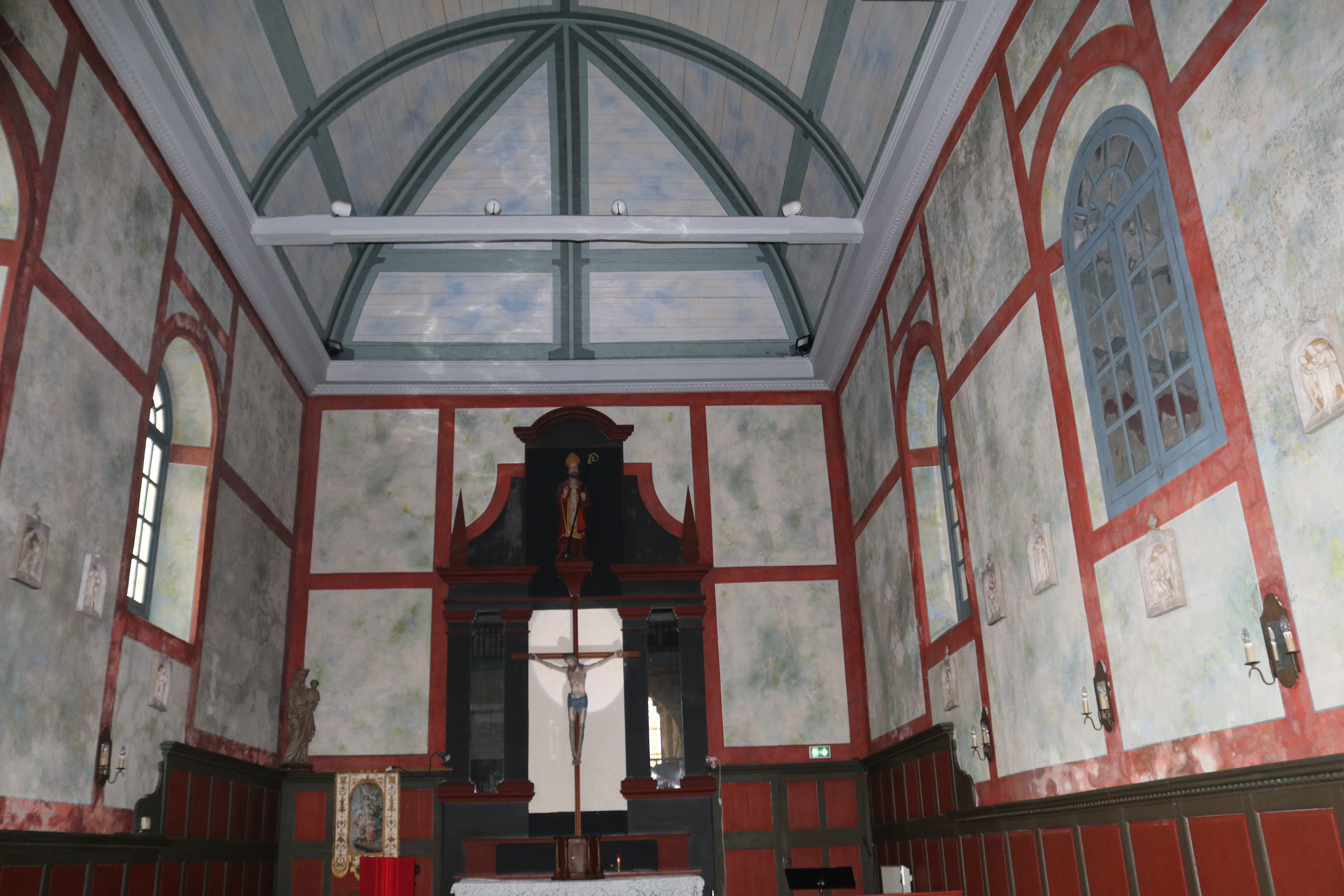
Chapelle Saint-Ivy de la Congrégation : vue intérieure d'ensemble.
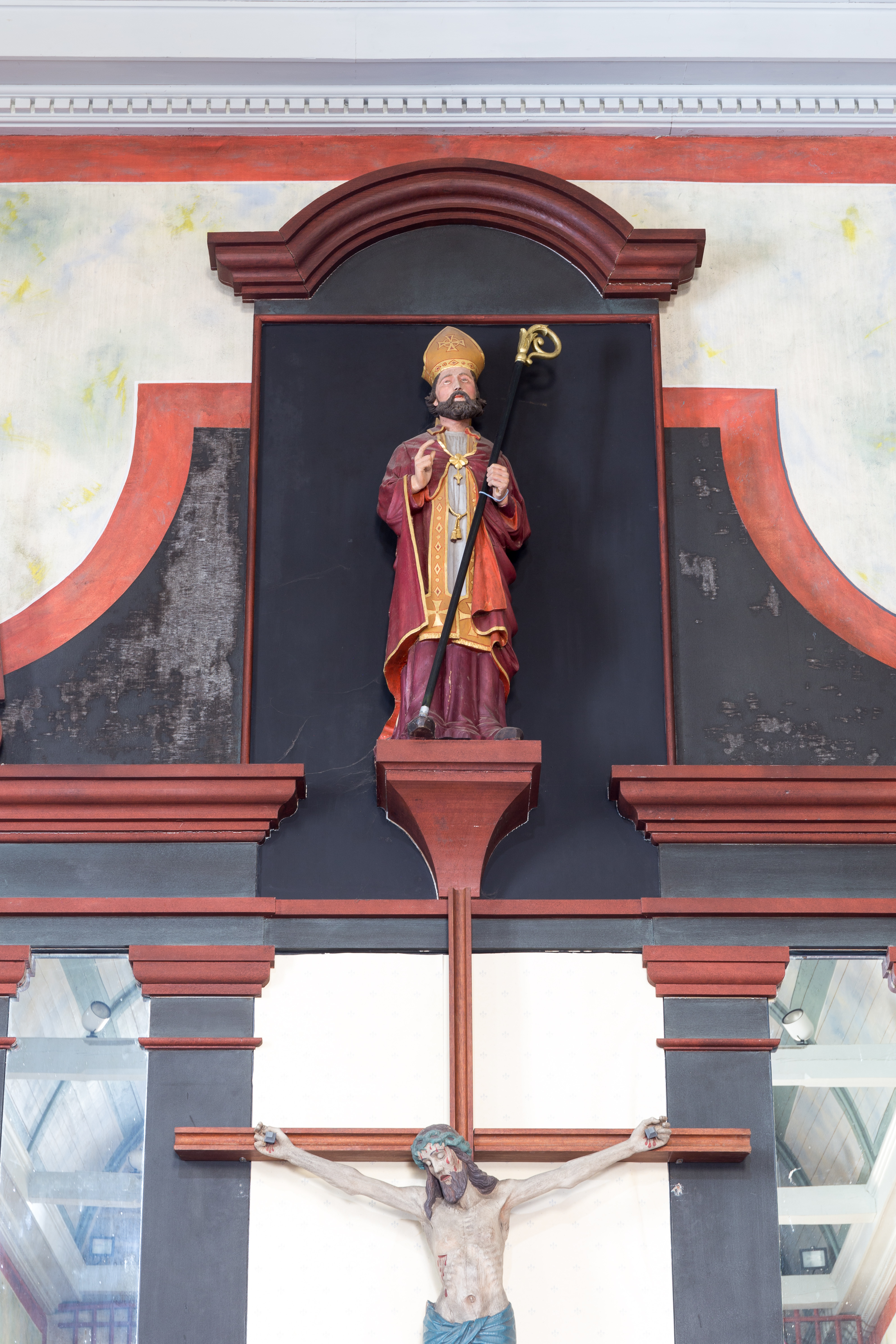
Chapelle Saint-Ivy de la Congrégation : statue de saint Ivy.
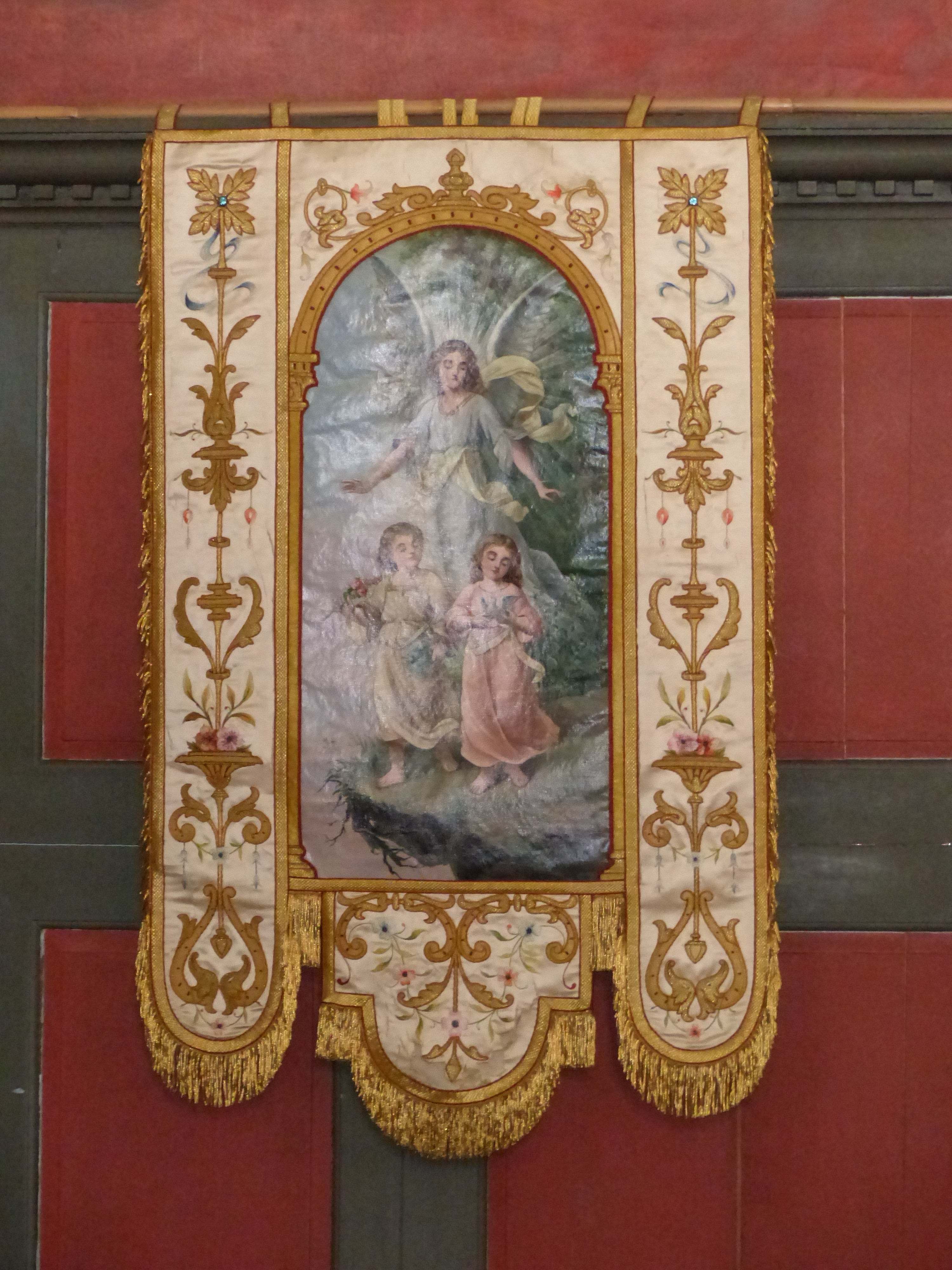
Chapelle Saint-Ivy de la Congrégation : bannière de procession.

- l'église Saint-Joseph, construite au XIXe siècle en néo-gothique, financée par un don personnel de Napoléon III ; la somme n'ayant pas suffi, l'église est partiellement inachevée (le clocher manque, des piliers n'ont pas de décor, de simples vitraux neutres ont été mis en place) ; de magnifiques vitraux contemporains remplacent désormais les vitraux neutres ;

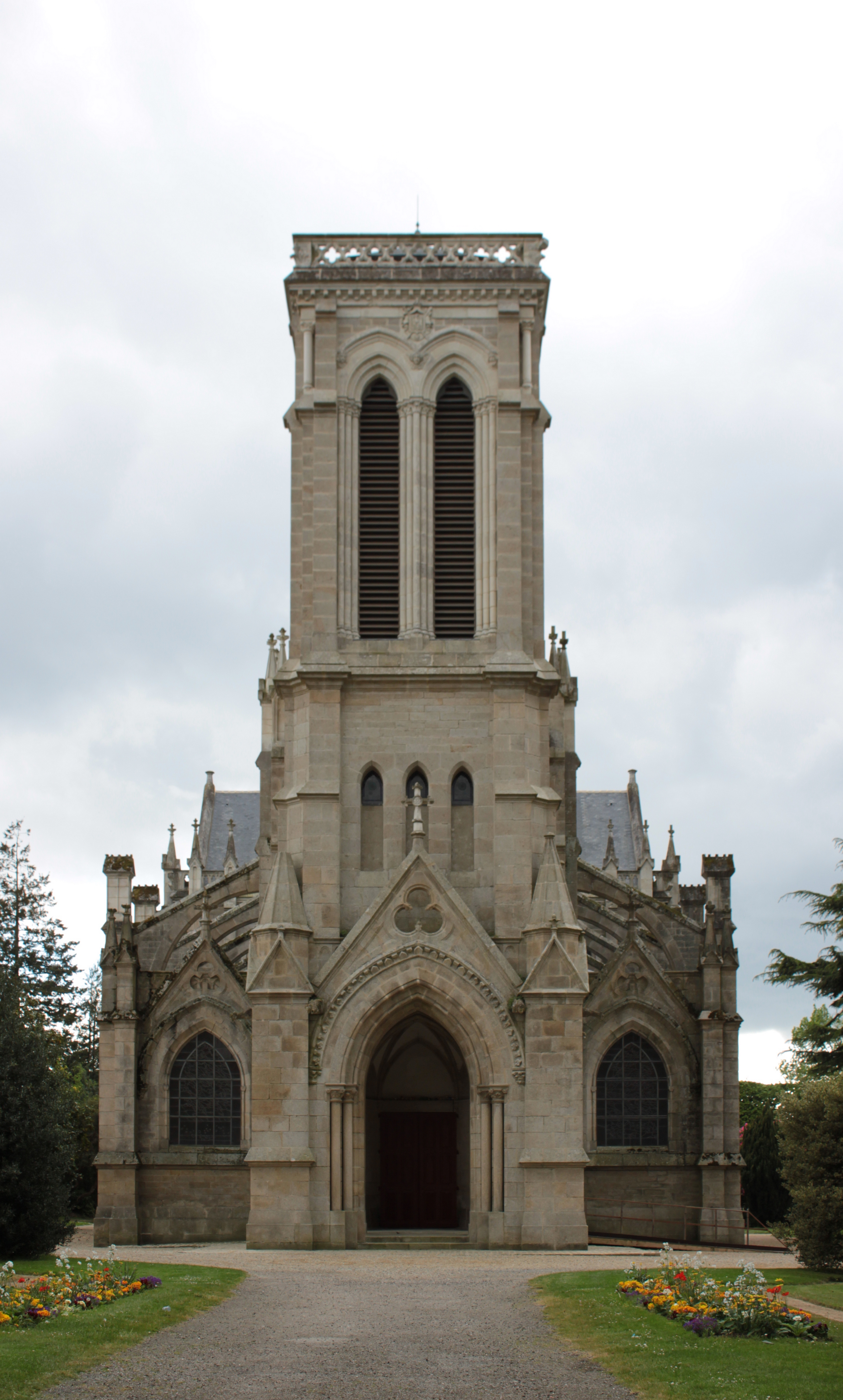
Église Saint-Joseph : la façade principale.
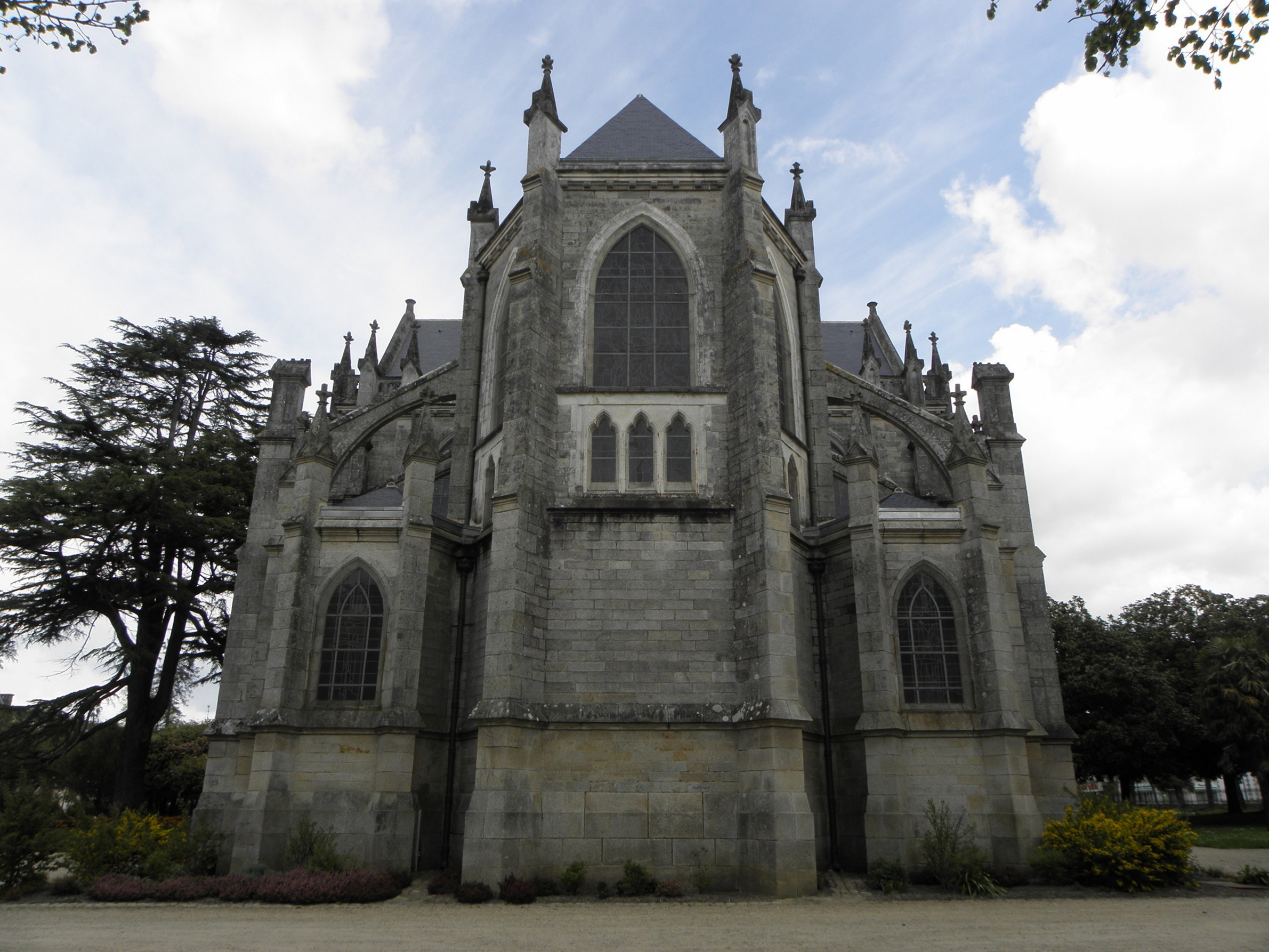
Église Saint-Joseph : le chevet.

- l'église Saint-Mériadec (sant Meriadeg en breton) à Stival (peintures murales du XVIe siècle), classée MH[155] ; l'église possède aussi deux retables (retable de la Résurrection et retable du Rosaire) et des voûtes peintes.
  - Dans la chapelle de Stival, une fresque du XVe siècle donne le mode d'emploi de l'objet qu'elle garde avec ferveur : une clochette en cuivre appelée le bonnet de saint Mériadec. On secoue la cloche au-dessus de la tête du fidèle pour le guérir de sa surdité ou améliorer l'audition.

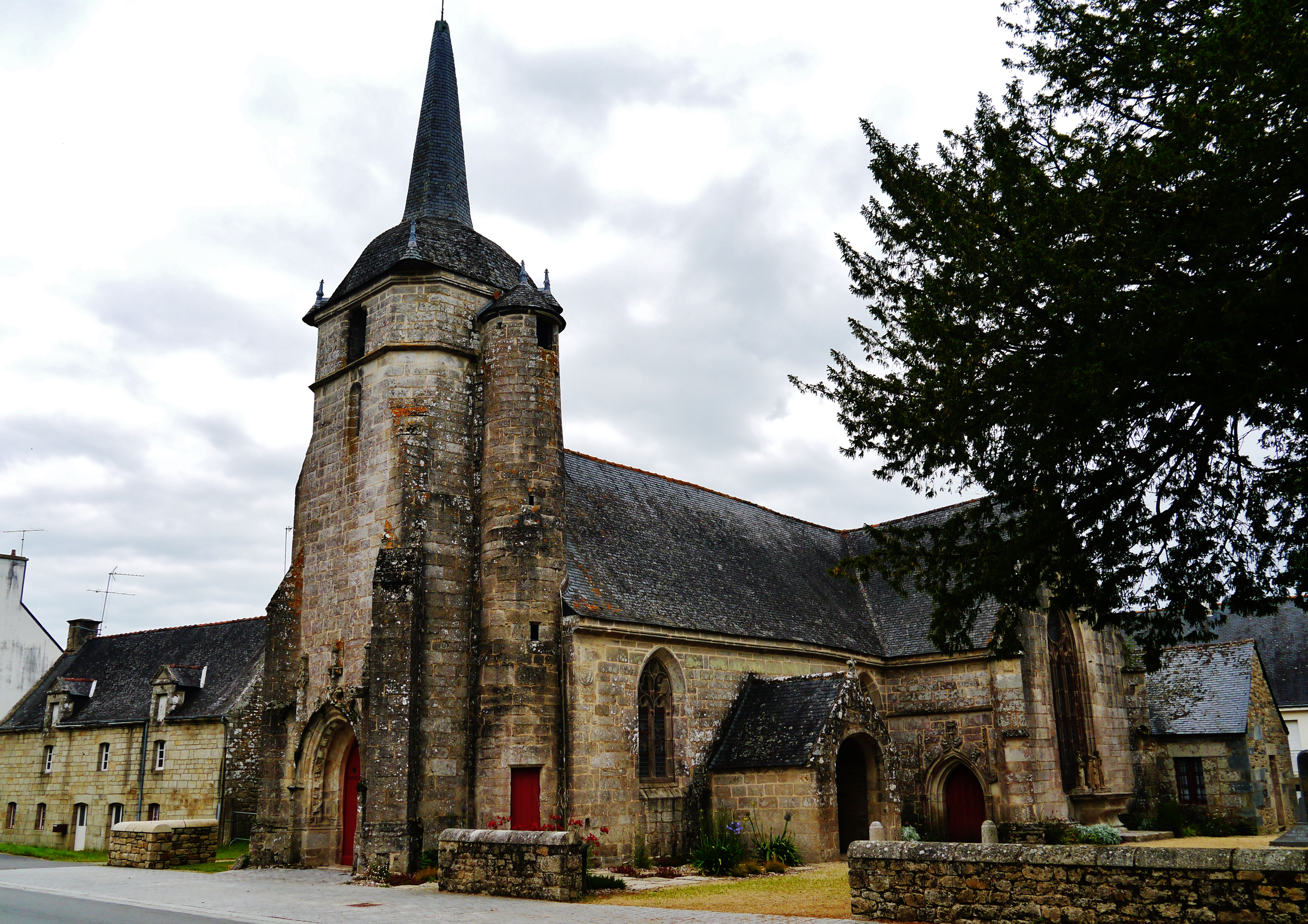
Église Saint-Mériadec : vue extérieure, façade sud.
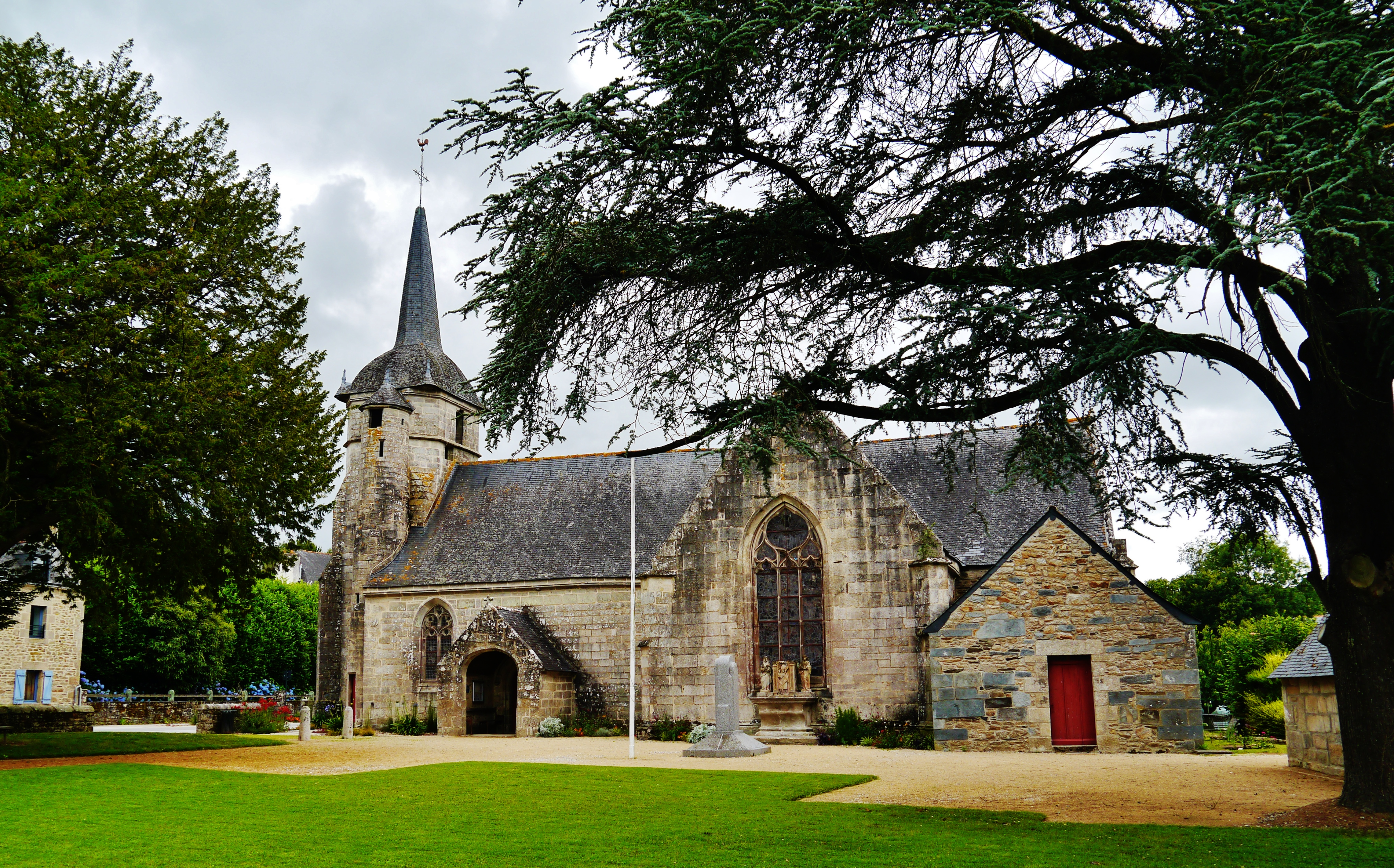
Église Saint-Mériadec : vue extérieure, côté sud.
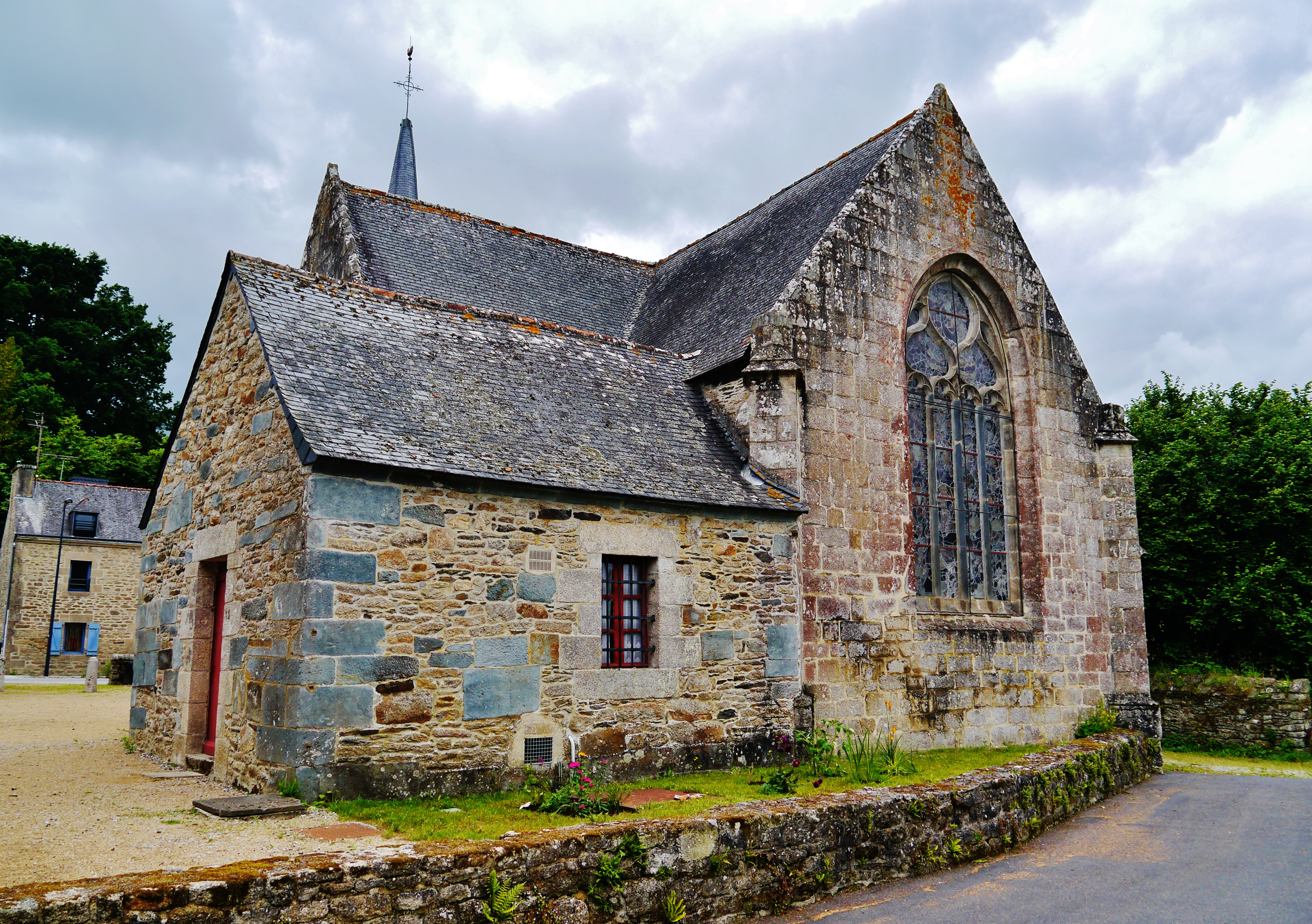
Église Saint-Mériadec : vue extérieure, le chœur.
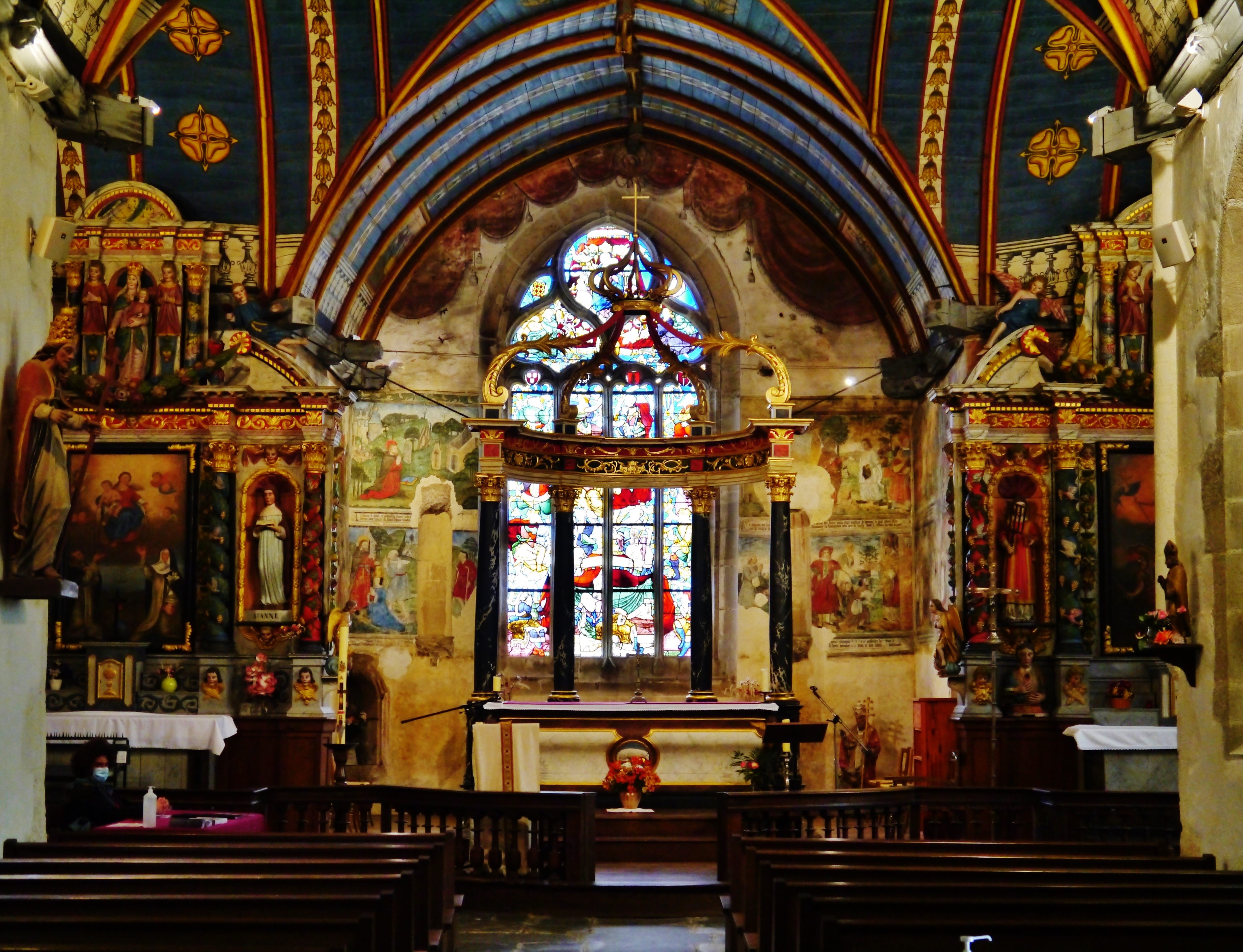
Église Saint-Mériadec : vue intérieure, le chœur.
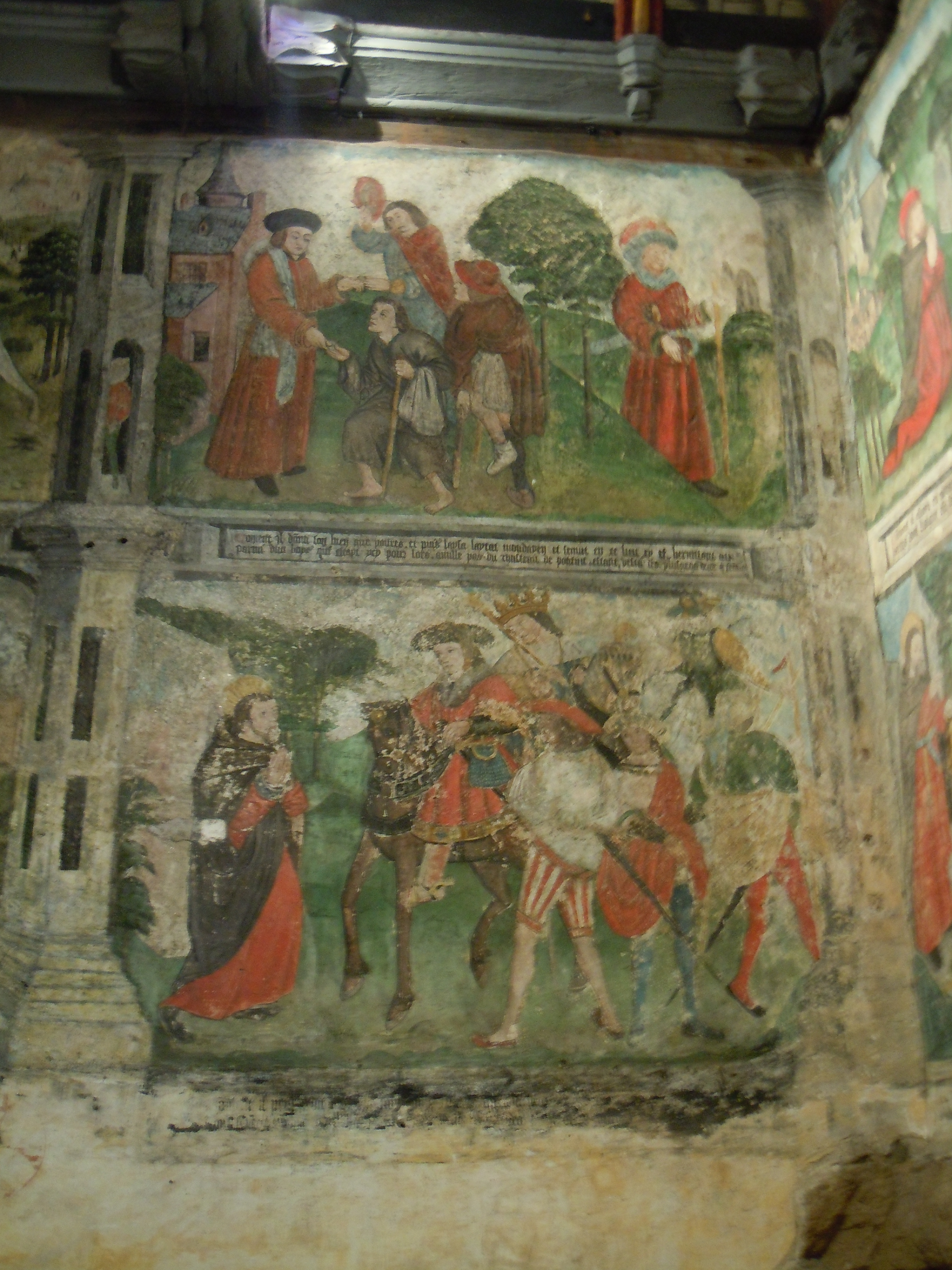
Église Saint-Mériadec : vue intérieure, fresques racontant la vie légendaire de saint Mériadec.
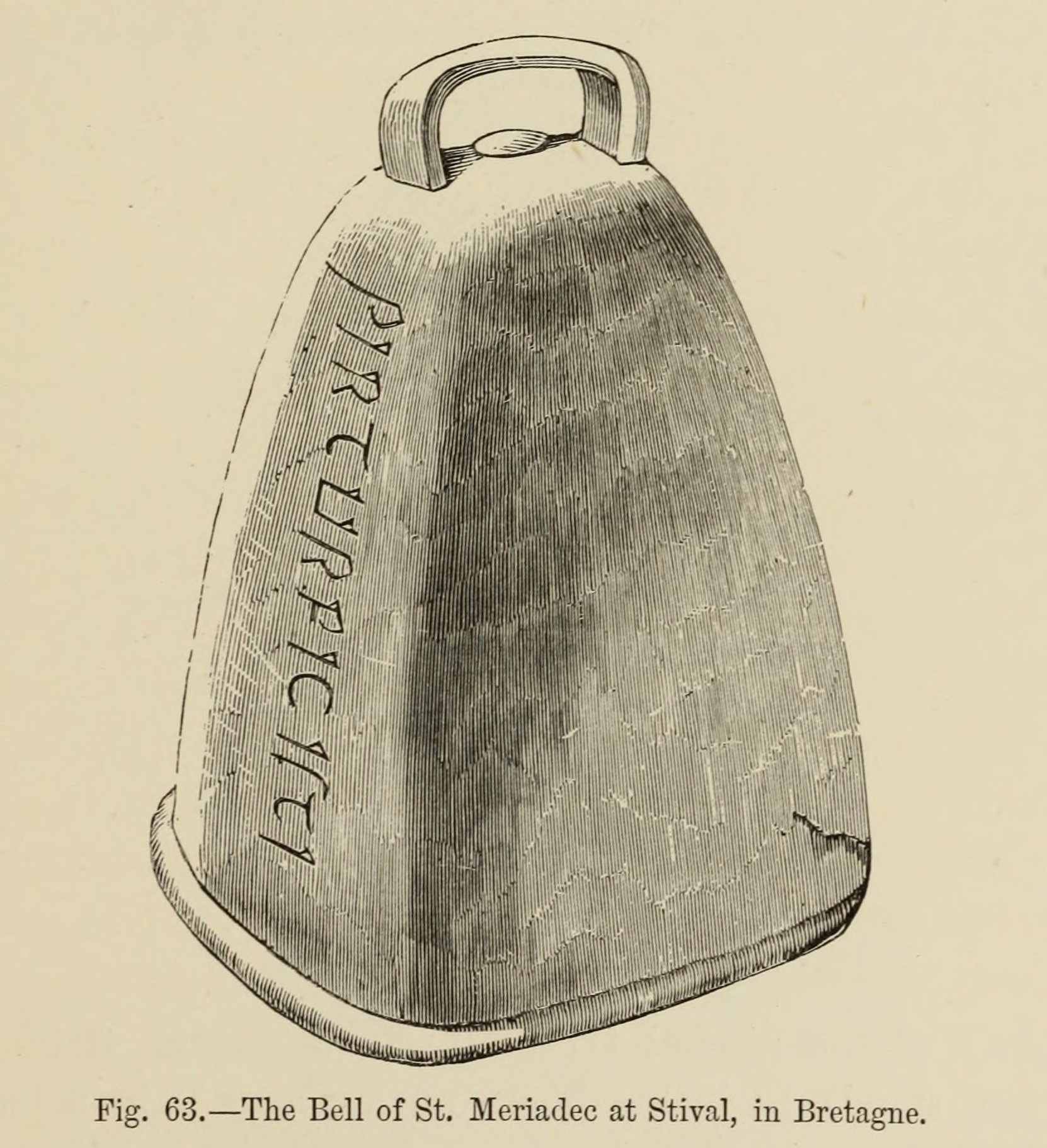
Église Saint-Mériadec : clochette en cuivre appelée le "bonnet de saint Mériadec".

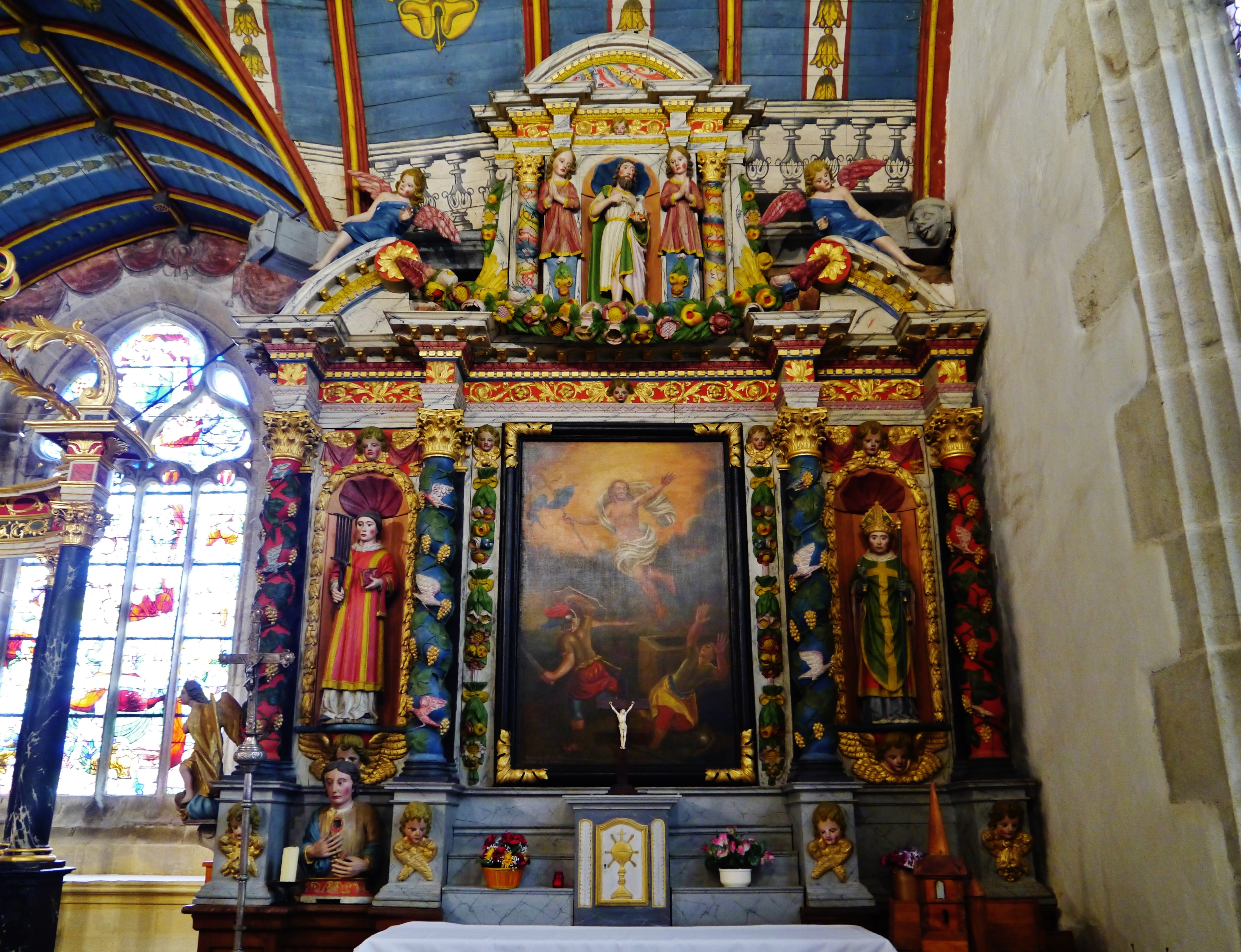
Retable de la Résurrection : vue d'ensemble.
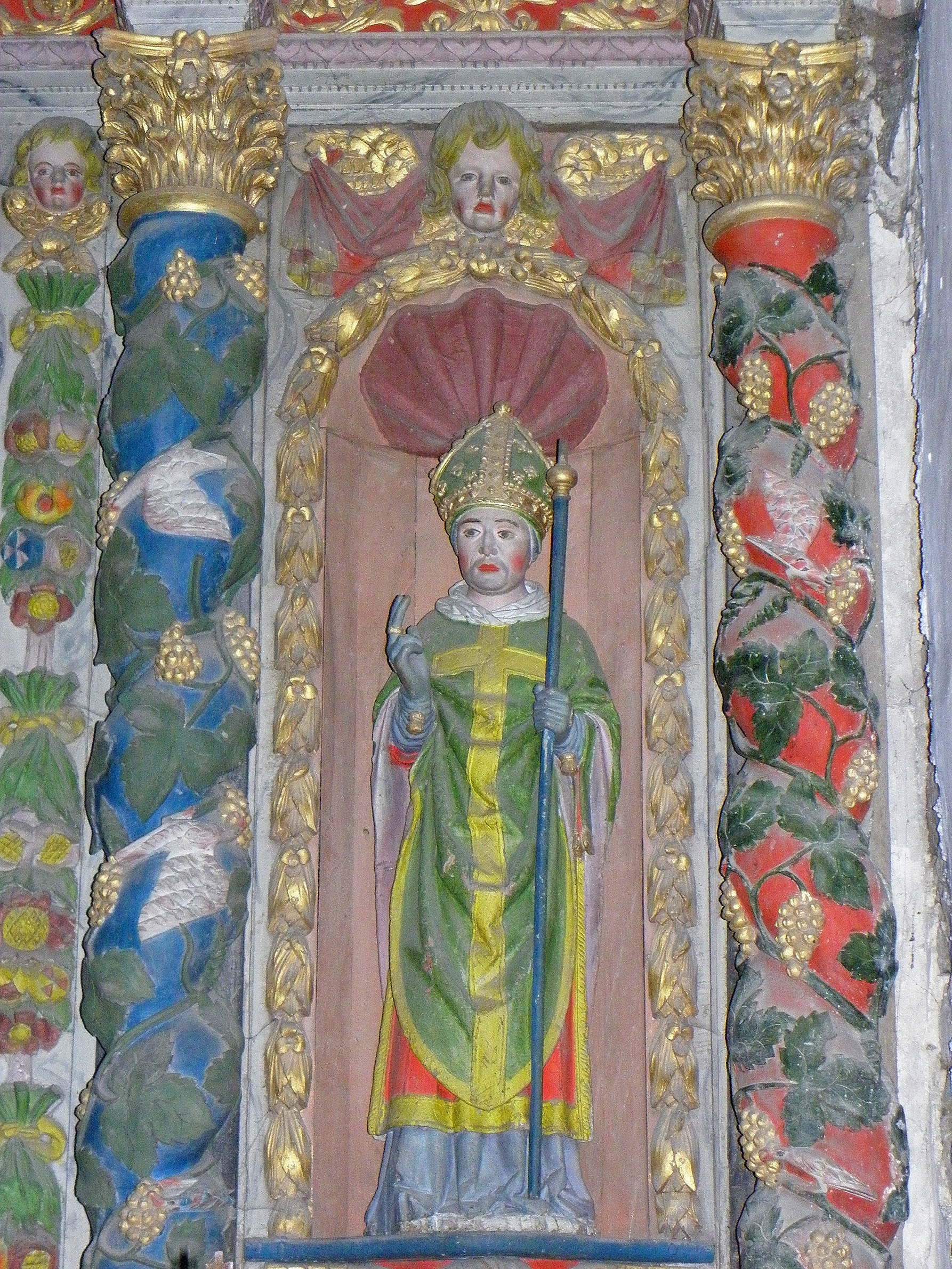
Retable de la Résurrection : statue de saint Mériadec.
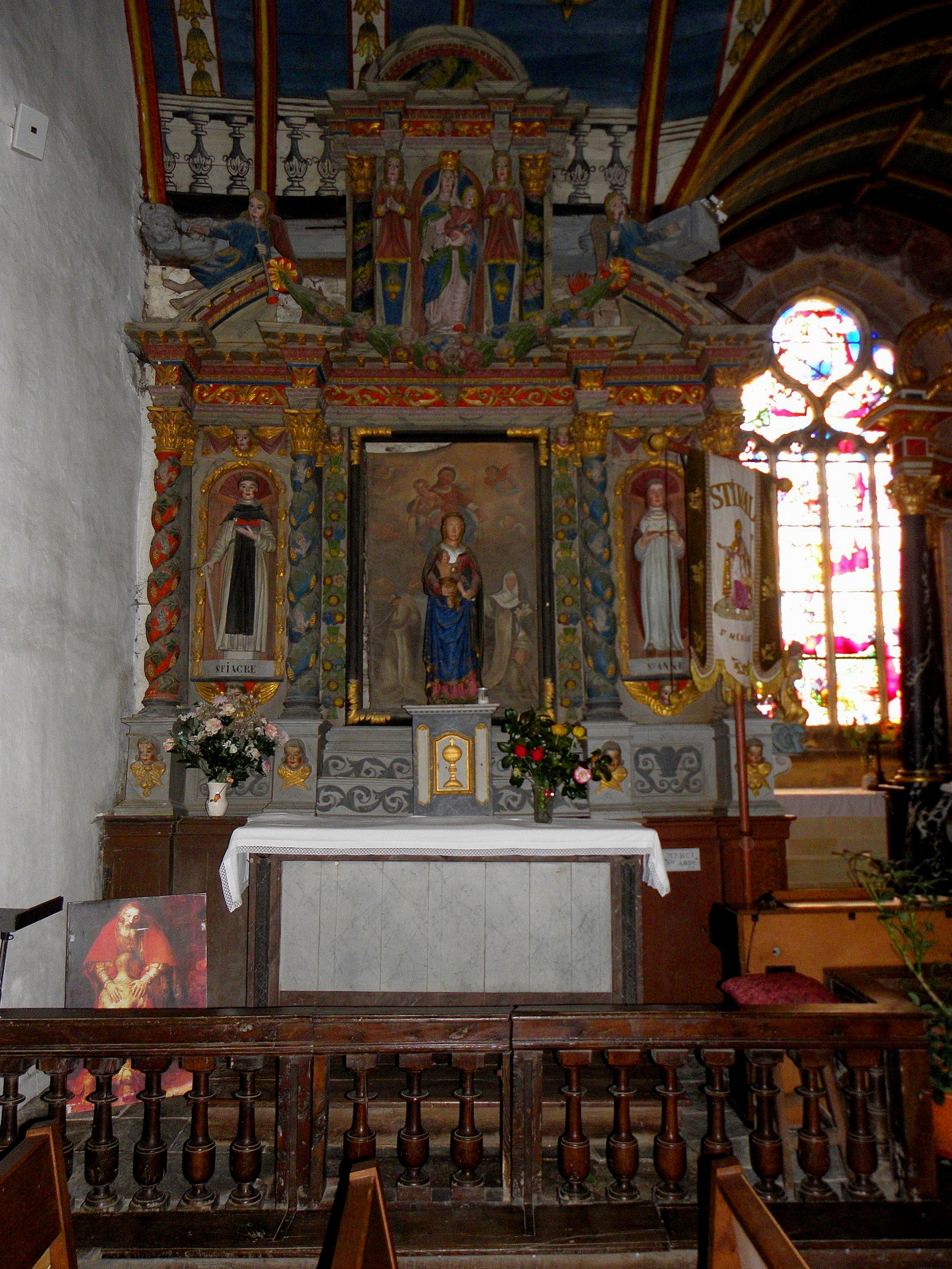
Retable du Rosaire : vue d'ensemble.
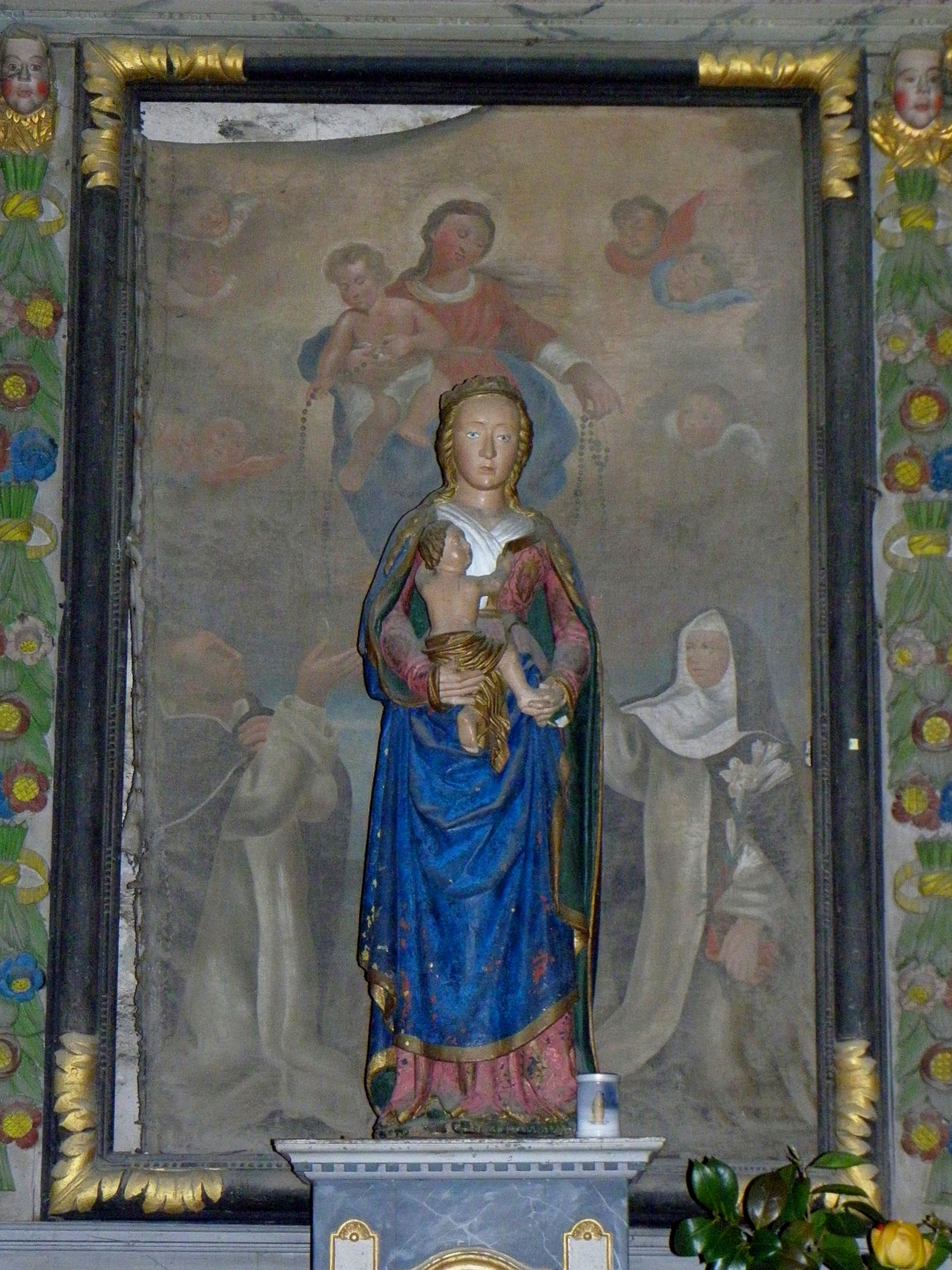
Retable du Rosaire : statue de la Vierge allaitante.
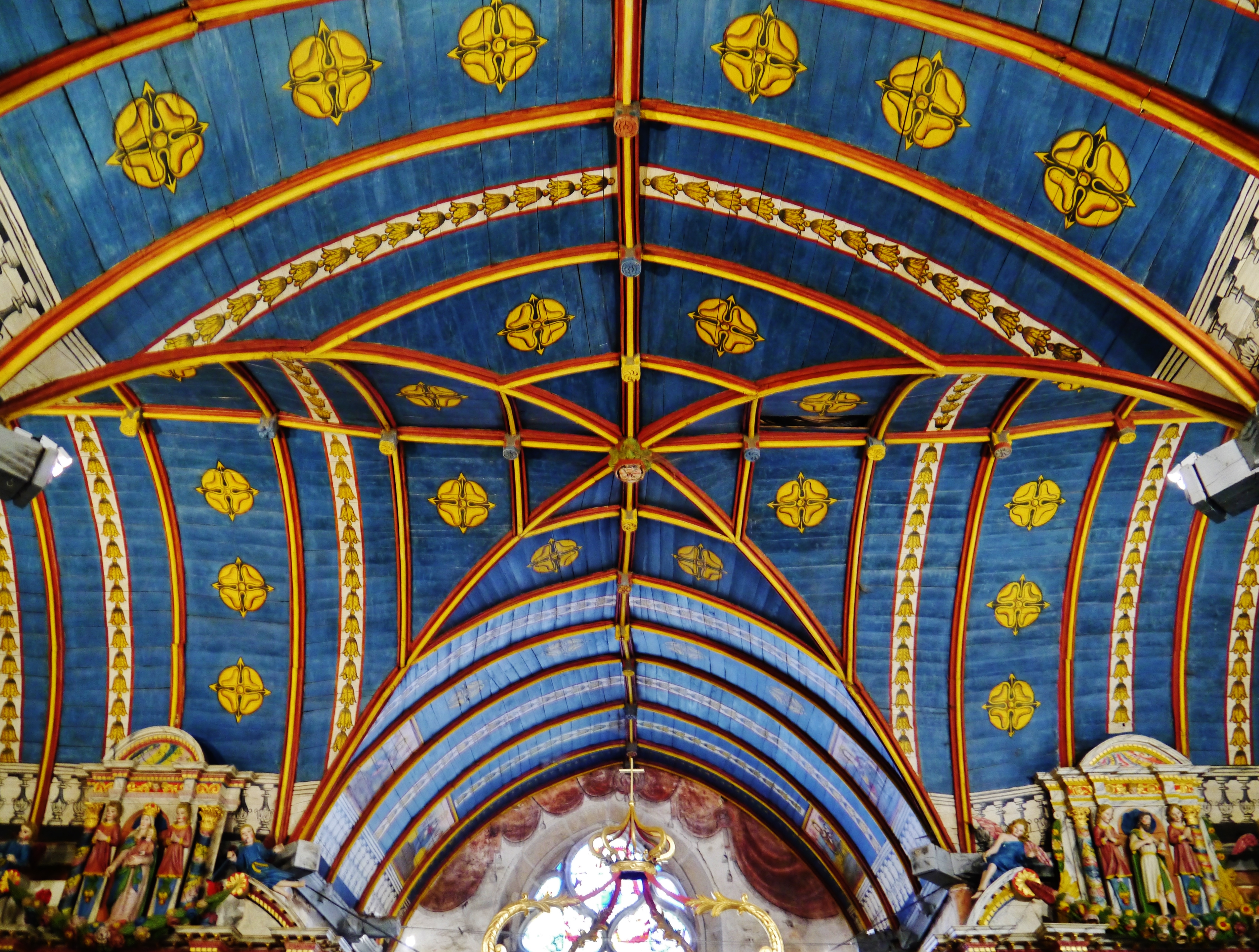
Voûtes de l'église Saint-Mariadec : croisée de voûte.
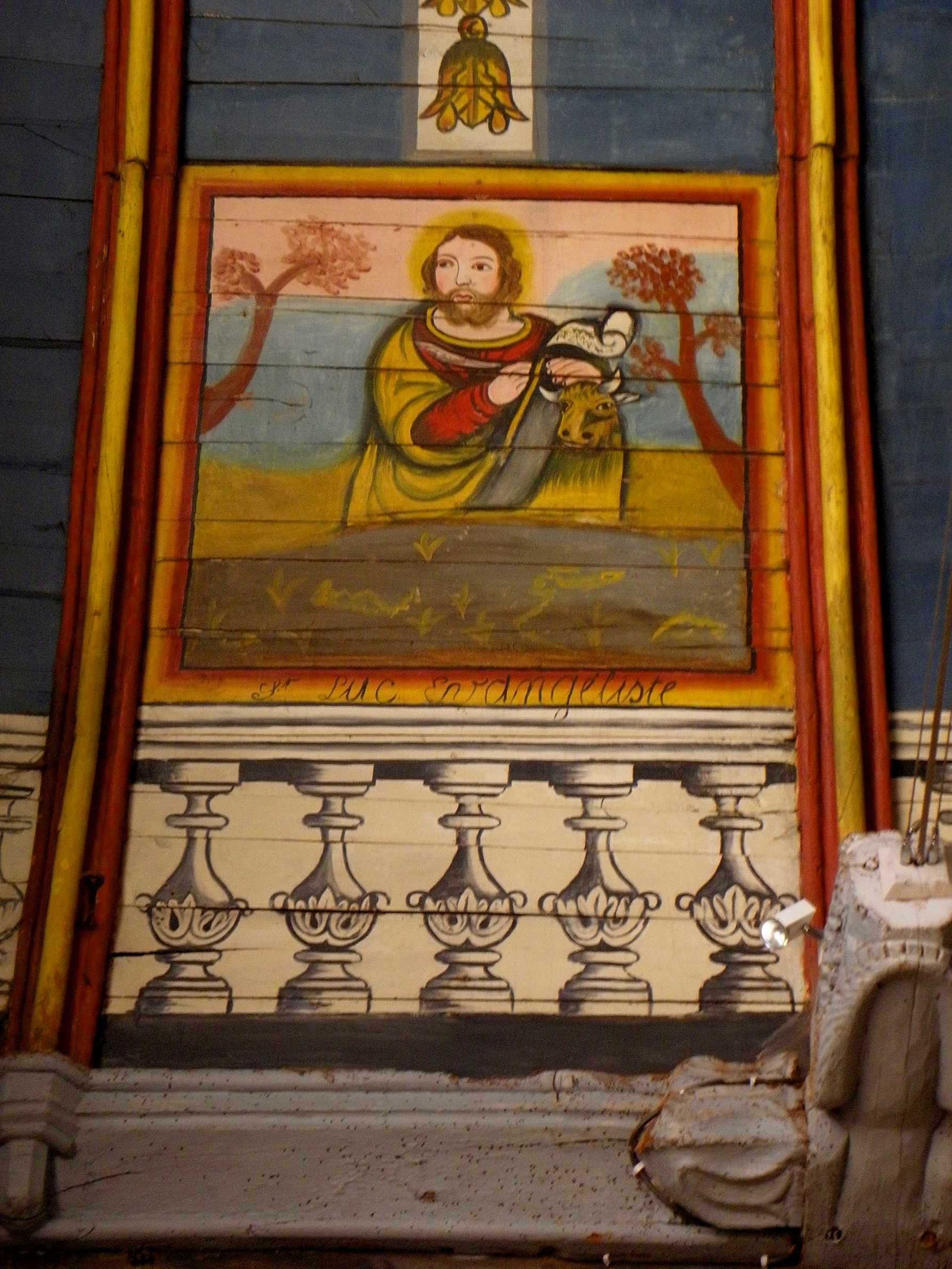
Voûtes de l'église Saint-Mariadec : statue de saint Luc.

- la chapelle Sainte-Tréphine (santez Trifin en breton) : beau plafond peint en style naïf racontant l'histoire de la sainte, classée MH[156] ;

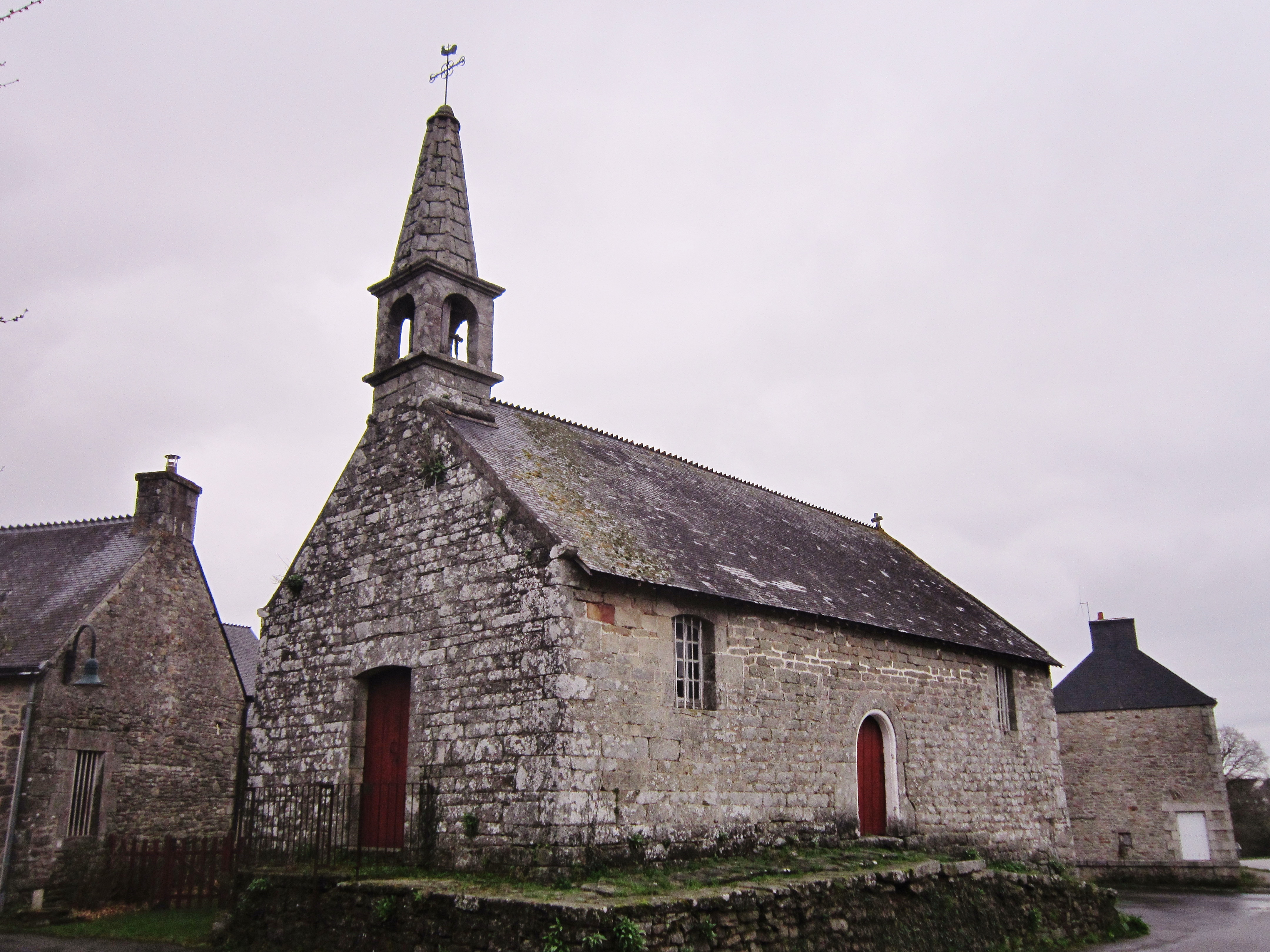
Chapelle Sainte-Tréphine : vue extérieure d'ensemble.
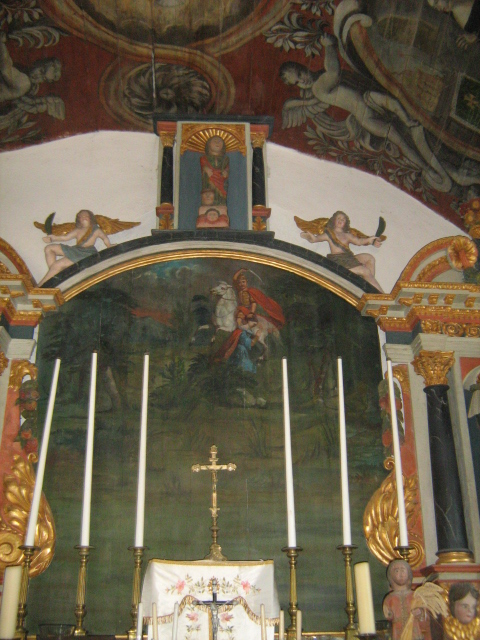
Chapelle Sainte-Théphine : vue intérieure.
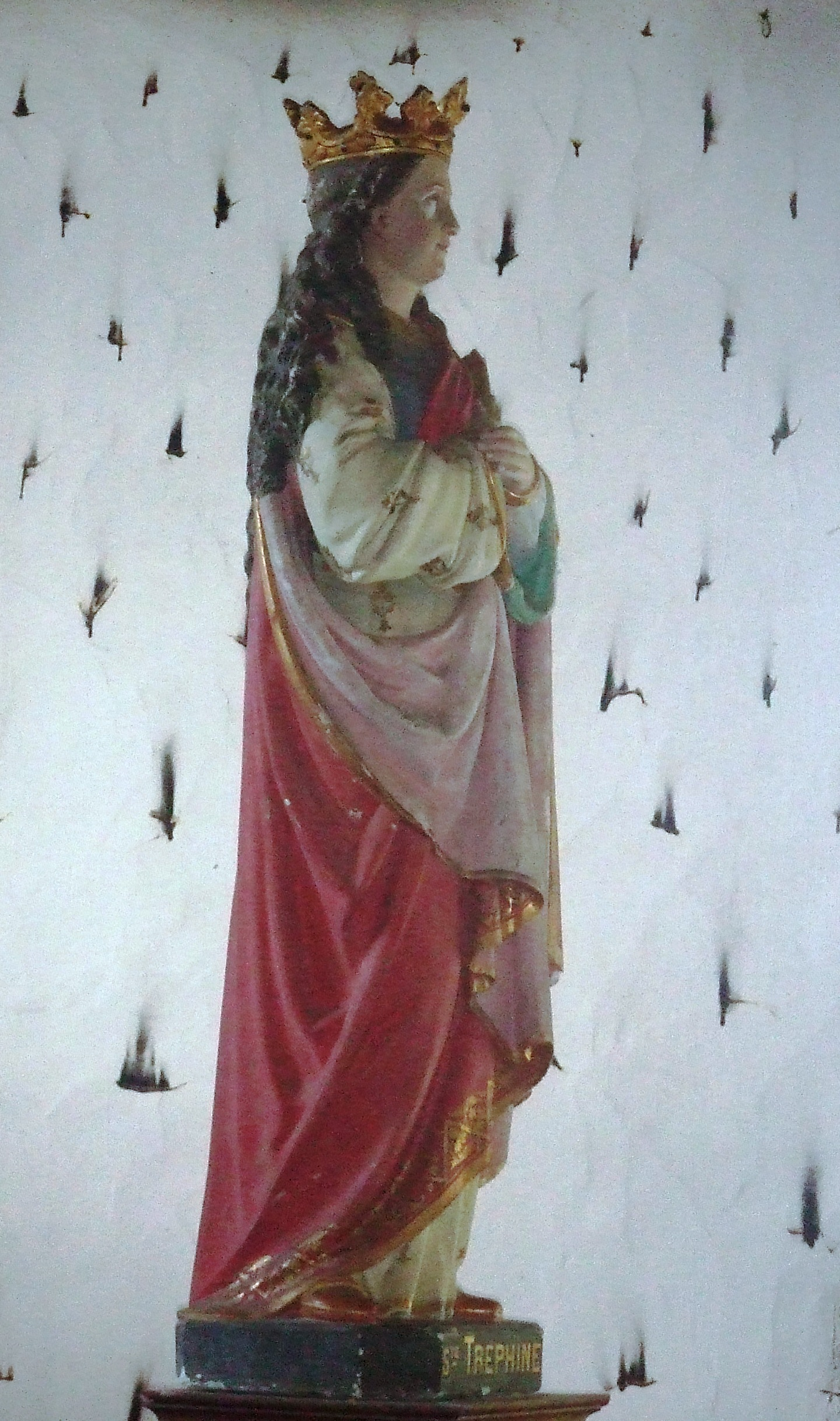
Chapelle Sainte-Théphine : statue de sainte Tréphine.

- la chapelle de la Houssaye : retable en pierre peinte (la Passion du Christ), inscrite MH[157] ;

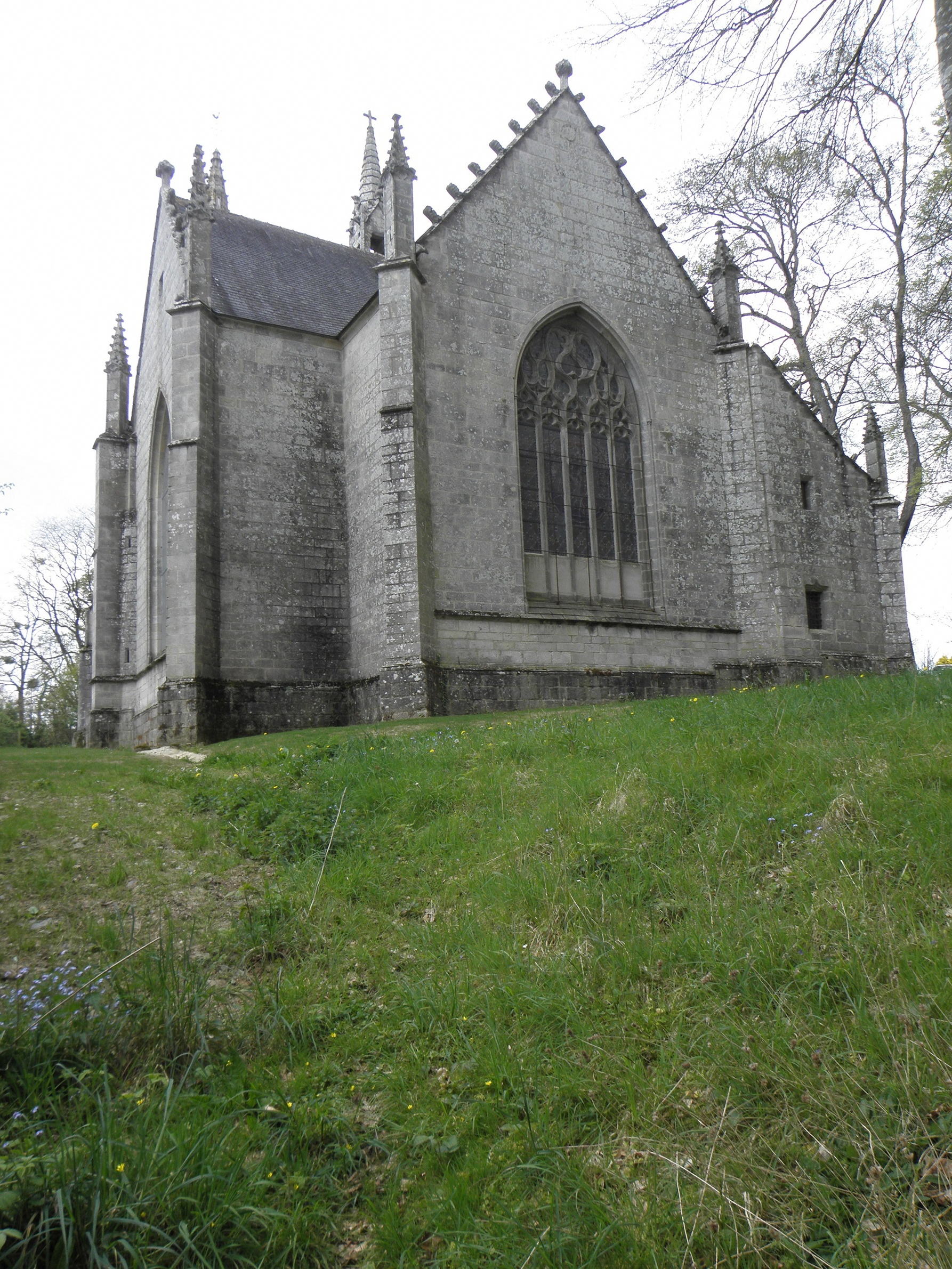
Chapelle de la Houssaye : vue extérieure d'ensemble.
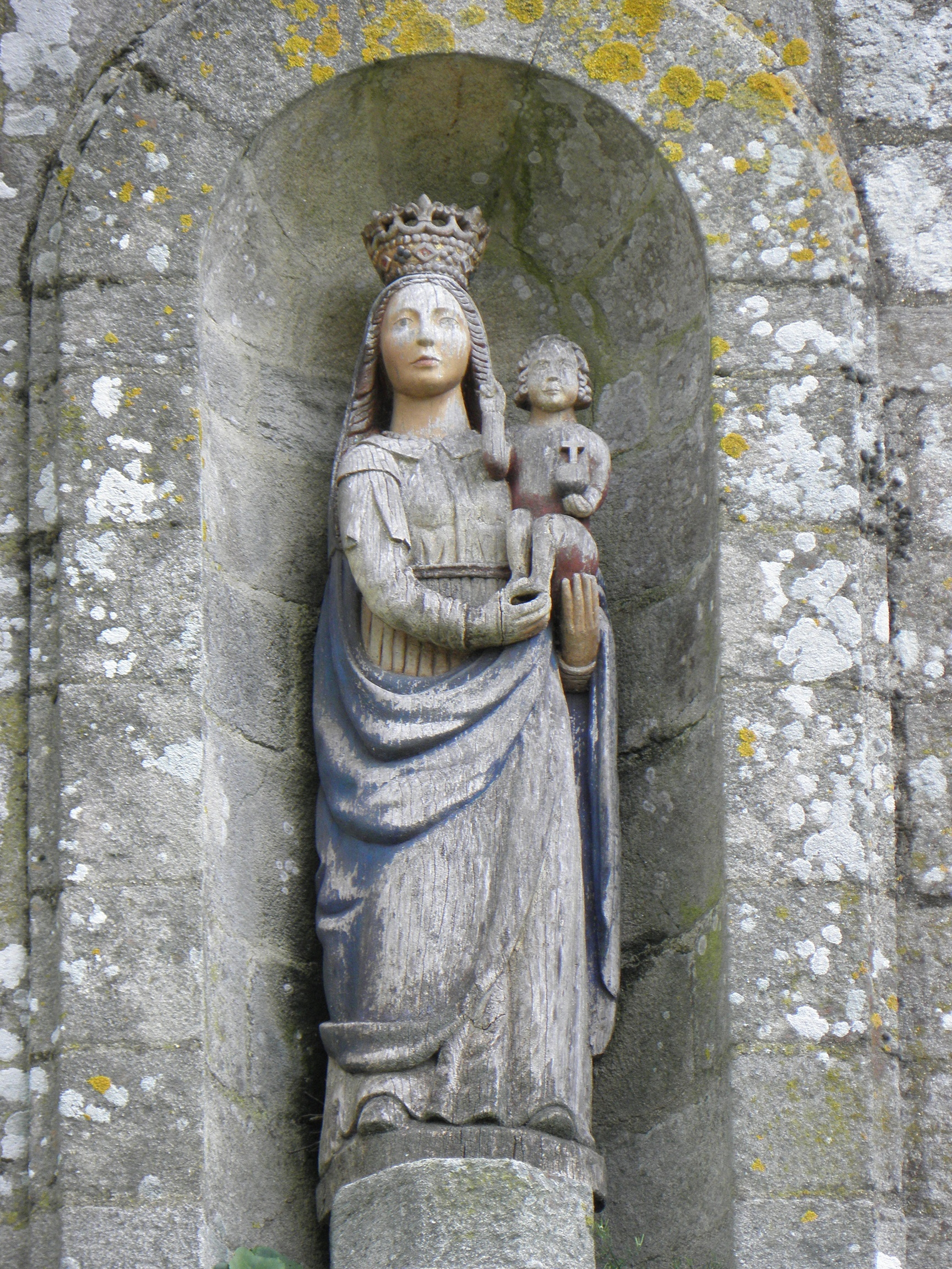
Chapelle de la Houssaye : Vierge à l'Enfant ornant la niche occidentale du clocher.
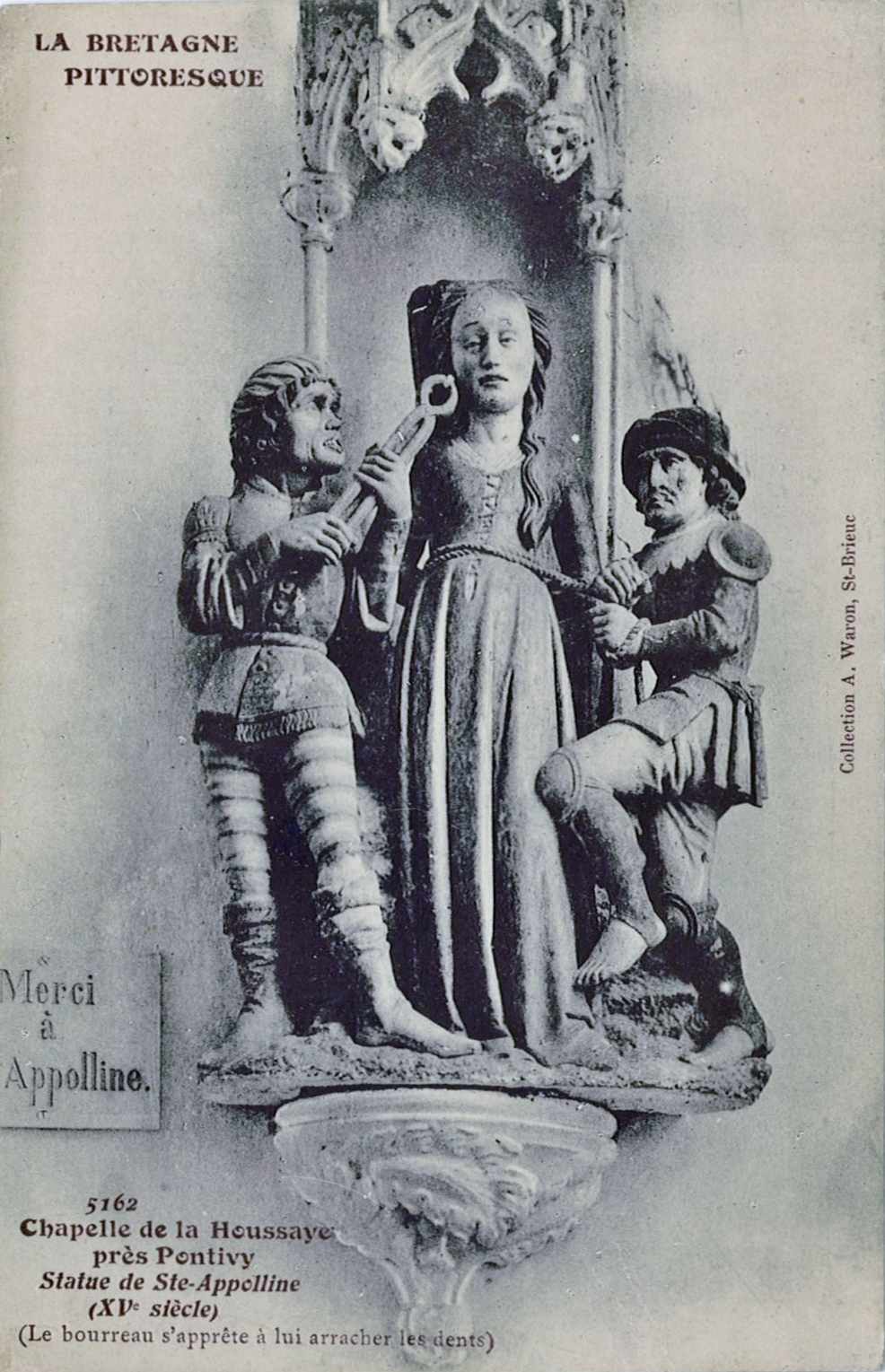
Chapelle de la Houssaye : statue de sainte Apolline datant du XVe siècle.
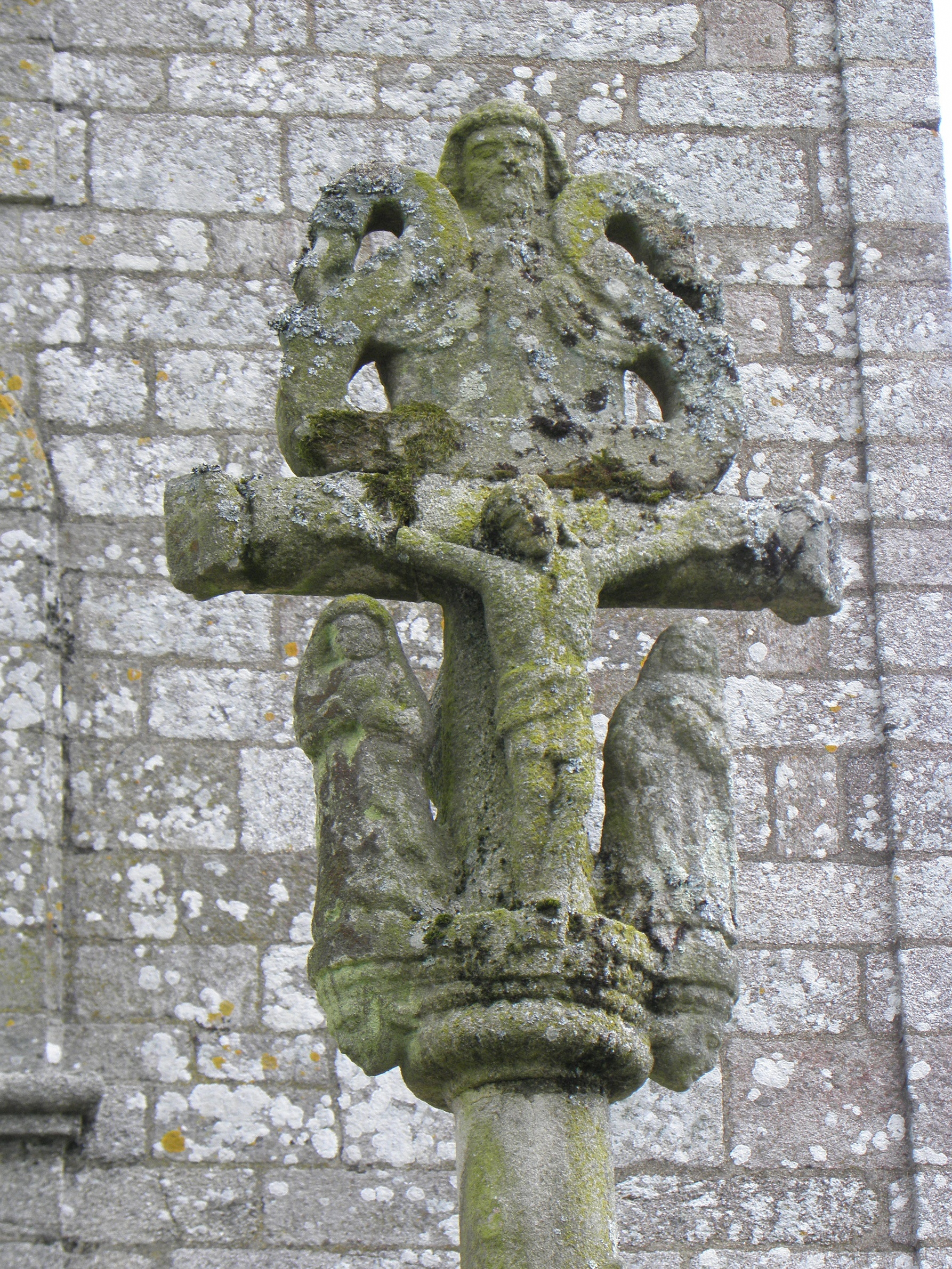
La croix de la Houssaye : partie sommitale.

- la croix de la Houssaye.

### Divers
- l'architecture médiévale dans le vieux quartier ;
- l'architecture Napoléonville, autour de l'ancienne place d'Armes, dont la caserne Clisson ;
- le monument de la Fédération bretonne-angevine (voir plus haut - rubrique "Époque contemporaine") ;
- la péniche Duchesse Anne, un chaland ponté gabarit breton rénové[Note 24], datant de 1929, acquise en 2007 par Pontivy communauté aux fins d'accueillir l'office intercommunal de tourisme et amarrée au 2, quai Niemen dès le début de la saison 2010[158] ;
- la gare de Pontivy s'appelle Napoléonville lorsqu'elle est mise en service en 1864 par la Compagnie du chemin de fer de Paris à Orléans (P.O.).

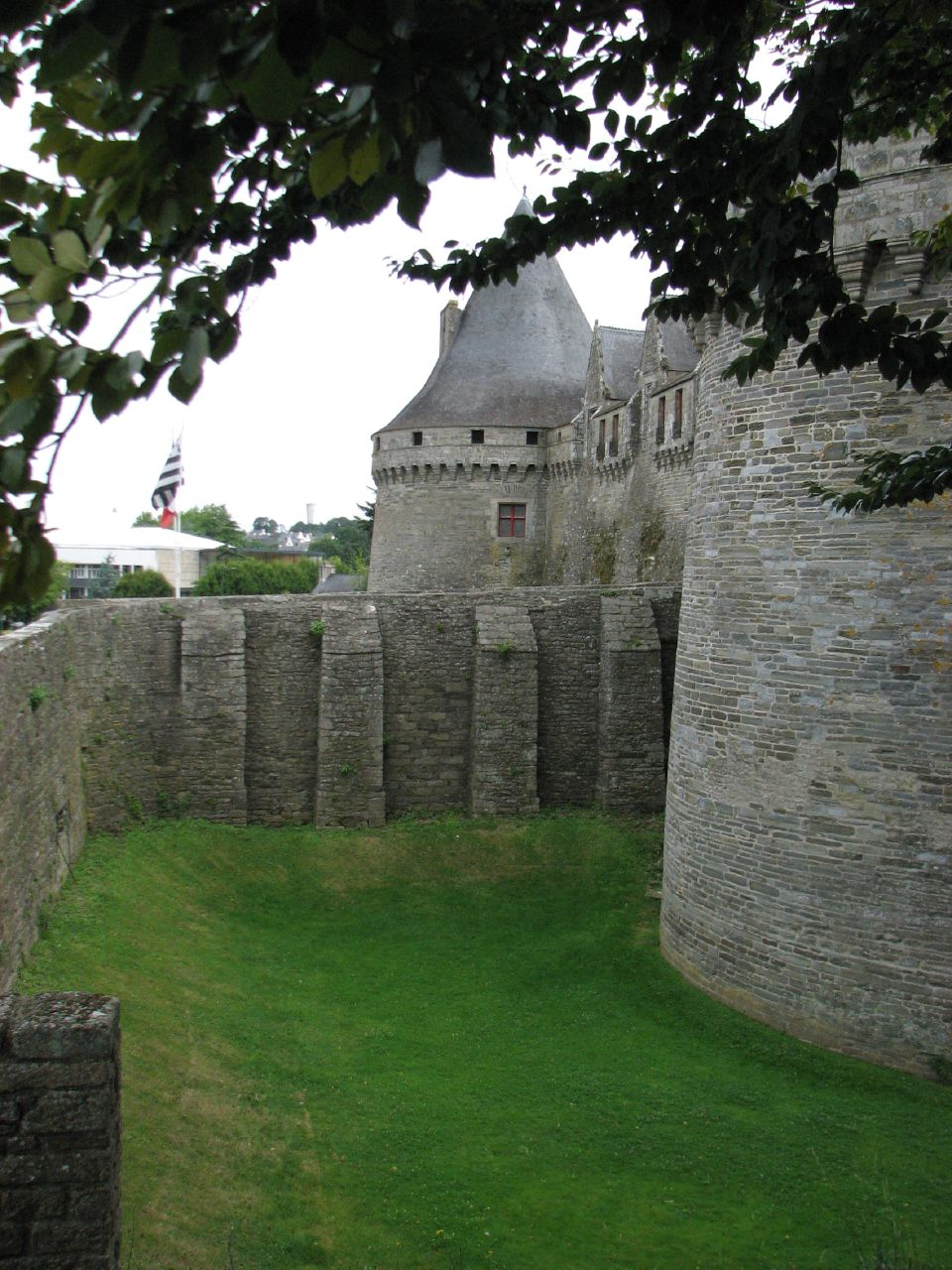
Douves du château.
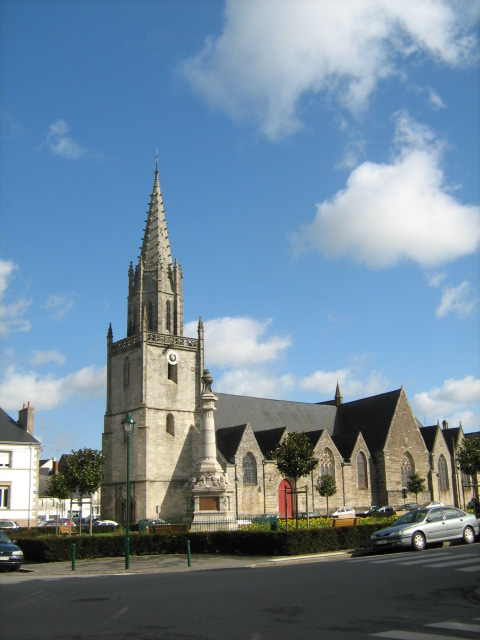
Basilique Notre-Dame-de-Joie.
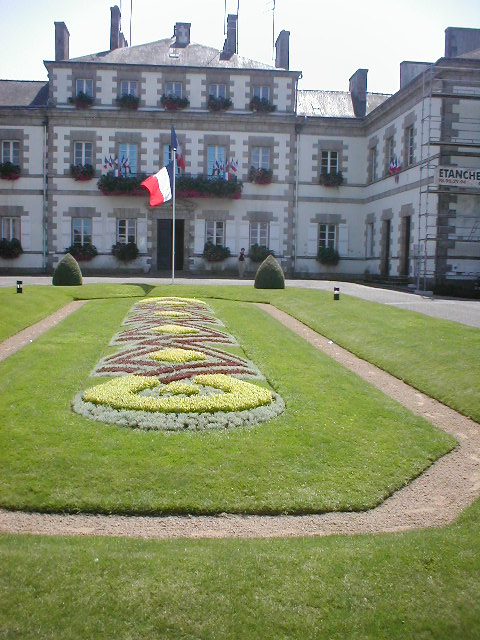
L'hôtel de ville, un exemple de bâtiment du XIXe siècle.
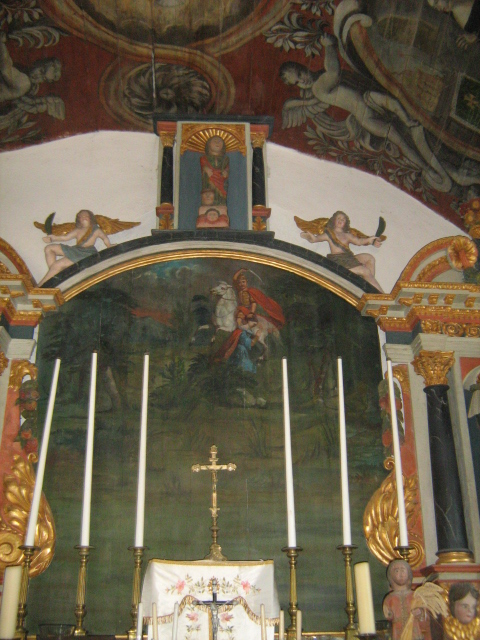
Intérieur de la chapelle Sainte-Tréphine.
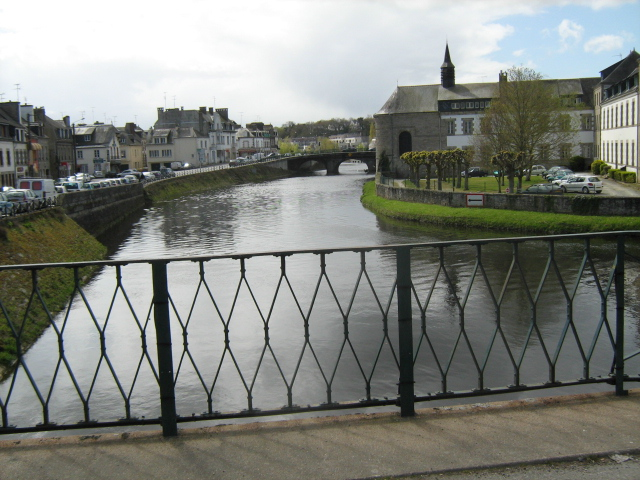
L'ancien hôpital sur les bords du Blavet.
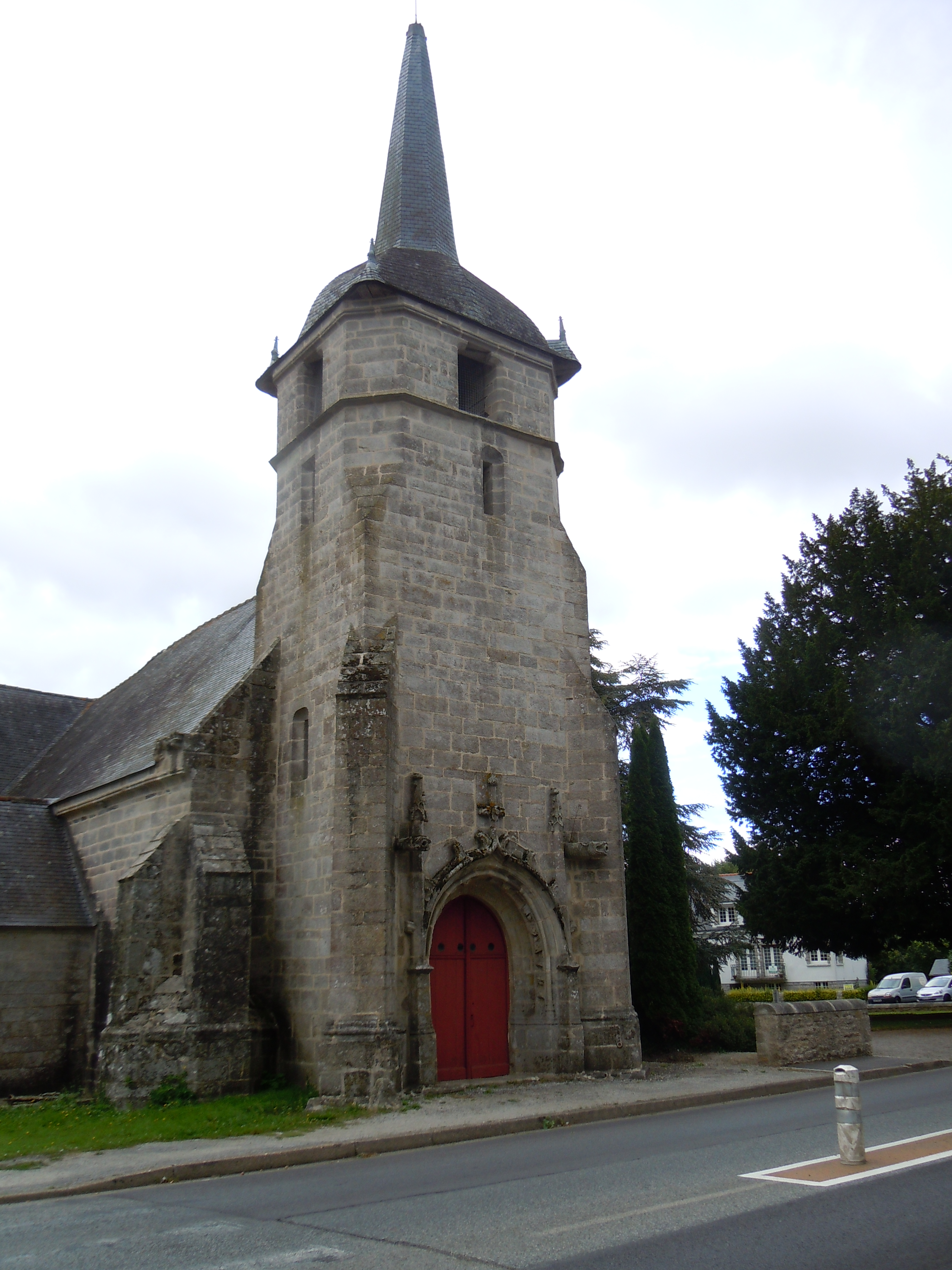
Tour porche de l'église Saint-Mériadec.
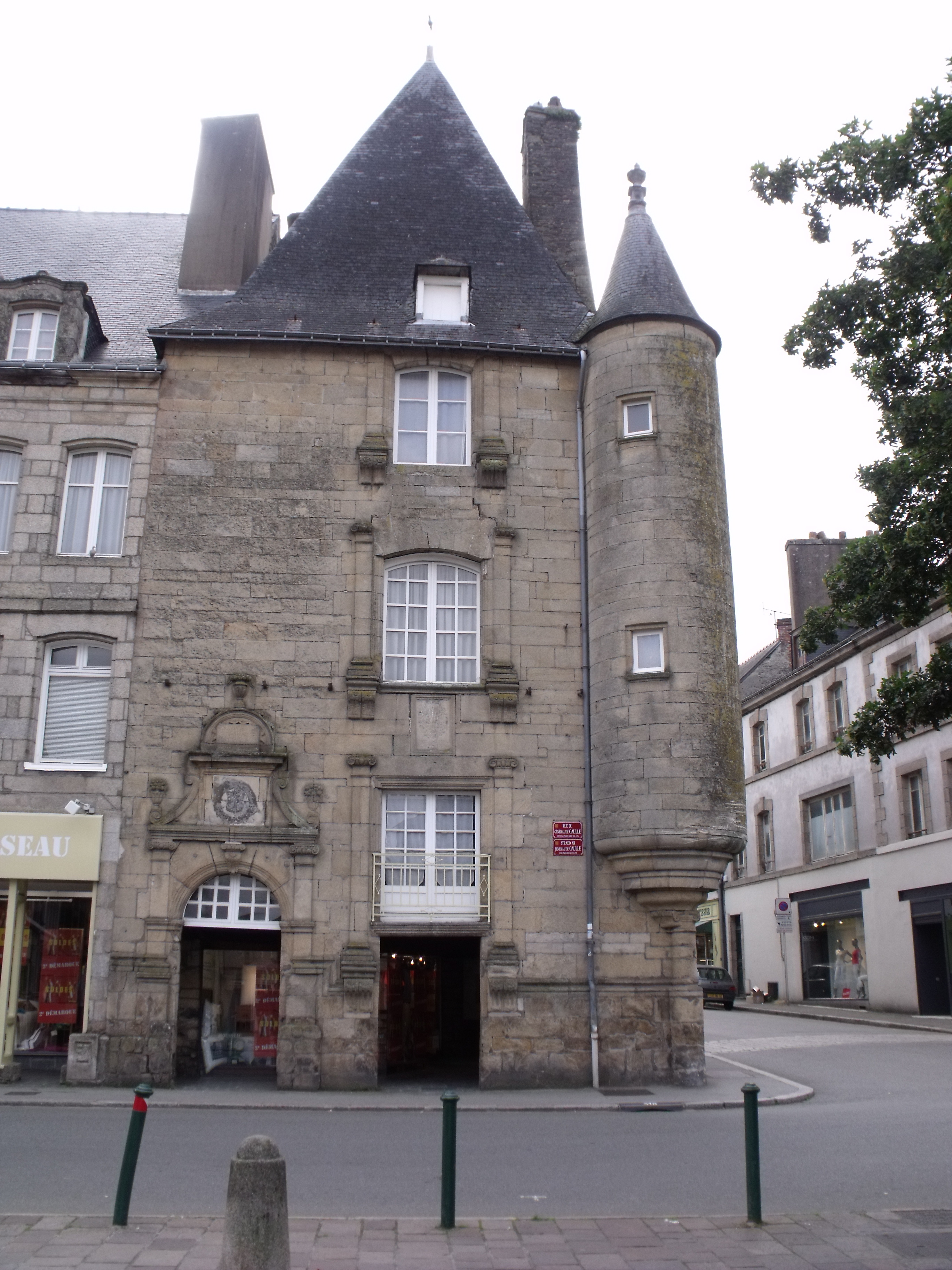
Maison du XVIe siècle dite rendez-vous de chasse des Rohan.
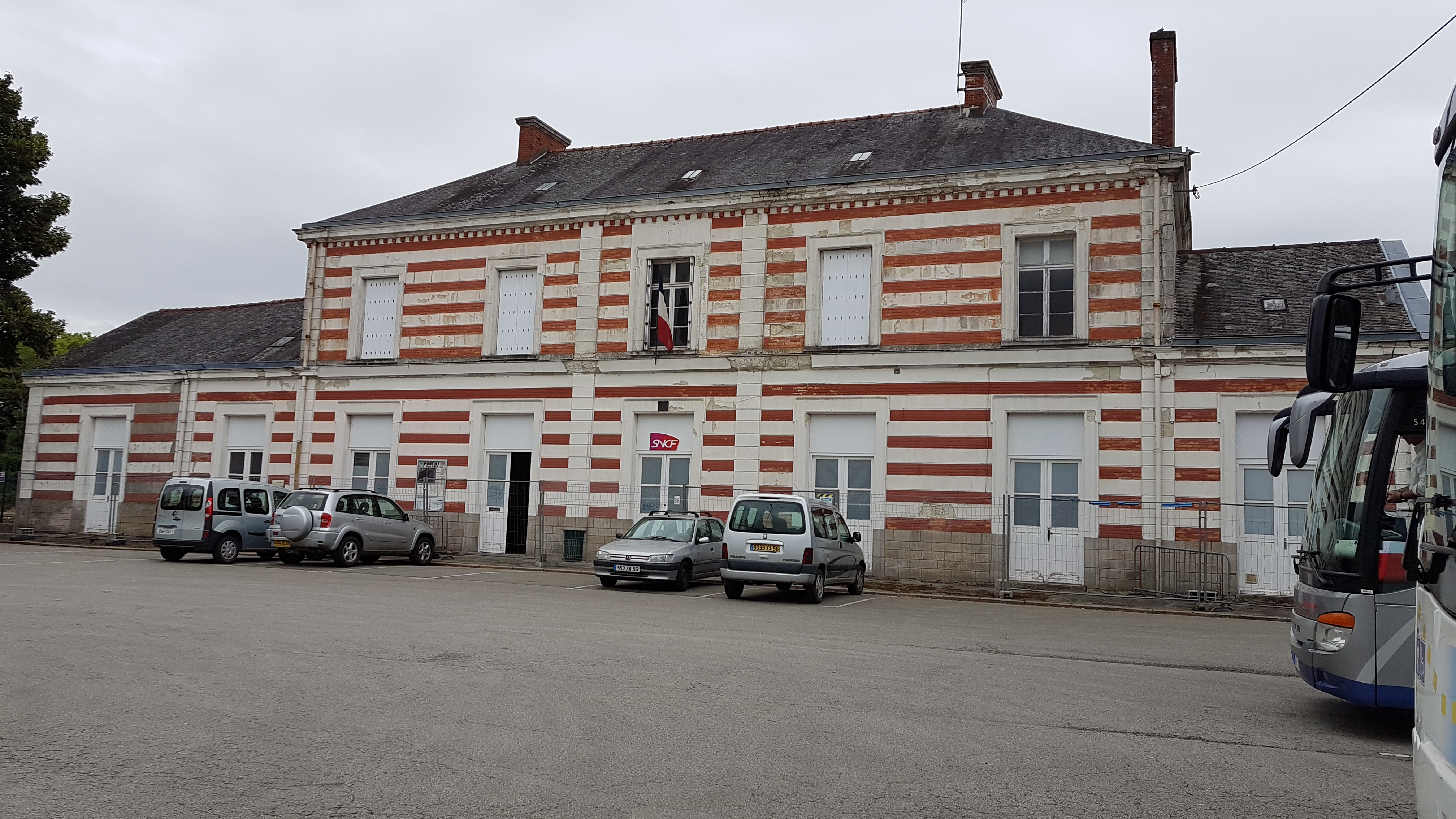
La gare édifiée sous Napoléon III.

Le centre-ville de Pontivy a conservé de nombreuses maisons à colombages datant du Moyen Âge et de la Renaissance. Elles sont situées place du Martray et dans les rues adjacentes (rue du Fil et rue du Pont).

Maisons à colombages
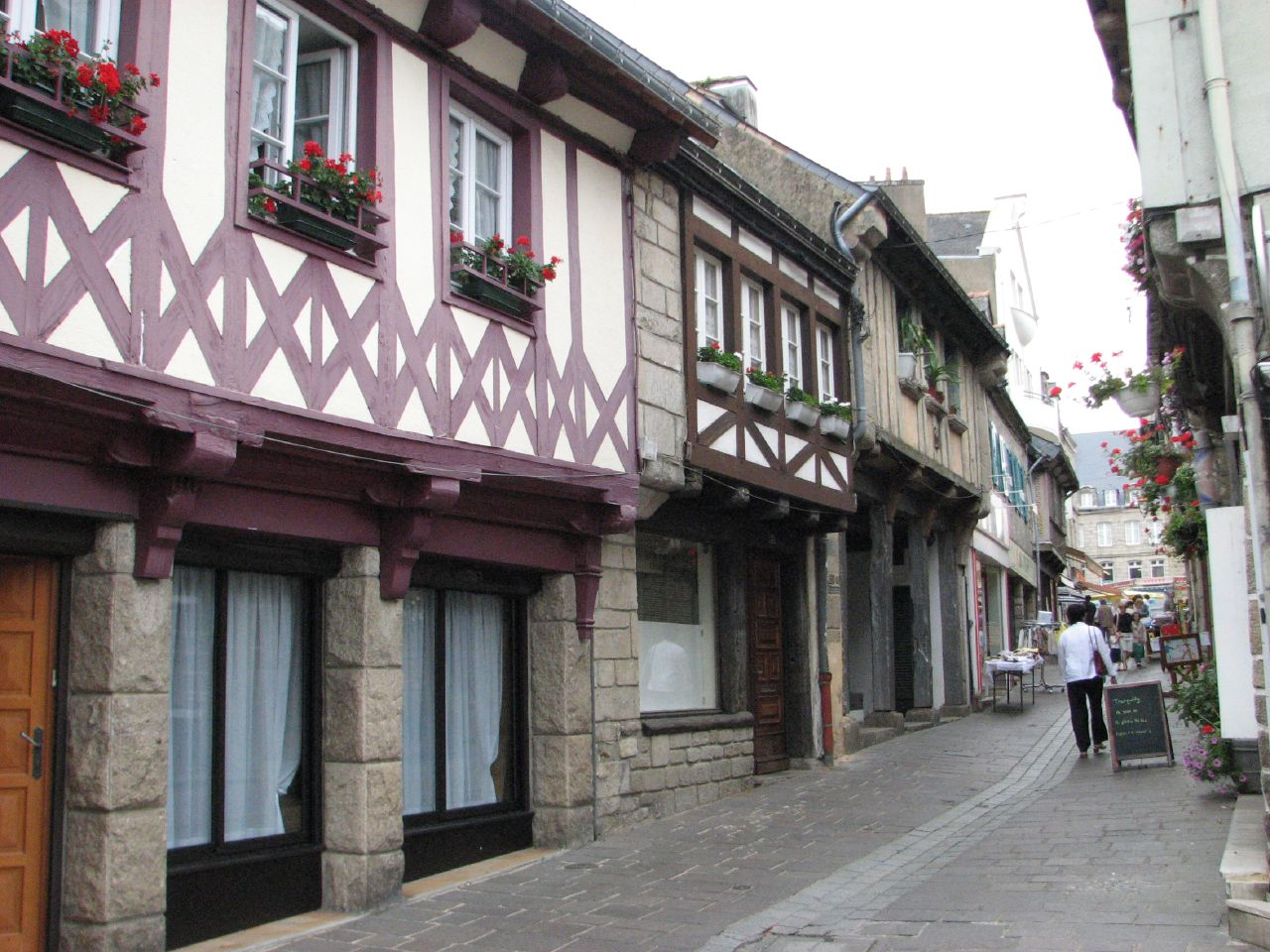
Maisons à colombages Pontivy.
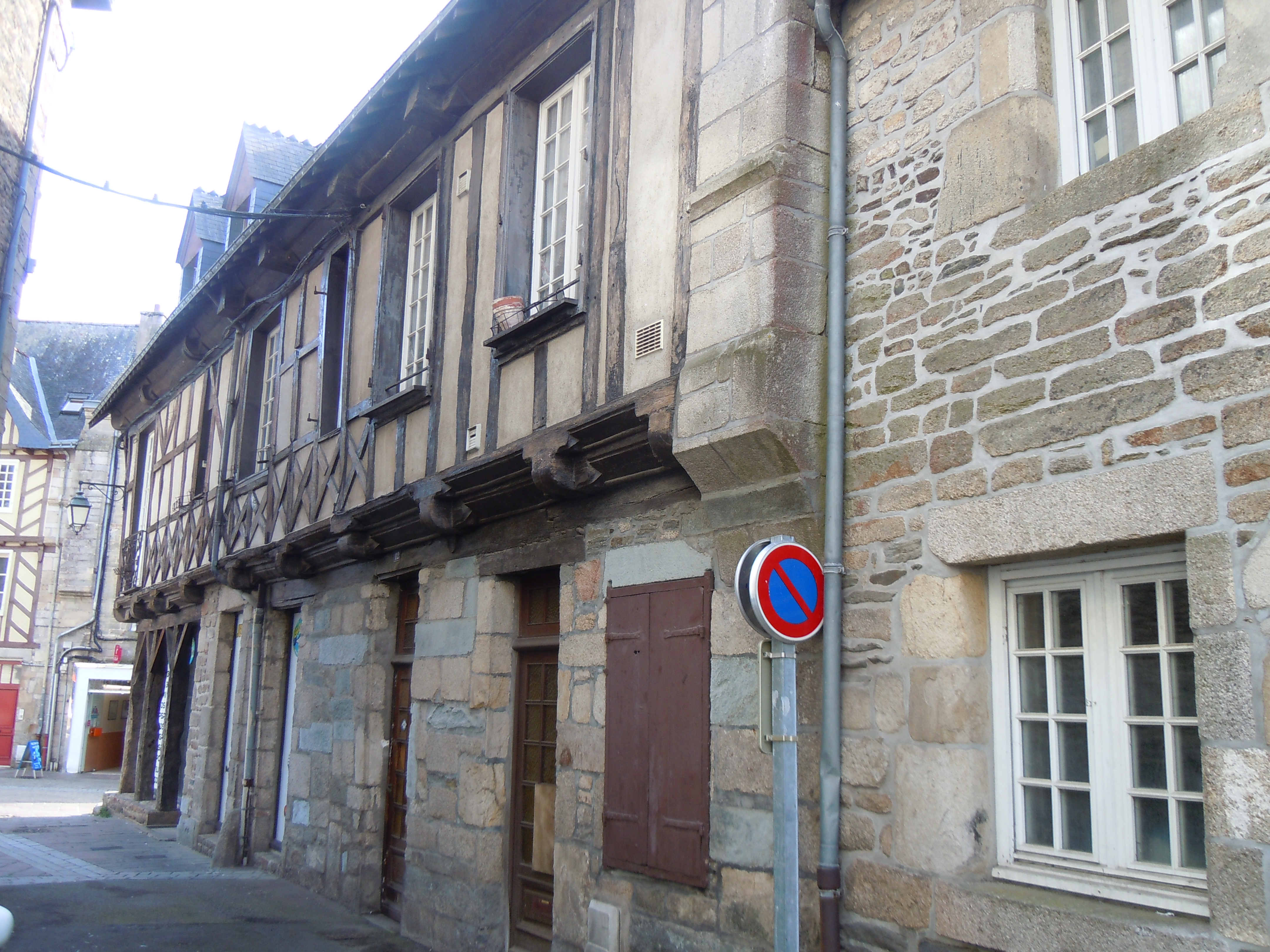
Maison à colombages Place du Martray.
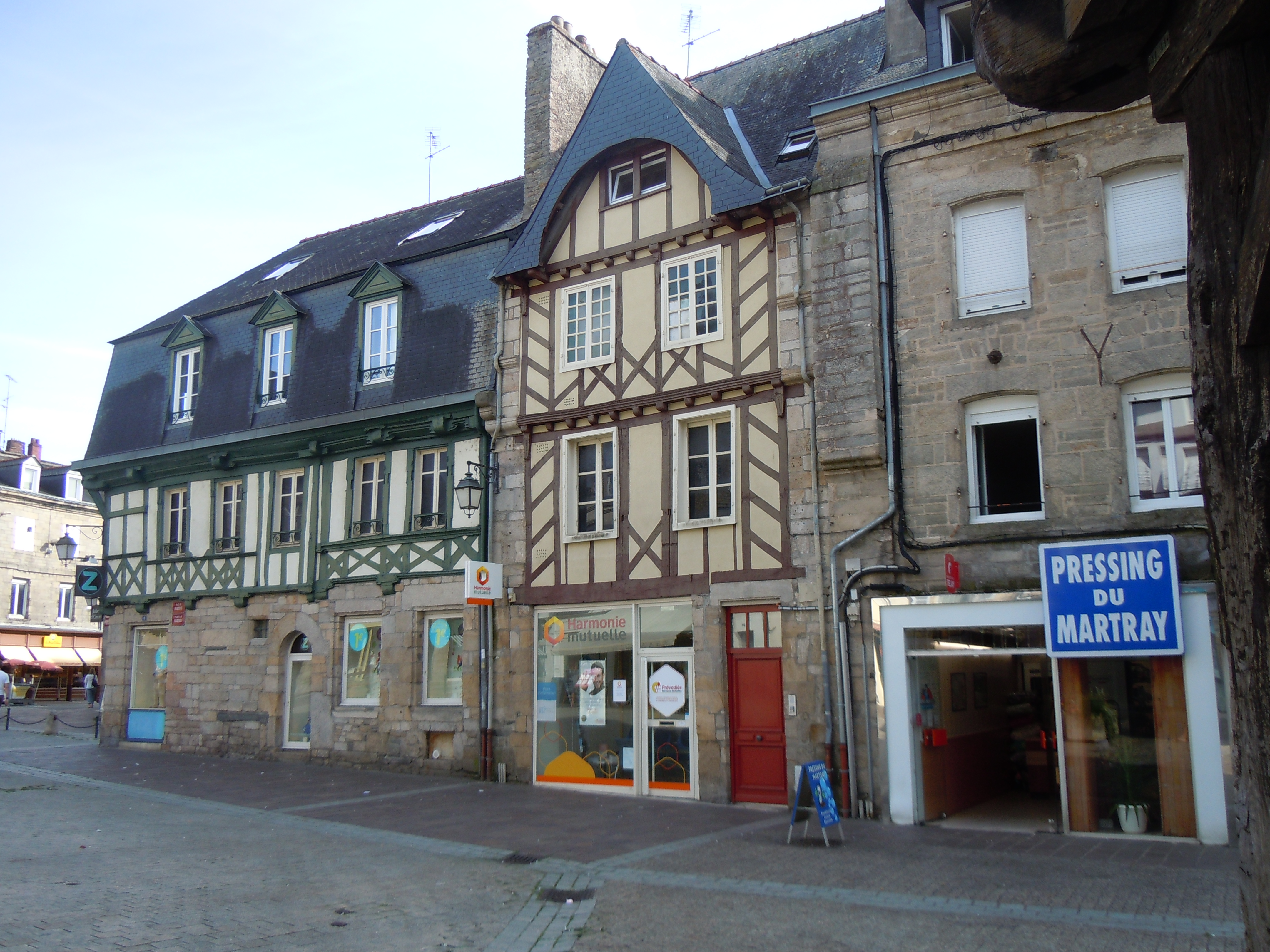
Maisons à colombages Pontivy.
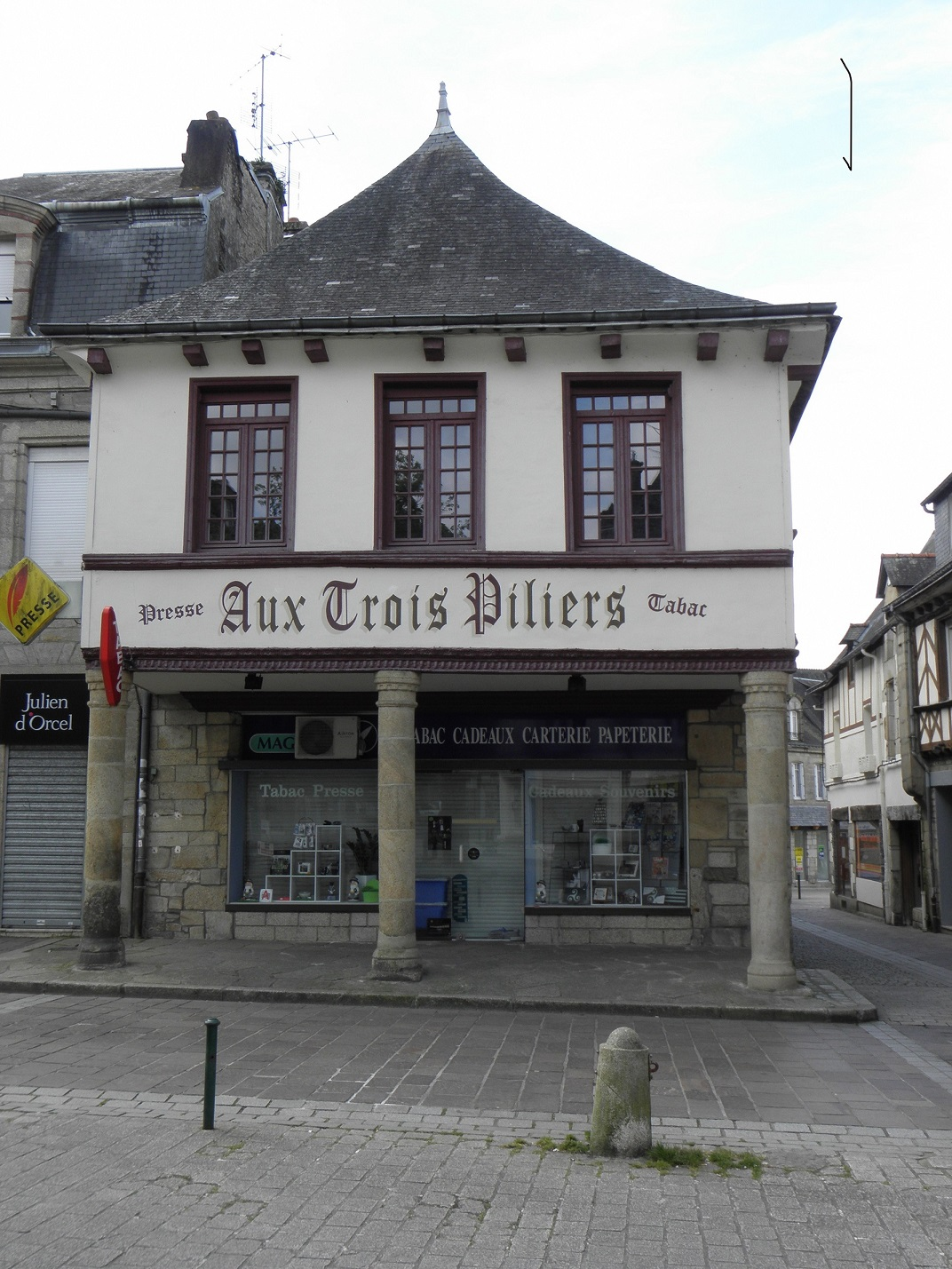
La maison des Trois Piliers.

La ville possède deux arbres remarquables.

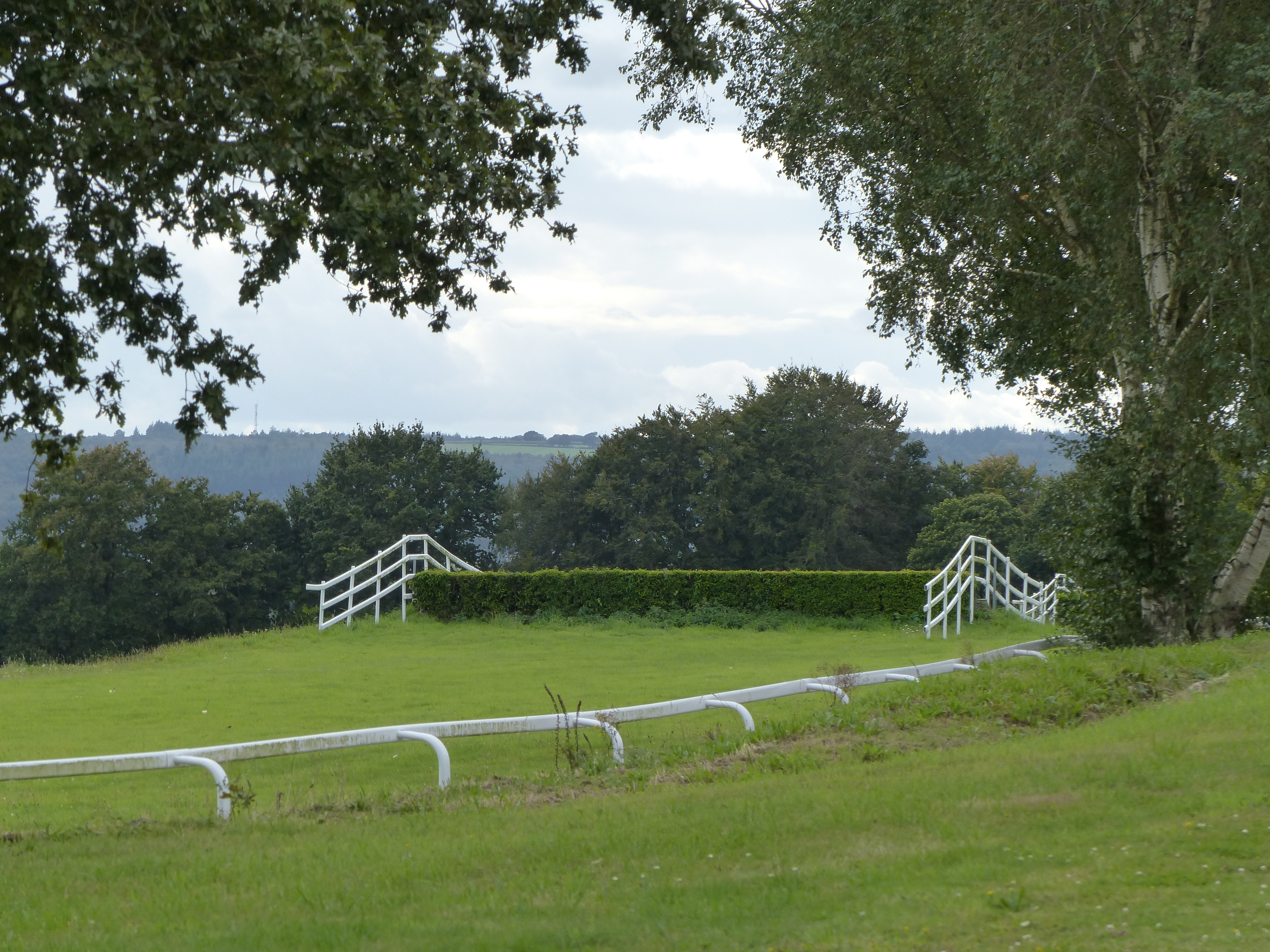
L'hippodrome de Kernivinen.

### Événements
Quelques manifestations ont lieu chaque année :
- la finale du Kan ar Bobl (chant du Peuple), un concours de musique bretonne ;
- le festival Rock a Vista qui rassemblait 4 000 personnes par an entre 2000 et 2009 ;
- le festival « En Voie d'Expression » attire environ 5 000 personnes par an ;
- la Foire aux oiseaux qui est la plus grande de France avec ses 12 000 visiteurs et ses 15 000 volatiles[160] ;
- Novembre : Les fêtes de Kerlenn Pondi ;
- Équipondi, qui attire environ 8 000 spectateurs par an ;
- le salon Jap and Co, qui réunit des exposants et animations autour de la culture asiatique et plus particulièrement sur le Japon.

## Économie
La ville se trouve au centre du principal axe routier nord-sud de la Bretagne, reliant les zones côtières du Morbihan à celles des Côtes-d'Armor. Elle est desservie par le service de transport urbain PondiBUS.
Une importante industrie agro-alimentaire s'est développée autour des villes de Pontivy et Loudéac.
Pontivy est en outre un pôle administratif et commercial.
À noter enfin l'importance des établissements d'enseignement secondaire, ainsi que des établissements d'enseignement supérieur.
La ville dispose d'une délégation de la Chambre de commerce et d'industrie du Morbihan.

## Vie locale

### Enseignement
Pontivy dispose en 2010 de 10 écoles primaires et maternelles, 3 collèges, 4 lycées et un IUT (Site Universitaire de Pontivy). La commune a un faible taux d'activité (43,9 % de la population totale en 2007), en raison de la proportion importante d'élèves ou étudiants (13,8 % en 2007).

### Sports
- Deux clubs de football : la GSI Pontivy et le Stade Pontivyen. Ils évoluent lors de la saison 2018-2019 en National 3.

Fin 2018, les deux clubs réussissent l'exploit de se qualifier pour les 32es de finale de la Coupe de France, faisant de Pontivy la première ville de moins de 15 000 habitants à posséder deux équipes disputant la même année les 32es de finale,. La GSI affronte le PSG au stade du Moustoir de Lorient tandis que le Stade affronte l'EA Guingamp au stade du Roudourou.
- Un club de rugby, le Rugby Club Pontivyen (RCP), dont l'équipe sénior évolue en 2e série au niveau régional.
- Pontivy accueille l'arrivée de la 3e étape du tour de France 2021, remportée par Tim Merlier.

### Vie culturelle et loisirs
La ville est pourvue de trois salles de spectacles dont le théâtre des halles, d'un palais des congrès, d'une médiathèque (l'espace KENERE), d'un conservatoire de musique et de danse à rayonnement départemental (Pontivy Communauté) et d'un parc d'expositions.
Pontivy accueille plusieurs spectacles : le festival des Gamineries créé en 2007, le festival Arz Pobl créé en 2007, le festival de la Kerlenn Pondi, le concours de Kan ar Bobl organisé par la commune depuis 1993.
L'art dans les chapelles (ADLC), association créée en 1991 à Bieuzy-les-Eaux, déménage à Pontivy en 2005. Elle présente chaque été les œuvres d'artistes contemporains sur des sites religieux. La foire aux oiseaux, créée en 1981 par Luis Mayora, imprimeur pontivyen et premier président de l’Oiseau-club de Pontivy, est l’une des plus importantes d’Europe.

## Personnalités liées à la commune
Nées sur la commune
- Colomban Louis d'Haucourt (1755-1829), homme politique né et décédé à Pontivy, député du Morbihan de 1803 à 1808.
- Michel Pierre Laudren (1766 à Pontivy - 1845 à Vannes) homme politique, député du Morbihan au Conseil des Cinq-Cents.
- Julien Guégan, recteur de Pontivy au début de la Révolution, député à l'Assemblée constituante. Lors de la création des départements, c'est lui qui proposa la dénomination de « Morbihan » au lieu de « Côtes du Midi » que certains avaient proposé.
- Émile Le Puillon de Boblaye (1792-1843), militaire, géographe et géologue né à Pontivy, député du Morbihan.
- Ange Guépin (1805-1873), médecin et homme politique.

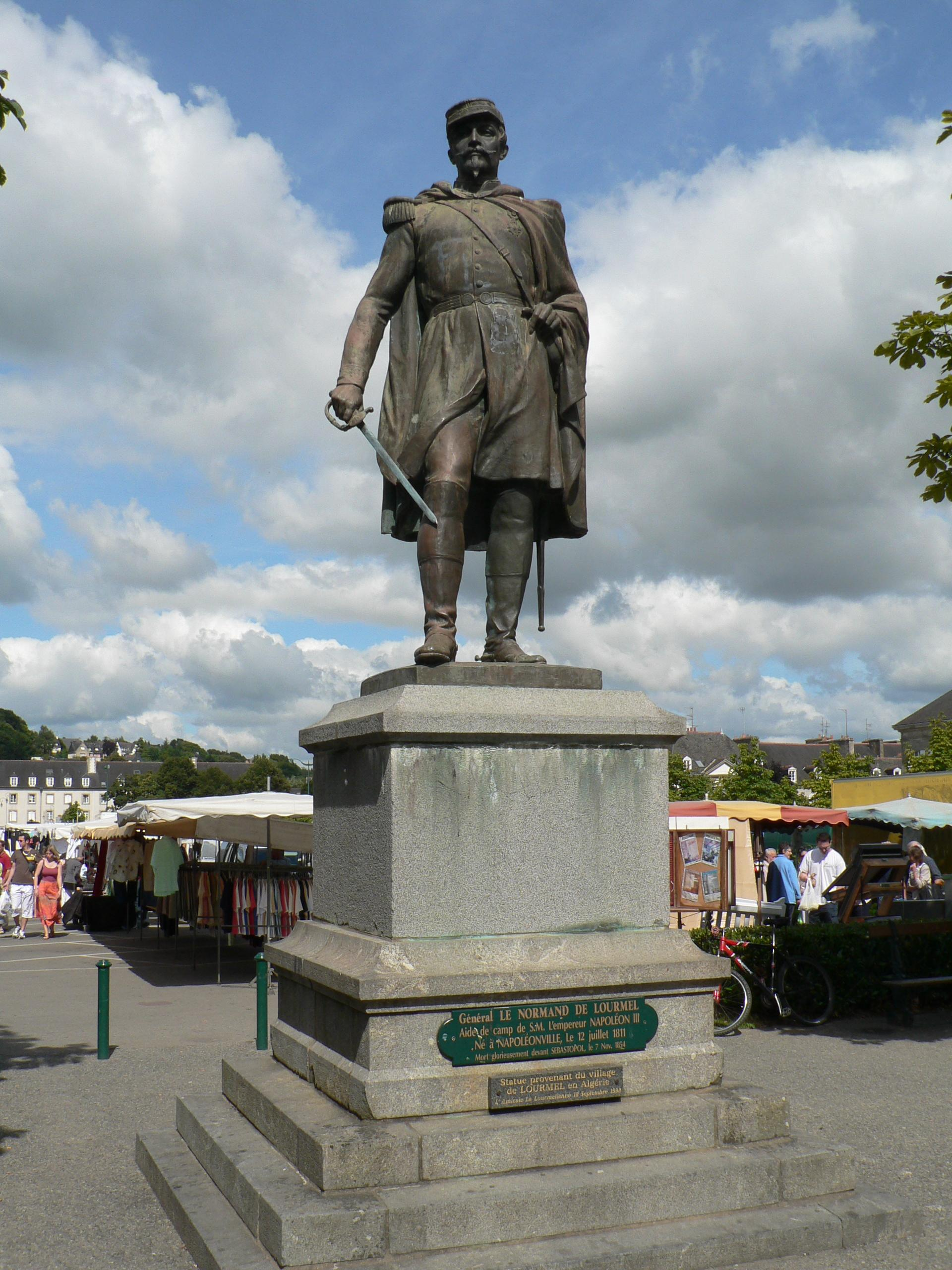
Monument au général Le Normand de Lourmel, place Aristide-Briand à Pontivy.

- Frédéric Henri Le Normand de Lourmel (1811-1854), général de brigade
- Émile Masson (1869 - 1923), écrivain et penseur anarcho-socialiste.
- René Le Fur (1872-1933), chirurgien, urologue et directeur du Breton de Paris.
- Pierre-Louis Cadre (1884-1972), peintre.
- Angelo Louis Marie Hesnard (1886-1969), un des introducteurs de la psychanalyse en France.
- Léon Lenouvel (1891-1940), professeur.
- Paul Ihuel (1903-1974), homme politique.
- Ferdinand Le Drogo (1903-1976), cycliste.
- Paul Le Drogo (1905-1966), cycliste.
- Victor de Bourmont (1907-1945), militaire.
- Fernand Picot (1930-2017), coureur cycliste professionnel.
- Jean-Yves Lafesse (1957-2021), humoriste.
- Jean-Marc Miton (1959-), footballeur.
- Olivier Boivin (1965) (médaillé de bronze aux JO de Barcelone en 1992), Bertrand Hémonic (1979) et Arnaud Hybois (°1982), champions de canoë-kayak nés à Pontivy.
- Arnaud Le Lan (1978-), footballeur.
- Dominique Carlac'h, athlète spécialiste du 400 mètres et cheffe d'entreprise.
- Hélène Hillion-Guillemin (°1969), ancienne footballeuse française qui a joué pour le F.C.F. Juvisy (jus. 1997) et en équipe de France de football (jus. 1997, 62 sélections).
- Bastien Pirou, né le 6 septembre 1969, champion de France de parachute ascensionnel en 1992.
- Ludovic Bource (°1970), compositeur français de musique.
- David Lappartient (1973), président de l'UCI ancien président de l'UEC et de la Fédération française de cyclisme.
- Audrey Cordon-Ragot (née à Pontivy en 1989), cycliste.
- Étienne Chaillou (1980), réalisateur documentaire.

Ont vécu sur la commune
- Louis-Marie Coudé (1752-1822), contre-amiral, député du Morbihan.
- Louis-Adolphe Robin-Morhéry, médecin, chansonnier, humaniste et homme politique ; cousin d'Ange Guépin, il a été élève du lycée de Pontivy.
- Gaston Schweitzer, sculpteur qui a découvert Pontivy pendant la Première Guerre mondiale et qui a notamment conçu les monuments aux morts de plusieurs villes alentour.
- Alain (philosophe) (1868-1951), a été professeur au lycée Joseph-Loth à Pontivy (année scolaire 1892-1893[171]).
- Émile Masson (1869-1923), écrivain et philosophe, il a été professeur d'anglais au lycée de Pontivy.
- Stéphane Strowski, professeur au lycée Joseph-Loth (de 1894 à 1936, puis de 1940 à 1944[172]), bâtonnier de Pontivy, essayiste, qui a notamment étudié le peuple breton, homme politique de Pontivy.
- Stéphane Meunier[173], réalisateur du documentaire Les Yeux dans les Bleus.

## Ville de garnison
Listes des unités militaires ayant tenu garnison à Pontivy :
- 2e régiment de chasseurs, 1831(?)-1927 ;
- Bezen Perrot, une unité paramilitaire nationaliste bretonne pendant la Seconde Guerre mondiale, intégrée en 1943 dans le Sicherheitsdienst (SD) allemand.

## Jumelages
Pontivy est jumelée avec :
- Tavistock (Royaume-Uni) depuis 1958 ;
- Wesseling (Allemagne) depuis le 29 septembre 1972 ;
- Ouélessébougou (Mali) depuis 1986[175] ;
- Napoleonville (Louisiane) (États-Unis) depuis 1989 ;
- La Roche-sur-Yon (France) depuis 2007.